# Kalendarium inwazji Rosji na Ukrainę – październik 2024
| 2022        | 2023        | 2024        | 2025        |
| ----------- | ----------- | ----------- | ----------- |
| –           | styczeń     | styczeń     | styczeń     |
| luty        | luty        | luty        | luty        |
| marzec      | marzec      | marzec      | marzec      |
| kwiecień    | kwiecień    | kwiecień    | kwiecień    |
| maj         | maj         | maj         | maj         |
| czerwiec    | czerwiec    | czerwiec    | czerwiec    |
| lipiec      | lipiec      | lipiec      | lipiec      |
| sierpień    | sierpień    | sierpień    | sierpień    |
| wrzesień    | wrzesień    | wrzesień    | wrzesień    |
| październik | październik | październik | październik |
| listopad    | listopad    | listopad    | listopad    |
| grudzień    | grudzień    | grudzień    | grudzień    |

## Październik 2024

### 1 października
Według źródeł rosyjskich do zachodniej części Wuhłedaru w obwodzie donieckim wkroczyły jednostki rosyjskie. Opublikowano również filmy przedstawiające rosyjskie flagi na dwóch zrujnowanych budynkach. Gubernator Wadym Fiłaszkin poinformował, że armia rosyjska weszła do centralnej części miasta, jednak walki trwały nadal. Z miasta ewakuowano pozostałych 107 cywilów, w tym dzieci, ponieważ pomoc humanitarna była prawie niemożliwa. Później ukraiński projekt DeepState, powiązany z Ministerstwem Obrony Ukrainy, podał, że Wuhłedar znajdował się pod kontrolą rosyjską. Do końca dnia wojska rosyjskie ostatecznie przejęły kontrolę nad miastem. Rzecznik ukraińskiego Dowództwa „Południe” Władysław Wołoszyn poinformował, że wojska rosyjskie próbowały zająć nowe pozycje w sektorze zaporoskim, aby poprawić swoją pozycję taktyczną, ponieważ istniały przesłanki wskazujące, że siły rosyjskie gromadziły wojska w pobliżu miast Pryjutne i Robotyne w celu ataku na pozycje ukraińskie. Zdaniem Wołoszyna Rosja nie miała wystarczającej liczby żołnierzy, aby przeprowadzić ofensywę na dużą skalę. „Jak dotąd nie zaobserwowano takich grup. Można więc jedynie powiedzieć, że wróg przygotowuje się do [mniejszych] ataków”.
Według Institute for the Study of War (ISW) siły rosyjskie prawdopodobnie zajęły Wuhledar po doniesieniach o wycofaniu się Ukrainy z miejscowości, choć nie jest jasne, czy siły rosyjskie poczynią szybkie postępy poza Wuhłedar w najbliższej przyszłości. Tymczasem wojska rosyjskie zrobiły postępy w pobliżu Wołczańska, Kreminnej, Torećka, Pokrowska i Wuhłedaru.
Sztab Generalny Ukrainy poinformował, że Rosja atakowała w kierunkach Charkowa, Kupiańska, Łymanu, Siewierska, Kramatorska, Torećka, Pokrowska, Kurachowego, Wremiwki i Zaporoża, gdzie doszło do 155 starć. W ciągu doby wojska rosyjskie przeprowadziły 68 nalotów i 124 ostrzały na pozycje ukraińskie i obszary zaludnione.
Gubernator Ołeksandr Prokudin podał, że ok. 9:00 co najmniej sześć osób zginęło, a trzy zostały ranne w wyniku rosyjskiego ostrzału artyleryjskiego na rynek i stację transportu publicznego w centrum Chersonia. Atak nastąpił w momencie zarządzonej przez władze ukraińskie minuty ciszy w całym kraju, aby uczcić pamięć ukraińskich żołnierzy, którzy zginęli w Dzień Obrońców. Gubernator Iwan Fedorow poinformował, że siły rosyjskie zaatakowały Zaporoże, zabijając jedną osobę i raniąc 24 kolejne, w tym troje dzieci w wieku 9, 10 i 12 lat. Rosja wystrzeliła co najmniej sześć kierowanych bomb lotniczych w kierunku miasta, uszkadzając budynki mieszkalne i domy. Ministerstwo Energetyki Ukrainy poinformowało, że wojska rosyjskie zaatakowały podstację połączoną z Zaporoską Elektrownią Jądrową i odcięły linie energetyczne prowadzące do obiektu. Atak ponownie doprowadził elektrownię jądrową „na skraj” awarii, dodając, że trwały prace nad przywróceniem pełnej mocy.
Według Ośrodka Studiów Wschodnich (OSW) 1 października Rosjanie zajęły większość Wuhłedaru, w tym siedzibę lokalnych władz. W ostatnich dniach września siły rosyjskie systematycznie wypierali Ukraińców z pozycji położonych na wschód i zachód od miasta, co pozwoliło na wzięcie pod kontrolę ogniową dróg wyjazdowych i ułatwiło atak na obszary zabudowane. Kolejnym celem Rosji w rejonie było Kurachowe (ok. 20 km na północ od Wuhłedaru). Na pozostałych odcinkach frontu nie doszło do większych zmian. Ciężkie walki trwały głównie w Donbasie, a także na granicy obwodów ługańskiego i charkowskiego oraz w obwodzie kurskim. Postępy Rosjan na głównym kierunku w obwodzie donieckim, tj. w rejonie Pokrowska, Myrnohradu i Sełydowego, zostały zredukowane do minimum. 26 września Rosjanie podjęli próbę przełamania obrony ukraińskiej w okolicach wsi Kruhlakiwka i Kolisnykiwka (ok. 20 km na południe od Kupiańska) w celu rozbicia jego zgrupowania na dwie części i osiągnięcia rzeki Oskoł. Atak grup zmechanizowanych liczących w sumie ok. 50 czołgów, BWP i transporterów opancerzonych odparto głównie za pomocą dronów.
Na II Międzynarodowym Forum Przemysłu Obronnego Ukrainy prezydent Wołodymyr Zełenski oświadczył, że krajowa produkcja amunicji na Ukrainie wzrosła wykładniczo w ciągu ostatnich 2 lat oraz pomyślnie przetestowano opracowany i wyprodukowany na Ukrainie pocisk balistyczny. „Tylko w pierwszej połowie 2024 roku Ukraina wyprodukowała 25 razy więcej amunicji artyleryjskiej i moździerzowej niż w całym 2022 roku”. Według prezydenta Ukraina może obecnie produkować 4 miliony dronów rocznie, a już zakontraktowała 1,5 miliona. Kraj produkował także 15–20 haubic 2S22 Bogdana miesięcznie. Rumuński parlament zatwierdził propozycję prezydenta Klausa Iohannisa dotyczącą utworzenia w kraju centrum szkoleniowego dla ukraińskiej piechoty morskiej.
Minister obrony Hanno Pevkur powiedział, że Estonia planowała „bezprecedensowy” podatek od bezpieczeństwa, ale „wszyscy w Estonii rozumieją, że musimy zrobić więcej”. Podczas dyskusji na Warszawskim Forum Bezpieczeństwa Pevkur wyjaśnił, że „każdy w społeczeństwie wniesie nieco większy wkład”, ponieważ Estonia zwiększy wydatki na obronę i pomoc dla Ukrainy. Ustawodawstwo nakładałoby 2% podatek od zysków osób fizycznych i przedsiębiorstw od 1 stycznia 2026 roku oraz zwiększało podatek VAT z 22% do 24% od lipca 2025 roku. Rozwiązanie miałoby obowiązywać do końca 2028 roku. 
Prokuratura Generalna Ukrainy oskarżyła armię rosyjską o zastrzelenie 16 jeńców wojennych w pobliżu Pokrowska w obwodzie donieckim, co było największym odnotowanym przypadkiem masowej egzekucji żołnierzy, którzy poddali się na polu bitwy. Prokurator Generalny Andrij Kostin powiedział, że: „To najpoważniejszy znany przypadek egzekucji ukraińskich jeńców wojennych na linii frontu”.
Były premier Holandii Mark Rutte oficjalnie objął stanowisko Sekretarza Generalnego NATO i powiedział, że priorytetem, który będzie promowany w przyszłości, jest Ukraina. NATO musi zapewnić Ukrainie zwycięstwo w wojnie jako suwerennemu, niezależnemu i demokratycznemu państwu członkowskiemu NATO oraz wzmocnić obronę zbiorową.

### 2 października
Ukraińskie Zgrupowanie „Chortyca” oficjalnie ogłosiło, że wycofano wojska ukraińskie ze zniszczonego Wuhłedaru w obwodzie donieckim, ponieważ w przeciwnym razie istniało ryzyko, że zostałyby okrążone wraz ze sprzętem wojskowym. Według doniesień siły rosyjskie za pomocą ataków z flanki osłabiły ukraińską obronę, a w związku z groźbą okrążenia miasta „wyższe dowództwo zezwoliło na manewr wycofania jednostek (...) w celu uratowania personelu i sprzętu wojskowego oraz zajęcia pozycji do dalszych operacji”.
W opinii ISW siły rosyjskie i ukraińskie kontynuowały ataki w obwodzie kurskim. Wojska rosyjskie nieznacznie posunęły się w pobliżu Swatowego, Siewierska i Wuhłedar oraz na wschód i południowy wschód od Pokrowska.
Sztab Generalny Ukrainy podał, że Rosja atakowała w kierunkach Charkowa, Kupiańska, Łymanu, Siewierska, Kramatorska, Torećka, Pokrowska, Kurachowego, Wremiwki i Zaporoża, gdzie doszło do 142 starć. W ciągu doby wojska rosyjskie przeprowadziły 69 nalotów i 132 ostrzały na pozycje ukraińskie i obszary zaludnione. Ukraińskie lotnictwo i artyleria przeprowadziły ataki na cztery systemy przeciwlotnicze, trzy miejsca koncentracji, jednostkę artylerii i dwa składy amunicji najeźdźców.
Według Sił Powietrznych w nocy Rosja zaatakowała Ukrainę przy użyciu 32 dronów Shahed 136/131, wystrzelonych z Primorsko-Achtarska i Kurska. Ukraińska obrona przeciwlotnicza zniszczyła 11 dronów nad obwodami kirowohradzkim, odeskim i sumskim, kolejne cztery poleciały w kierunku Rosji, a 10 zaginęło w północnych i środkowych regionach Ukrainy. Według doniesień w obwodzie odeskim doszło do eksplozji, a w obwodzie sumskim drony zaatakowały obiekty infrastruktury krytycznej w rejonie szostkim, w wyniku czego kilka hromad zostało pozbawionych prądu. Gubernator Ołeh Siniehubow poinformował, że w nocy w wyniku rosyjskiego ataku (przy użyciu bomby lotniczej KAB) na 5-piętrowy budynek mieszkalny w Charkowie co najmniej 12 osób zostało rannych, w tym 3-letnie dziecko. Nalot spowodował pożar w budynku, który rozprzestrzenił się na pobliskie pojazdy. W pobliskich budynkach doszło do utraty zasilania, a setki okien zostało wybitych. Według Prokuratury Okręgowej ok. 23:00 Rosja wystrzeliła pięć kierowanych bomb lotniczych na miasto i jego przedmieścia.
Wywiad ukraiński stwierdził, że w Berdiańsku dokonano zamachu bombowego na Witalija Łomejkę, sędziego oskarżonego o współpracę z siłami rosyjskimi. Ukraińskie media donosiły, że cyberspecjaliści wywiadu ukraińskiego przeprowadzili cyberatak na platformy internetowe rosyjskiego sektora finansowego, w tym rosyjskie banki Alfa-Bank i Otkritie Bank, a także Rostelecom, największego rosyjskiego dostawcę usług cyfrowych w związku z tym, ze firmy te „zapewniły agresję rosyjskich sił zbrojnych przeciwko Ukrainie”. Atak spowodował „globalną awarię” w systemie płatności, zamykając aplikacje mobilne banków i systemy bankowości internetowej, a także wewnętrzne usługi instytucji finansowych.
Podczas Międzynarodowego Forum Przemysłu Obronnego w Kijowie amerykańska firma AeroVironment podpisała umowę z ukraińską firmą w sprawie lokalizacji produkcji dronów kamikadze Switchblade 600.
Prezydent Wołodymyr Zełenski ponowił apel do społeczności zachodniej, aby pozwoliła Ukrainie na użycie zachodniej broni dalekiego zasięgu przeciwko celom wojskowym w głębi terytorium Rosji.
Prezydent Władimir Putin podpisał ustawę umożliwiającą oskarżonym w sprawach karnych uniknięcie oskarżenia w przypadku wstąpienia do wojska. Ustawa umożliwia służbę wojskową oskarżonym, których sprawy toczyły się przed sądem pierwszej instancji w czasie mobilizacji lub w czasie wojny. Ustawa podpisana przez Putina pozwalała na zwolnienie z odpowiedzialności oskarżonych, którzy byli już wcześniej mobilizowani lub którzy podpisali kontrakt z MON Rosji. Zgodnie z przyjętymi przepisami postępowanie karne wobec tych osób zostanie zawieszone, a środek zapobiegawczy uchylony w trakcie służby wojskowej. Podobna procedura dotyczyła skazanych, których wyroki zostały wydane, ale nie były prawomocne, w tym w trakcie postępowania apelacyjnego. Oskarżeni byli całkowicie zwolnieni od odpowiedzialności karnej po otrzymaniu nagrody państwowej lub zwolnieniu ze służby wojskowej ze względu na wiek, stan zdrowia lub zakończenie mobilizacji.

### 3 października

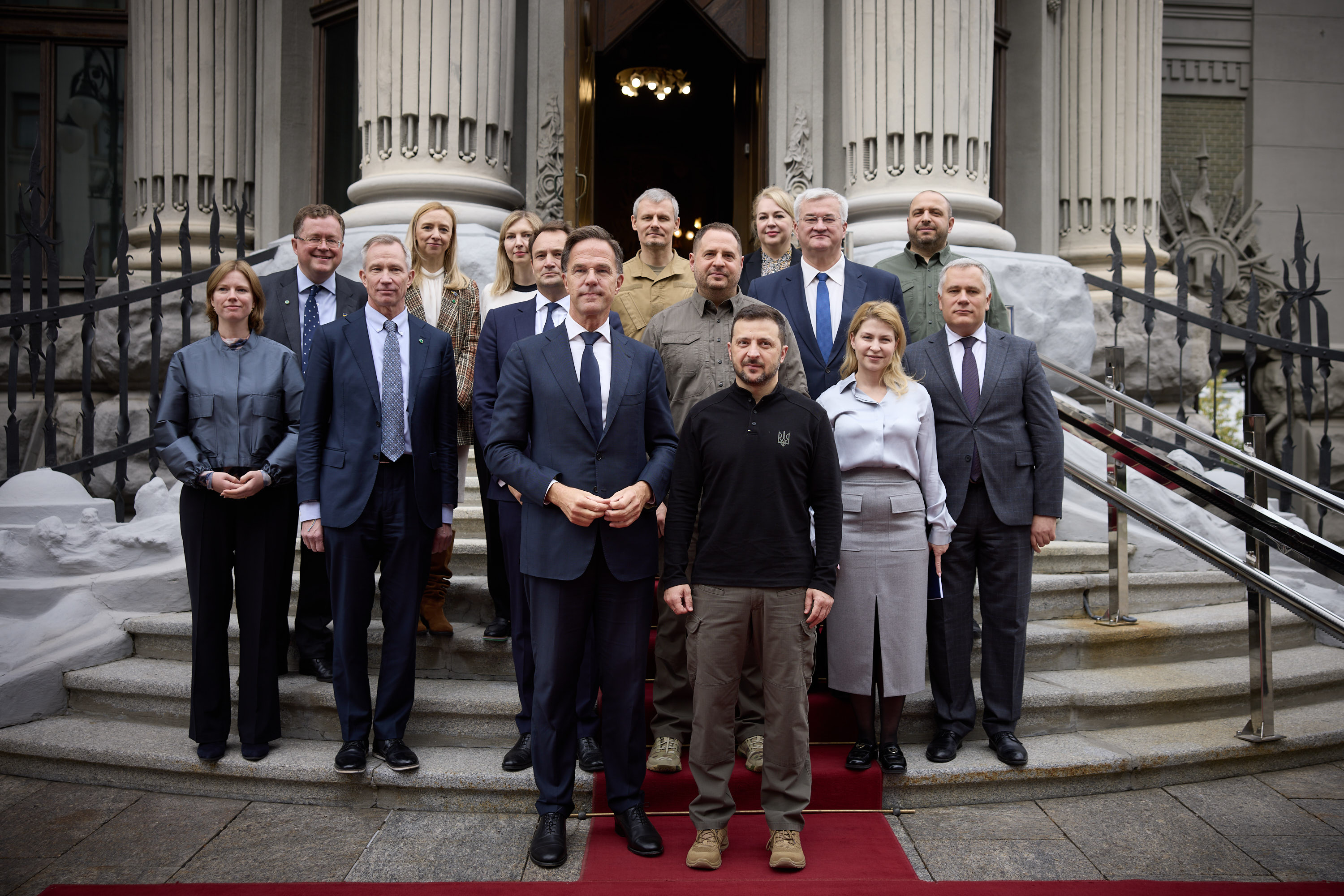
Spotkanie prezydenta Zełenskiego z (nowym) sekretarzem generalnym NATO Markiem Rutte.

Rzecznik ukraińskiego Zgrupowania „Siewiersk” Wadym Mysnyk powiedział, że siły rosyjskie nadal atakowały miejscowości w obwodzie kurskim, nawet gdy nie było tam wojsk ukraińskich, stwierdzając, że: „Miejscowa ludność nie rozumie, dlaczego jest atakowana [przez siły rosyjskie], ponieważ [ukraińskie] wojsko nawet nie jest w pobliżu. Ale miejscowi cierpią, są zmuszeni ukrywać się w piwnicach przez kilka godzin, a czasami spędzają tam pół dnia”. Według doniesień ukraińskie wojsko dostarcza wodę, żywność i lekarstwa mieszkańcom obwodu kurskiego, kontrolowanego przez Ukrainę. „Wszystko to spada na barki [ukraińskiego] wojska, ponieważ spełniamy wszystkie wymogi międzynarodowego prawa humanitarnego i zapewniamy miejscowej ludności wszystko, czego potrzebuje”.
W ocenie ISW rosyjskie ofensywy na wschodzie Ukrainy, rozpoczęte jesienią 2023 roku, w dalszym ciągu przynosiły stopniowe postępy taktyczne w określonych sektorach frontu, jednak nie przekładały się na znaczące postępy pod względem operacyjnym. Siły ukraińskie prowadziły skuteczną obronę w głębi linii frontu, zadając znaczne straty wojskom rosyjskim, jednocześnie powoli oddając teren, ale uniemożliwiając Rosjanom szybsze postępy na polu bitwy. Wojska ukraińskie stały w obliczu poważnych wyzwań i ograniczeń operacyjnych, które dały siłom rosyjskim okazje do osiągnięcia taktycznie znaczących postępów. Z kolei wojska rosyjskie nie miały dostępnej siły roboczej i sprzętu, aby kontynuować zintensyfikowane wysiłki ofensywne w nieskończoność, a obecne rosyjskie ofensywy na wschodzie Ukrainy prawdopodobnie zakończą się w nadchodzących miesiącach, jeśli nie tygodniach. Wojska rosyjskie przeznaczyły znaczną część planowanych rezerw operacyjnych na ofensywy w obwodach donieckim i północnym charkowskim, co wskazywało, że rosyjskie dowództwo mogło nadać priorytet tworzeniu rezerw operacyjnych w celu wsparcia ataków w priorytetowych sektorach linii frontu niż nad rozwijaniem rezerw strategicznych na całej linii frontu. Rosyjskie dowództwo wojskowe nadal nadawało priorytet ofensywom w priorytetowych sektorach linii frontu nad długoterminowym planowaniem rosyjskiej kampanii na całym teatrze działań na Ukrainie, ale ukraińska inwazja na obwód kurski wydawała się znacznie komplikować rozwój rosyjskich rezerw operacyjnych. Tymczasem siły rosyjskie posunęły się na południe od Siewierska oraz na wschód i południowy wschód od Pokrowska.
Siły Powietrzne Ukrainy podały, że w nocy od 21:00 do 7.00 armia rosyjska zaatakowała Ukrainę za pomocą 105 dronów Shahed 136/131, wystrzelonych z Primorsko-Achtarska, Kurska, Orła i Krymu. Ukraińska obrona przeciwlotnicza zestrzeliła 78 dronów w obwodach sumskim, kijowskim, czerkaskim, odeskim, kirowogradzkim, chmielnickim, żytomierskim, połtawskim, chersońskim, charkowskim, rówieńskim i iwanofrankiwskim, winnickim, jeden dron poleciał w kierunku Białorusi, a 23 zaginęły w różnych rejonach Ukrainy. Nad Kijowem zniszczono ok. 18 dronów.
Gubernator Wiaczesław Chaus powiedział, że co najmniej trzy osoby, w tym 6-letnie dziecko zginęły, a cztery kolejne zostały ranne (w tym 4-letni chłopiec i 13-letnia dziewczynka w stanie ciężkim) w rosyjskim ataku na Koriukówkę w obwodzie czernihowskim, gdzie Rosjanie trafili w samochód przewożący skroplony gaz. Pożar rozprzestrzenił się na budynki mieszkalne. Prezydent Zełenski poinformował, że kilka osób zostało rannych w rosyjskim ataku na rejon sałtiwski w Charkowie. Według wstępnych ustaleń, uderzono w 5-piętrowy budynek mieszkalny. Administracja Wojskowa stwierdziła, że armia rosyjska użyła bomb kierowanych i dronów, aby w ciągu 24 godzin zaatakować 14 hromad obwodu sumskiego, raniąc co najmniej ośmiu cywilów. Gubernator Wadym Fiłaszkim powiedział, że w wyniku rosyjskiego ostrzału ok. 260 tys. mieszkańców północnego obwodu donieckiego utraciło dostęp do wody „na czas nieokreślony”. Dotknięte zostały miasta Słowiańsk, Kramatorsk, Drużkiwka, Konstantynówka i okoliczne miejscowości. Dwa lokalne wodociągi zostały poważnie uszkodzone, a dostawca wody nie miał możliwości wznowienia pracy wodociągów w krótkim terminie. Trwały prace nad doraźnym rozwiązaniem zapewniającym zaopatrzenie w wodę.

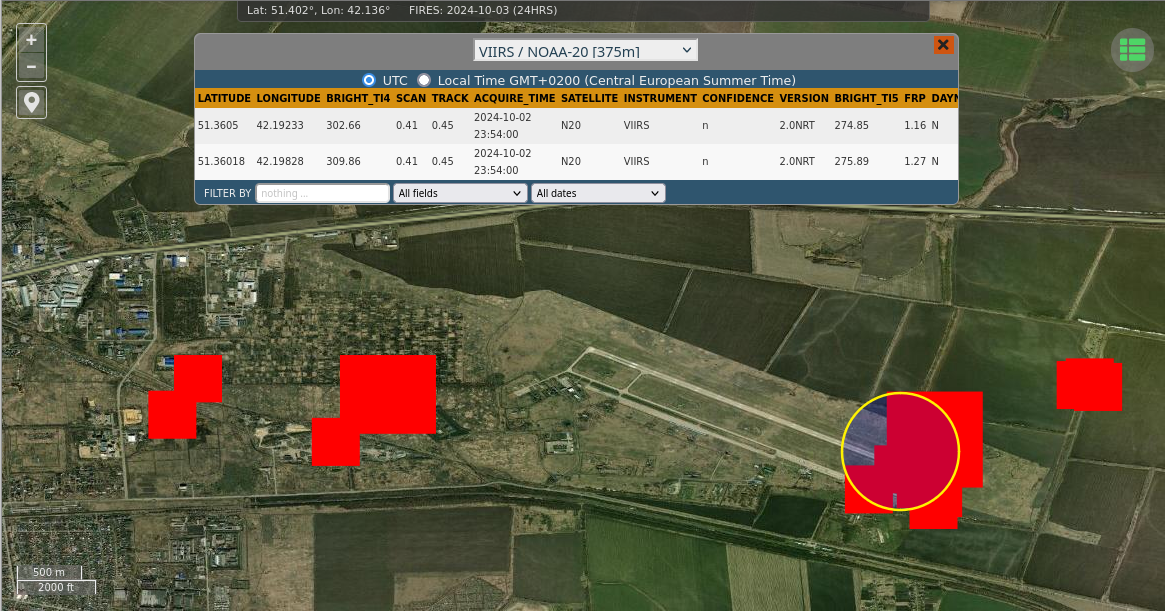
Zdjęcia NASA FIRMS pokazujące pożary 2 października 2024 roku o 23:54 (UTC) w bazie lotniczej Borisoglebsk.

Sztab Generalny Ukrainy poinformował, że zniszczono rosyjski system radarowy Niebo-M w nieokreślonym miejscu (prawdopodobnie na Ukrainie) za pomocą pocisku ATACMS. Według doniesień Służba Bezpieczeństwa Ukrainy (SBU) przeprowadziła atak dronów na bazę lotniczą Borisoglebsk w obwodzie woroneskim, celując w Su-34, Su-35 oraz zbiorniki paliwa i magazyn rosyjskich bomb szybujących. Rosyjskie Ministerstwo Obrony oświadczyło, że w ciągu nocy obrona przeciwlotnicza zniszczyła 113 ukraińskich dronów, w tym 25 zestrzelono nad obwodem woroneskim.
Rzecznik Ministerstwa Obrony Narodowej Constantin Spinu powiedział, że system rakietowy Patriot przekazany przez Rumunię dotarł na Ukrainę. Ambasador Ukrainy w Czechach Wasyl Zwarycz powiedział, że Ukraina otrzymała ponad ⅓ z 500 tys. pocisków artyleryjskich 155 mm dostarczonych w ramach czeskiej inicjatywy. 
Ministerstwo Obrony Ukrainy oświadczyło, że w Lublinie w Polsce otworzono pierwsze centrum rekrutacji do Legionu Ukraińskiego, gdzie funkcjonariusze armii ukraińskiej będzie udzielać ochotnikom konsultacji i pomocy podczas rejestracji. W pierwszych dniach otwarcia centrum wpłynęło 138 wniosków o rozmowę kwalifikacyjną za pośrednictwem strony internetowej i kolejne 58 wniosków za pośrednictwem konsulatu.

### 4 października
Według ISW siły rosyjskie posunęły się naprzód w kierunku Wołczańska, w pobliżu Kreminnej, Torećka, Pokrowska i Doniecka. Brytyjskie MON podało, że po zajęciu Wuhłedaru wojska rosyjskie prawdopodobniej będą posuwać się dalej na zachód, a jednym z ich celów będzie zapewne miejscowość Wełyka Nowosiłka. 1 października Rosja przejęła kontrolę nad Wuhłedarem w południowym obwodzie donieckim, który leży na skrzyżowaniu dwóch kluczowych frontów, zaporoskiego i donieckiego. Przejęcie miasta nastąpiło po wznowionej przez Rosję kampanii we wrześniu, a przed końcem miesiąca jej siły niemal otoczyły miasto, co doprowadziło do wycofania się wojsk ukraińskich. W nadchodzących tygodniach wojska rosyjskie spróbują kontynuować postępy za Wuhłedarem, a na zachodzie prawdopodobnym celem będzie miejscowość Wełyka Nowosiłka, która leży przy głównej drodze T0509, a 8 km na północ znajduje się miejscowość Bohojawłenka.
Według Sił Powietrznych Ukrainy w nocy Rosja zaatakowała obiekty infrastruktury krytycznej na Ukrainie przy użyciu 19 dronów Shahed 136/131, wystrzelonych z Primorsko-Achtarska, Kurska i Krymu. Obrona przeciwlotnicza zniszczyła dziewięć dronów w obwodach kijowskim, czerkaskim, kirowohradzkim i chersońskim, kolejne siedem zaginęło na Ukrainie. Wrak drona spadł na wieżowiec w rejonie darnyckim w Kijowie. MON Rumunii poinformowało, że regionie Delty Dunaju po raz kolejny znaleziono szczątki rosyjskiego drona, którym FR zaatakowała Ukrainę. Według policji badany obszar znajduje się w strefie wiejskiej i żadna infrastruktura nie uległa zniszczeniu. Ponadto ok. 4:55 nad ranem w białoruskim mieście Kalinkowicze eksplodował rosyjski dron Shahed. Według doniesień po wybuchu w miejscowości zgasło światło.
Szef Administracji Wojskowej Serhij Dobriak stwierdził, że siły rosyjskie znajdowały się wówczas mniej niż 7 km od Pokrowska, dodając, że Rosja zaatakowała infrastrukturę cywilną w mieście za pomocą kierowanych bomb lotniczych dzień wcześniej, raniąc ludzi. „[Infrastruktura krytyczna] była uszkodzona lub zniszczona w prawie 80%. Wróg pozostawia nas bez prądu, wody i gazu”. Gubernator Ołeksandr Prokudin oświadczył, że w obwodzie chersońskim w wyniku rosyjskich ataków zginęły dwie osoby, a sześć kolejnych zostało rannych. Zaatakowano m.in. przedsiębiorstwo rolnicze, a 17 domów prywatnych zostało uszkodzonych w wyniku ostrzałów. Uszkodzono także stację dystrybucji gazu, magazyny i samochody. Administracja wojskowa obwodu charkowskiego podała, że armia rosyjska przeprowadziła wielokrotny ostrzał artyleryjski i naloty w rejonie Charkowa, zabijając co najmniej dwóch cywilów i raniąc jednego cywila. Administracja Wojskowa poinformowała, że wojska rosyjskie ostrzelały przygraniczne rejony obwodu sumskiego 50 razy, raniąc jedną osobę w rejonie Ochtyrki. Odnotowano 84 eksplozje.
Sztab Ukrainy poinformował, że SBU zaatakowało skład paliw i smarów spółki „Annanafteprodukt LLC” w pobliżu wsi Anna w obwodzie woroneskim za pomocą drona. W składzie znajduje się 20 zbiorników z paliwem, z których „co najmniej jeden z (...) został trafiony”. Według rosyjskich urzędników dron podpalił pusty magazyn. Nie zgłoszono żadnych ofiar. Później gubernator Aleksander Gusiew poinformował, że systemy walki elektronicznej rzekomo „zdławiły ukraińskie drony w rejonie annińskim, a jeden z nich rozbił się na terenie składu ropy naftowej”. Władze lokalne poinformowały także o pożarze składu ropy naftowej we wsi Osentsy w Kraju Permskim (ok. 1800 km od granicy z Ukrainą). Pożar objął zbiorniki paliwa i rozprzestrzenił się na obszarze 10 tys. m². Rosyjskie Ministerstwo Obrony podało, że przechwycono 14 dronów nad obwodami woroneskim (6), biełgorodzkim (6) i rostowskim (1) oraz Morzem Azowskim (1). 
Wywiad ukraiński stwierdził, że w wyniku ataku rakietowego w obwodzie donieckim zabito co najmniej 20 północnokoreańskich żołnierzy, w tym co najmniej sześciu oficerów oraz raniono trzech kolejnych. Ok. 7:00 czasu lokalnego w Enerhodarze eksplodował samochód szefa ochrony fizycznej Zaporoskiej Elektrowni Jądrowej Andrija Jurijowycza Korotkija, który po przejęciu elektrowni przekazał Rosjanom listy pracowników, wskazując tych o stanowisku proukraińskim oraz uczestniczył w represjach wobec personelu elektrowni i zbrodniach wojennych wobec obywateli Enerhodaru. Jako członek partii Jedna Rosja stał na czele tzw. „Rady Deputowanych” w Enerhodarze. Według doniesień zamach bombowy przeprowadził wywiad ukraiński, który oskarżył go o współpracę z Rosją.
Minister obrony Francji Sébastien Lecornu poinformował, że europejski konglomerat obronny KNDS podpisał umowę na dostawę 12 dział CAESAR, która zostanie sfinansowana przez Ukrainę.
Minister obrony narodowej Polski Władysław Kosiniak-Kamysz powiedział, że do Legionu Ukraińskiego chciało wstąpić ok. 300 osób, jednakże taka liczba nie wystarczyłaby na utworzenie jednej brygady, zwykle liczącej 1000–8000 ludzi.
Brytyjski dziennik The Times, powołując się na źródła zachodniego wywiadu, podał, że połowa wszystkich pocisków artyleryjskich używanych przez Rosję na Ukrainie pochodziła z Korei Północnej, która wysyłała ok. 3 miliony szt. amunicji rocznie, chociaż uważano, że duża jej część jest wadliwa. W związku z niskimi zapasami rosyjskiej amunicji wynikającymi z jej szerokiego użycia na Ukrainie, Korea Północna wyrosła na wiodącego zewnętrznego dostawcę broni do Rosji. Ilość dostarczonych pocisków artyleryjskich odgrywała kluczową rolę w postępie armii rosyjskiej we wschodniej Ukrainie, zwłaszcza w zdobyciu Wuhłedaru.
Zastępca dowódcy Centrum Wywiadu Wojskowego Estonii Janek Kesselmann stwierdził, że oddziały ukraińskie mogą zostać zmuszone do wycofania się z Pokrowska w obwodzie donieckim. Według wywiadu wojskowego w ciągu ostatniego tygodnia średnia liczba rosyjskich ataków na linię frontu wynosiła 167 dziennie, z czego 50% przypadało na kierunek Doniecka. „W kierunku Pokrowska, które znajduje się w centrum ataków, Rosja w ciągu ostatniego tygodnia posunęła się od 1 do 2 km, a odległość do przedmieść Pokrowska wynosi ok. 5 do 7 km”. Jeśli taka intensywność będzie się utrzymywać, prawdopodobne jest, że do końca 2024 roku siły ukraińskie będą zmuszone do wycofania się z Pokrowska i zajęcia pozycji „nieco głębiej”.
Ministerstwo Obrony Ukrainy poinformowało, że 177 ukraińskich jeńców wojennych zginęło w rosyjskim areszcie od początku rosyjskiej inwazji, a „tysiące kolejnych” było zagrożonych. Szef wydziału ds. zbrodni wojennych Prokuratury Generalnej Jurij Biełousow powiedział, że Ukraina wie o 93 ukraińskich jeńcach wojennych, którzy zostali rozstrzelani w trybie doraźnym przez rosyjskich żołnierzy na polu bitwy. 80% tych przypadków odnotowano w 2024 roku, ale tendencja ta pojawiła się już pod koniec 2023 roku. Według raportu Państwowej Służby Ukrainy ds. Sytuacji Nadzwyczajnych od rozpoczęcia rosyjskiej inwazji 24 lutego 2022 roku zespoły pirotechniczne DSNS wykryły i unieszkodliwiły ponad 533 200 szt. amunicji wybuchowej oraz oczyściły ok. 148 858 ha terytorium, w tym 4018 bomb lotniczych.
Ministerstwo Obrony Ukrainy opublikowało nagranie przedstawiające „smoczego drona”, który spryskał rosyjski czołg stopionym metalem (termitem) o temperaturze przekraczającej 2 tys. stopni Celsjusza, w wyniku czego czołg się zapalił i eksplodował.
Ukraińskie Państwowe Biuro Śledcze (SBI) aresztowało dwóch urzędników Funduszu Emerytalnego Ukrainy w obwodzie chmielnickim pod zarzutem nielegalnej rejestracji mężczyzn z „nieistniejącymi diagnozami”, aby pomóc im uniknąć poboru. SBI znalazło również ok. 5,2 miliona dolarów, 5 milionów hrywien, 300 tys. euro, biżuterię, dziewięć samochodów i ok. 30 nieruchomości na Ukrainie, w Turcji, Hiszpanii i Austrii.

### 5 października
Według doniesień w obwodzie charkowskim armia rosyjska zastosował taktykę z Awdijiwki (z lata 2023 roku) i docierała do pozycji ukraińskich podziemnymi szlakami logistycznymi. W ciągu ostatniego doby Rosjanie zintensyfikowali swoje działania i przeprowadzili ataki na tę część frontu. Rzecznik Wołodymyr Degtjarew powiedział, że: „Ta taktyka wroga nie jest nowa. Obserwujemy ją od lata 2023 roku, kiedy w kierunku Awdijiwki używano okopów i budowano tunele, zarówno w budynkach miejskich, aby zapewnić ciągi logistyczne, jak i w celu umożliwienia dłuższych tuneli, aby wysadzić niektóre nasze konstrukcje obronne”, dodając, że: „Możemy przygotować się z wyprzedzeniem, zapobiec podejściu i aktywnym działaniom nawet małych grup. Nie mówiąc już o próbach przebicia się przy użyciu dużej ilości sprzętu”. Rzecznik Południowych Sił Obronnych Władysław Wołoszyn powiedział, że siły rosyjskie gromadziły personel i wsparcie logistyczne, aby w nadchodzących dniach dokonać przełomu w kierunku Orichiwu i Małej Tokmaczki w obwodzie zaporoskim, stwierdzając, że: „Jeśli uda im się dokonać przełomu, Rosja będzie mogła ostrzeliwać szlaki logistyczne łączące Zaporoże ze wschodem Ukrainy. Rosja za wszelką cenę będzie próbowała odciąć naszą logistykę”. Według Wołoszyna Rosja rozmieści małe grupy szturmowe wspierane przez pojazdy opancerzone.
W opinii ISW siły rosyjskie wkroczyły w główny ukraiński obszar w obwodzie kurskim oraz zrobiły postępy w pobliżu Torećka, Pokrowska i na południowy zachód od Doniecka. Ponadto rząd rosyjski planował przeznaczyć 948 milionów dolarów na jednorazowe płatności za zawarcie kontraktu wojskowego z rosyjskim Ministerstwem Obrony w latach 2025–2027, co wskazywało, że Rosja nadal planowała polegać na trwających wysiłkach kryptomobilizacji, aby sprostać wymaganiom siły roboczej w wojnie na Ukrainie tak długo, jak będzie to potrzebne.
Siły Powietrzne Ukraina podały, że w nocy Rosjanie zaatakowali Ukrainę przy wykorzystaniu trzech rakiet manewrujących Ch-59/Ch-69 (wystrzelonych z Kurszczyny i Krymu) i 13 dronów Shahed 136/131 (z Kurska i Krymu). Ukraińska obrona przeciwlotnicza zniszczyła trzy drony w obwodzie odeskim, kolejne 10 dronów zaginęło na Ukrainie, a rakiety nie osiągnęły celów w wyniku pracy walki elektronicznej. Szef wydziału łączności Dowództwa Sił Powietrznych Ukrainy pułkownik Jurij Ihnat stwierdził, że oprócz dronów Shahed, wojska rosyjskie coraz częściej wykorzystywały drony nieznanego typu, które często wpadały pod wpływ ukraińskich urządzeń walki elektronicznej i spadały na ziemię, nie powodując uszkodzeń. Komentując wyniki bitwy przeciwlotniczej, Ihnat podał, że zestrzelono tylko trzy „Shahedy”, a pozostałe 10 drony zaginęły na Ukrainie. Z dużym prawdopodobieństwem mogły to być drony innego typu, których identyfikacja była przeprowadzana przez specjalistów naziemnych. Rosjanie coraz częściej korzystali z tanich dronów, głównie Gerberów, które produkowano w trzech wariantach: radioelektroniczny dron rozpoznawczy, kamikadze i fałszywy cel. 

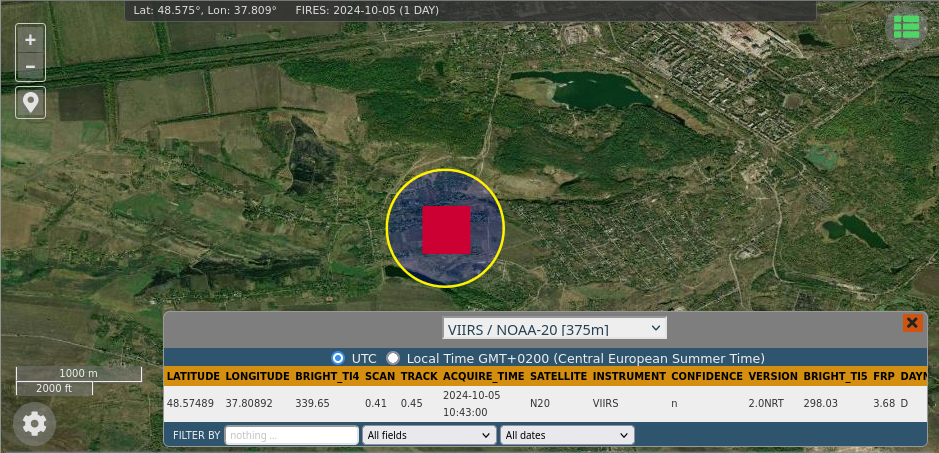
Zdjęcia NASA FIRMS pokazujące pożar 5 października o 10:43 (UTC) w Czasiw Jarze. W wykrytej lokalizacji znajdowały się pola i droga obsadzona drzewami z rzędem gospodarstw rolnych.

Od 11:00 do 15:00 armia rosyjska ostrzeliwała miejscowości przyfrontowe w obwodzie donieckim, w tym te w rejonach bachmuckim, wołnowaskim i kramatorskim znalazły się pod ostrzałem. Zginęło dwóch cywilów, a sześciu zostało rannych. W wyniku ataków zostały uszkodzone budynki mieszkalne, linie energetyczne, gazociągi, samochody i garaż. Wcześniej wojska rosyjskie zrzuciły KAB-250 na obszary zaludnione. Administracja Wojskowa podała, że w hromadzie Riczky w północno-wschodnim obwodzie sumskim siły rosyjskie użyły drona do zrzucenia ładunku wybuchowego na autobus. W wyniku eksplozji rannych zostało trzech cywilów. W ciągu ostatnich 24h Rosja zaatakowała 12 miejscowości w rejonie w 61 atakach za pomocą moździerzy, artylerii, bomb kierowanych i dronów. Odnotowano co najmniej 108 eksplozji. Prorosyjski mer Iwan Prichodko powiedział, że dziewięć osób zostało rannych w ataku drona na autobus pasażerski w Gorłówce.
Ukraiński Sztab Generalny stwierdził, że armia ukraińska zaatakowała trzy rosyjskie stanowiska dowodzenia za pomocą rakiet Storm Shadow i GMLRS. „Któregoś dnia pomyślnie uszkodzono ogniem stanowiska dowodzenia 35 i 27 Oddzielnej Brygady Strzelców Zmotoryzowanych oraz jedno ze stanowisk dowodzenia 2 Armii Ogólnowojskowej Federacji Rosyjskiej. Wyniki strajki były wyjaśniane”. Według ISW te stanowiska dowodzenia należały do jednostek operujących w „kierunku Pokrowska”.
Rosyjski ciężki, dron uderzeniowy S-70 Ochotnik-B „Hunter” został zestrzelony rakietą powietrze-powietrze, prawdopodobnie wystrzeloną przez rosyjski Su-57 w pobliżu Konstantynówki w obwodzie donieckim. Wrak zestrzelonego drona odnaleziono w okolicach miasta, głównie w sektorze prywatnym, gdzie uszkodzonych zostało kilka domów prywatnych. Nie odnotowano ofiar wśród ludności cywilnej. S-70 i Su-57 razem wystartowały z bazy lotniczej w Achtubinsku, 587 km od linii frontu, na operacyjny lot testowy. Dron najwyraźniej stracił kontakt z kontrolą naziemną i poleciał w kierunku terytorium kontrolowanego przez Ukrainę. W momencie, gdy próby odzyskania kontroli nad dronem zostały zaniechane, przekroczył on linię frontu na terytorium kontrolowanym przez Ukrainę, a Su-57 celowo go zestrzelił. W związku z tym armia ukraińska uzyskała dostęp do wraku drona w celu analizy. Wśród wraku znaleziono elementy bomby szybującej UMPB D-30SN.
Dyrektor Centrum Zwalczania Dezinformacji RBNiO Ukrainy Andrij Kowalenko powiedział, że niewielka liczba żołnierzy z Oddziałów Inżynieryjnych Koreańskiej Armii Ludowej przebywało wówczas w rejonie Doniecka, aby pomóc eskortować towary, rejestrować defekty i obserwować użycie przez armię rosyjską broni dostarczanej przez Koreę Północną, jednak ze względu na złą jakość amunicji i rosnące uzależnienie Rosji od różnych rodzajów amunicji północnokoreańskiej do pomocy wysłano żołnierzy.
Według grupy Civic Council znany rosyjski działacz opozycji Ildar Dadin, który walczył po stronie ukraińskiej, zginął w akcji. Dadin zginął, gdy żołnierze z jego batalionu ochotniczego, Legionu Wolność Rosji, znaleźli się pod ostrzałem rosyjskiej artylerii w obwodzie charkowskim.

### 6 października

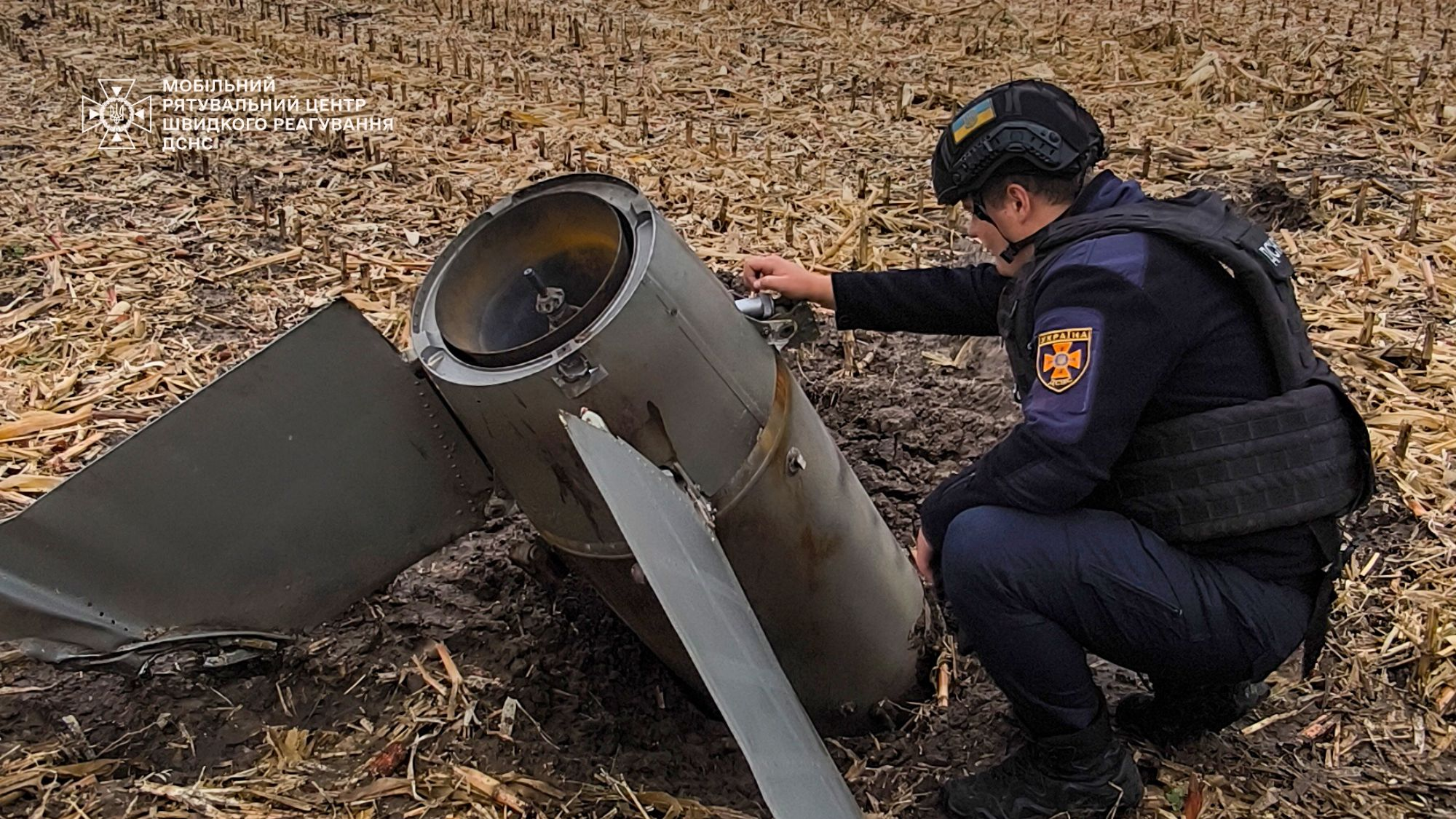
Pozostałości rosyjskiego pocisku ziemia-powietrze znalezione na polu w rejonie boryspolskim w obwodzie kijowskim.

Siły rosyjskie zdobyły Cukuryne, na południowy wschód od Pokrowska.
W ocenie ISW Rosja straciła co najmniej pięć dywizji czołgów i pojazdów opancerzonych w rejonie pokrowskim od rozpoczęcia ofensywy mającej na celu zajęcie Awdijiwki w październiku 2023 roku oraz podczas wzmożonych rosyjskich ofensyw w zachodnim obwodzie donieckim latem 2024 roku. Według analityka białego wywiadu Rosjanie stracili 539 czołgów i 1020 bojowych wozów piechoty w rejonie Pokrowska między 9 października 2023 roku a 4 października 2024 roku, a tylko między 6 września a 4 października 2024 roku Rosja straciła 25 czołgów i 59 pojazdów opancerzonych, czyli dwa bataliony. Rosyjskie dowództwo może nie chcieć lub nie być w stanie zaakceptować obecnej skali i tempa utraty pojazdów w nadchodzących miesiącach i latach, biorąc pod uwagę ograniczenia rosyjskiej produkcji przemysłowo-obronnej, ograniczenia rosyjskich zapasów pojazdów z czasów radzieckich oraz niepowodzenie armii rosyjskiej w osiągnięciu operacyjnie znaczących postępów terytorialnych za pomocą manewrów zmechanizowanych. Tymczasem siły rosyjskie posunęły się na południowy wschód od Pokrowska.
Sztab Generalny Ukrainy podał, że Rosja atakowała w kierunkach Charkowa, Kupiańska, Łymanu, Siewierska, Kramatorska, Torećka, Pokrowska, Kurachowego, Wremiwki, Zaporoża i Chersonia, gdzie doszło do 141 starć. W ciągu 24h wojska rosyjskie przeprowadziły osiem ataków rakietowych, 86 nalotów i 131 ostrzałów na pozycje ukraińskie i obszary zaludnione. Ukraińskie lotnictwo i artyleria przeprowadziły ataki na sześć miejsc koncentracji, punkt kontrolny, system przeciwlotniczy, oddział sprzętu specjalnego i dwie jednostki artylerii.
Według Sił Powietrznych Ukrainy w nocy Rosjanie zaatakowali Ukrainę przy użyciu dwóch rakiet balistycznych Iskander-M, jednej rakiet manewrującej Iskander-K, jednej rakiety manewrującej Ch-59/Ch-69 i 87 dronów Shahed 136/131. Ukraińska obrona przeciwlotnicza zniszczyła dwie rakiety i 56 dronów, a kolejne 25 dronów zaginęło w różnych regionach Ukrainy. Obrona powietrzna działała obwodach mikołajowskim, odeskim, kijowskim, czerkaskim, kirowohradzkim, dniepropetrowskim, sumskim, czernihowskim, połtawskim, winnickim, chmielnickim, zaporoskim, żytomierskim i charkowskim.
Gubernator Wadym Fiłaszkin poinformował, że w wyniku rosyjskie ataku na Konstantynówkę przy użyciu trzech bomb lotniczych KAB zginęła jedna osoba, a dwie zostały ranne. Uszkodzone zostały dwa wieżowce, budynek administracyjny, sklep, kawiarnia, bank, poczta i linia energetyczna. Prokuratura Okręgowa podała, że w wyniku ostrzału rosyjskiego w obwodzie chersońskim czterech cywilów zostało rannych. Państwowa Służba Ratownicza Ukrainy podała, że wieczorem siły rosyjskie zaatakowały dronami dzielnicę mieszkalną w Sumach, raniąc cztery osoby, w tym dziecko oraz powodując pożar i „znaczne uszkodzenia 1-piętrowego budynku mieszkalnego”. Gubernator Ołeh Kiper oświadczył, że w nocy wojska rosyjskie zaatakowały Odessę przy użyciu dronów szturmowych i rakiet balistycznych. W wyniku ostrzału rakietowego na portna port Piwdennyj w Jużnym został uszkodzony statek towarowy „Paresa”, pływający pod banderą Saint Kitts i Nevis i przewożący 6 tys. ton kukurydzy. Natomiast od ataku drona spłonął magazyn o powierzchni 100 m² i ciężarówka, a jeden mężczyzna został ranny. 
Kanał na Telegramie „SOTA” poinformował, że wczesnym rankiem atak dronów na Moskiewską Wojskowa Wyższą Szkołę Dowódczą MON Rosji w południowo-wschodniej Moskwie spowodował pożar, a okoliczni mieszkańcy zgłaszali eksplozję  i dźwięki podobne do wystrzałów.
Minister obrony Ruben Brekelmans poinformował, że „pierwsze holenderskie F-16 zostały dostarczone na Ukrainę. Jest to pilnie potrzebne. (...) Pozostałe 24 samoloty przylecą w nadchodzących miesiącach”. Ogłosił także plan działań w sprawie dronów, w wyniku którego „za kwotę 400 mln euro zostaną dostarczone zaawansowane drony. Do rozpoznania, obrony i ataku. Prawie połowę z nich zostanie opracowana w Holandii”. Agencja Delfi podała, że między 27 września a 2 października 2024 roku litewscy celnicy przejęli sprzęt wojskowy, w tym mundury wojskowe i siatki maskujące, znajdujące się w rosyjskich pociągach jadących z Kaliningradu do Moskwy, a następnie przekazali je Ukrainie.
Dron Brygady Szturmowej „Azow” nagrał zastrzelenie przez Rosjan trzech nieuzbrojonych ukraińskich jeńców wojennych w Nju-Jorku w obwodzie donieckim. Następnie żołnierze 12 Brygady Azowskich Sił Specjalnych wraz z 49 Oddzielnym Batalionem Szturmowym schwytali jednego z grupy Rosjan, którzy dopuścili się zbrodni wojennej.
Brytyjscy naukowcy w oparciu biały wywiad stworzyli pierwszą na świecie cyfrową mapę masowych grobów, która może pomóc w wymierzeniu sprawiedliwości ofiarom na Ukrainie i w innych strefach działań wojennych.

### 7 października
Według doniesień siły rosyjskie zajęły Werchniokamjanśke na wschód od Siewierska oraz Mjasożariwkę w obwodzie ługańskim. Ministerstwo Obrony Rosji ogłosiło także zajęcie miejscowości Hrodiwka na kierunku Pokorowska, jednak nie było wizualnego potwierdzenia całkowitego zajęcia wsi
. Rzecznik Grupy Taktycznej „Ługańsk” Anastazja Bobownikowa powiedziała, że sytuacja w Torećku była bardzo niestabilna, ponieważ Ukraina walczyła z siłami rosyjskimi na wschodnich obrzeżach miasta; „Walki toczą się w samym Torećku. Sytuacja jest niestabilna; walki toczą się dosłownie przy każdym wejściu do budynku”. Stwierdziła także, że trudno ocenić, które części miasta znajdują się pod kontrolą Rosji, ale potwierdziła, że Rosjanie wkroczyli na wschodnie obrzeża, posuwając się wzdłuż ul. Centralnej, dodając, że „sytuacja ciągle się zmienia. Czasami niszczymy ich stanowiska ogniowe; czasami oni niszczą nasze. Ale my ciągle się przegrupowujemy i próbujemy odzyskać to, co Rosja zdobywa”. Projekt DeepState wskazywał, że miejscowości na wschodnich obrzeżach miasta, Piwniczne, Zalizne, Drużba i Piwdenne, były całkowicie lub prawie całkowicie w rękach rosyjskich. Ukraińska 3 Brygada Szturmowa poinformowała, że zdołała odzyskać pozycje oraz uratowała czterech ukraińskich żołnierzy przetrzymywanych przez rosyjską grupę dywersyjną w obwodzie charkowskim.
W ocenie ISW wojska rosyjskie posunęły się naprzód w północnym obwodzie charkowskim, w obwodzie donieckim i w zachodnim obwodzie zaporoskim.
Siły Powietrzne Ukrainy podały, że w nocy i wczesnym rankiem (od 20:00 do 8:30) Rosja zaatakowała Ukrainę za pomocą ponad 80 celów powietrznych, w tym trzech rakiet hipersonicznych Kindżał (wystrzelonych z trzech samolotów MiG-31K z obwodu tambowskiego); rakiety balistycznej Iskander-M, rakiety manewrującej Ch-59 i rakiety nieznanego typu (z obwodów kurskiego i biełgorodzkiego) oraz ok. 70 dronów Shahed 136/131 z Orła, Primorsko-Achtarska, Kurska i Jejska). Ukraińska obrona przeciwlotnicza zestrzeliła dwie rakiety Kindżał w obwodzie kijowskim oraz 32 drony w obwodach mikołajowskim, kijowskim, dniepropetrowskim, sumskim, czernihowskim, połtawskim i charkowskim, kolejne 37 dronów zaginęło w różnych regionach Ukrainy. Według strony ukraińskiej armia przeprowadziła atak rakietowy (przy użyciu pocisku Kindżał) w rejonie bazy lotniczej Starokonstantynów, położonej w zachodnim obwodzie chmielnickim. Nad Kijowem zestrzelono dwie rosyjskie rakiety. Według szefa Administracji Wojskowej Serhija Popko, w wyniku spadających szczątków rakiety uszkodzone zostały dachy budynku mieszkalnego i supermarketu.
Gubernator Ołeh Kiper poinformował, że statek cywilny pod banderą Palau został uszkodzony podczas rosyjskiego ataku lotniczego na Odessę, w wyniku którego zginął 60-letni ukraiński pracownik portu, a pięciu obcokrajowców zostało rannych. Lokalne władze oświadczyły, że ok. 10:40 co najmniej 20 osób zostało rannych, w tym dzieci, podczas rosyjskiego nalotu na Chersoń, który został zaatakowany za pomocą czterech bomb lotniczych KAB. Gubernator Ołeh Siniehubow ogłosił, że w Kupiańsku w obwodzie charkowskim dwie osoby zostały ranne (57-letnia kobieta i 35-letni mężczyzna) w wyniku rosyjskiej bomby lotniczej, która spadła na boisko sportowe. W Zołocziwiu ostrzał częściowo uszkodził 16 domów prywatnych i dwa 2-piętrowe budynki mieszkalne. We wsi Perowske w wyniku ostrzału moździerzowego uszkodzony został dom prywatny i sieć energetyczna. Gubernator Iwan Fedorow poinformował że w wyniku ataków rosyjskich na obwód zaporoski zostało rannych pięciu mężczyzn i jedna kobieta. W ciągu doby Rosjanie przeprowadzili 392 ataki na 13 miejscowości, w tym dziewięć nalotów na Zaporoże, Orichiw, Małą Tokmaczkę i Nowodariwkę. Odnotowano 16 zgłoszeń o zniszczeniach budynków mieszkalnych i obiektów infrastruktury.

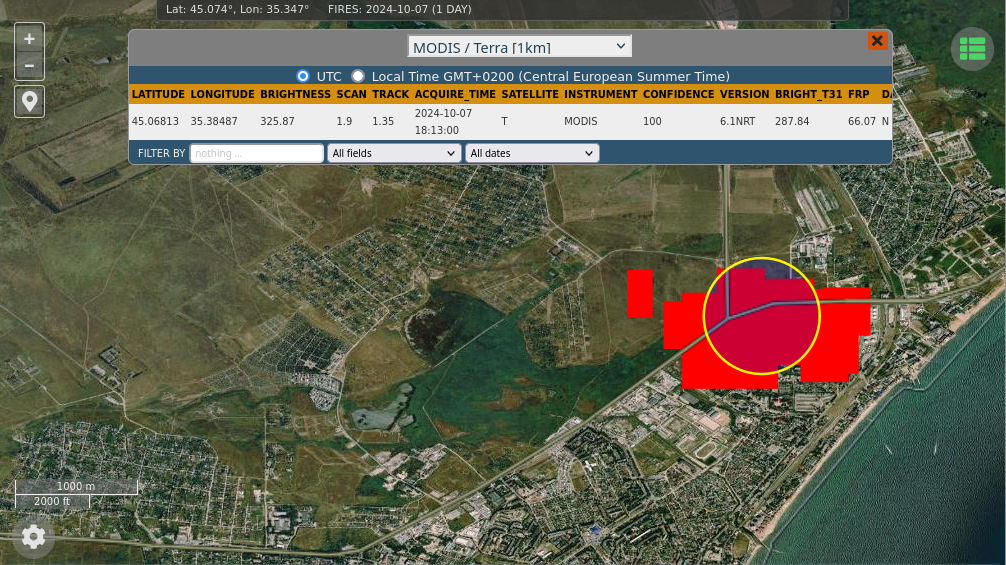
Zdjęcia NASA FIRMS pokazujące pożar 7 października o 18:13 (UTC) w Teodozji.

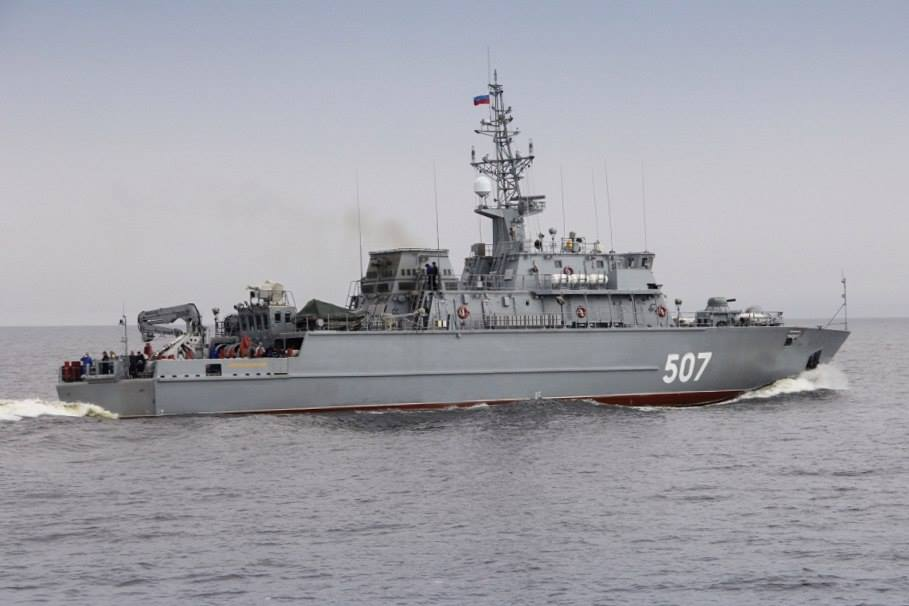
Rosyjski trałowiec projektu 12700 Floty Bałtyckiej „Aleksandr Obuchow”.

Według rosyjskich mediów i ukraińskiego wojska w godzinach porannych wybuchł duży pożar w „morskim terminalu naftowym” w Teodozji na Krymie (ok. 250-260 km od linii frontu) w wyniku ukraińskiego ataku rakietowego. Mieszkańcy zgłaszali, że słyszeli kilka potężnych eksplozji ok. 4:30 czasu lokalnego. Lokalne władze ogłosiły, że w zakładzie naftowym wybuchł pożar, ale nikt nie odniósł obrażeń, jednakże ponad 1000 mieszkańców musiało zostać ewakuowanych. Kanał na Telegramie „Crimean Wind” poinformował również, że w nocy zaatakowano lotniska w Belbek i Saki. Według rosyjskiego Ministerstwa Obrony 12 z 21 dronów wystrzelonych przez stronę ukraińską zostało zestrzelonych w nocy nad Krymem. Później SG Ukrainy potwierdził nalot na terminal naftowy w okupowanej Teodozji. Atak przeprowadziły jednostki sił rakietowych SZ Ukrainy we współpracy z innymi komponentami Sił Obronnych Ukrainy. Początkowo pożar obejmował 800 m² (0,080 ha), ale do 9 października rozprzestrzenił się na 10 zbiorników paliwa i 2500 m² (0,25 ha), natomiast czwartego dnia, 10 października, pożar nadal się rozprzestrzeniał.
Ukraiński wywiad oświadczył, że Rosyjski trałowiec projektu 12700 Floty Bałtyckiej „Aleksandr Obuchow” został wyłączony z akcji w wyniku operacji sabotażowej. Okręt, stacjonujący w Bałtyjsku, „uległ poważnym uszkodzeniom” po wycieku wody do silnika z powodu „tajemniczego pojawienia się dziury w przewodzie gazowym”. Według wywiadu, wysiłki mające na celu naprawę statku prawdopodobnie będą „technicznie trudne i kosztowne”.
Rosyjskie media i kanały na Telegramie donosiły, że nad ranem w wyniku ataku hakerskiego użytkownicy zaczęli zgłaszać niedostępność transmisji internetowych kanałów WGTRK, w tym Rossija 1, Rossija 24, Rossija K, Wiesti FM i innych oraz usług wewnętrznych, a take brak internetu i telefonii. Według doniesień wszystkie dane z serwerów, w tym kopie zapasowe, zostały usunięte. Problem był bardzo poważny i przywrócenie danych zajmie dużo czasu. Ukraiński urzędnik poinformował, że incydent miał na celu złożenie życzeń prezydentowi Putinowi z okazji jego urodzin.
Inicjator słowackiej kampanii zbiórki pieniędzy „Amunicja dla Ukrainy” Fedor Blascak powiedział, że zebrano prawie 4,9 miliona dolarów, które przeznaczono w całości na czeską inicjatywę zakupu amunicji po tym, jak rząd słowacki odmówił w niej udziału. „Możemy powiedzieć, że ok. 135 palet, czyli 122 ton metrycznych amunicji, zostało dostarczonych [Ukrainie] na sześciu ciężarówkach”.
Premierzy Ukrainy i Słowacji, Denys Szmyhal i Robert Fico, spotkali się w pobliżu miasta Użhorod na zachodniej Ukrainie w celu omówienia współpracy w zakresie projektów związanych z bezpieczeństwem energetycznym i infrastrukturą. Później Fico stwierdził, że: „To jest coś, co otwarcie powiedziałem premierowi Shmyhalowi, Amerykanom i wszystkim innym. Dopóki będę szefem słowackiego rządu, będę polecał prawodawcom (...), aby nigdy nie zgodzili się na przyłączenie Ukrainy do NATO. Stworzyłoby to jedynie podstawę do III wojny światowej. Ponieważ kiedy Ukraina będzie członkiem NATO i wybuchnie konflikt podobny do obecnego, będzie to liczone jako atak na członka NATO, a pewne niezwykle niebezpieczne mechanizmy mogą zostać uruchomione”. Na konferencji prasowej obaj oświadczyli, że Ukraina i Słowacja rozpoczęły tworzenie centrum energetycznego w celu wzmocnienia bezpieczeństwa energetycznego w Europie Wschodniej. Szmyhal powiedział, że Słowacja stała się drugim co do wielkości krajem pod względem awaryjnego i komercyjnego eksportu energii elektrycznej na Ukrainę w związku z kolejnymi przerwami w dostawie prądu spowodowanymi rosyjskimi atakami. Fico wyraził nadzieję, że Ukraina sprawnie przetrwa zimę. W przypadku braku prądu zapewnione zostaną awaryjne dostawy energii. Słowacja przekaże także 548 tys. dolarów na wsparcie potrzeb energetycznych Ukrainy i odbudowę infrastruktury energetycznej.
Gubernator obwodu biełgorodzkiego Wiaczesław Gładkow ogłosił jednorazową premię w wysokości 3 milionów rubli (28 400 euro) dla osób, które wstąpią do rosyjskiego wojska. Ta premia była dostępna tylko do końca 2024 roku i była o 2,2 miliona rubli (20 800 euro) wyższa niż premie za podpisanie umowy oferowane wcześniej.

### 8 października
Ukraiński projekt analityczny DeepState podał, że Rosja zdobyła Żełanne Persze w obwodzie donieckim, a także Stelmachiwkę w obwodzie ługańskim. Ministerstwo Obrony Rosji podało, że siły rosyjskie zajęły wsie Zołota Nywa i Żełanne Persze, w pobliżu Kurachowego.
Sztab Generalny Ukrainy podał, że Rosja atakowała w kierunkach Charkowa, Kupiańska, Łymanu, Siewierska, Kramatorska, Torećka, Pokrowska, Kurachowego, Wremiwki, Zaporoża i Chersonia, gdzie doszło do 172 starć. W ciągu doby wojska rosyjskie przeprowadziły trzy ataki rakietowe, 82 naloty i 70 ostrzałów i 1190 ataków dronów na pozycje ukraińskie i obszary zaludnione. Operacja w obwodzie kurskim trwała. Ukraińskie lotnictwo i artyleria przeprowadziły ataki na pięć miejsc koncentracji, system przeciwlotniczy i stanowisko dowodzenia. Dowódca 72 Brygady Zmechanizowanej Ołeksandr Okrimenko powiedział, że wojska rosyjskie zaangażowane w zajęcie Wuhłedaru w obwodzie donieckim przewyższyły liczebnie broniące się siły ukraińskie ok. 9:1. Według niego Rosjanie wysłali do ostatecznego ataku 36 Oddzielną Gwardyjską Brygadę Strzelców Motorowych, 39 i 57 Brygadę, 91 Oddzielny Pułk Strzelców oraz inne jednostki, dodając, że „siły wroga miały przewagę pod względem czołgów, BWP, systemów artyleryjskich, broni przeciwpancernej i personelu”. Okrimenko stwierdził, że w powszechnie przyjętej w doktrynie wojskowej na całym świecie, strona atakująca może uzyskać przewagę na polu bitwy, jeśli będzie miała trzy razy więcej sił i środków niż druga strona. „W Wuhłedarze było 1:9. Można obiektywnie zrozumieć szanse na utrzymanie tej osady i linii obrony w sektorze odpowiedzialności brygady”.
Według Sił Powietrznych Ukrainy w nocy i rankiem (od 19:00 do 8:30) armia rosyjska zaatakowała obwód odeski dwoma rakietami balistycznymi Iskander-M (wystrzelonymi z Krymu) oraz 19 dronami Shahed 136/131 (z Primorsko-Achtarska). Ukraińska obrona przeciwlotnicza zniszczyła 18 dronów w obwodach odeskim, winnickim, mikołajowskim, dniepropetrowskim i tarnopolskim, kolejny dron poleciał w kierunku Rosji. Jeden z pocisków trafił w wieżowiec w Czarnomorsku. Dwa rosyjskie drony przeleciały w pobliżu terenu Południowoukraińskiej Elektrowni Jądrowej. Odległość lotu od obiektów nuklearnych była mniejsza niż 10 km.
Gubernator Ołeh Siniehubow poinformował, że nad ranem Rosjanie uderzyli w cywilną fabrykę w rejonie industrialnym w Charkowie. Bomba lotnicza KAB spowodowała zniszczenia, raniąc co najmniej 21 osób, w tym trzy były w stanie krytycznym. Lokalne władze poinformowały, że ok. 17:00 siły rosyjskie po raz drugi zaatakowały Charków za pomocą kierowanych bomb lotniczych, zabijając co najmniej dwie osoby w wieku 70 lat i raniąc pięć kolejnych. Mer Ihor Terechov powiedział, że według wstępnych danych Rosja uderzyła w wielopiętrowy budynek w rejonie kijowskim. Atak uszkodził 15 budynków mieszkalnych w rejonie sałtiwskim. Administracja Wojskowa podała, że Rosja zaatakowała Esmań w obwodzie sumskim za pomocą bomb kierowanych, zabijając dwóch cywilów. W ciagu doby wojska rosyjskie zaatakowały łącznie osiem miejscowości w regionie w 22 oddzielnych atakach.
Według OSW w ciągu tygodnia od wyparcia Ukraińców z Wuhłedaru Rosjanie nie podjęli próby rozwinięcia powodzenia i wyprowadzenia ataku na wycofującego się przeciwnika. Według doniesień oddziały osłonowe 72 Brygady Zmechanizowanej opuściły miasto w nocy z 30 września na 1 października. Poniesione przez stronę ukraińską w czasie manewru odwrotowego straty były dotkliwe – co najmniej kilkudziesięciu poległych lub zaginionych. Rosjanie kontynuowali walki w Donbasie, koncentrując się na kierunku Pokrowska i Kurachowego. Najcięższe walki trwały w okolicach wsi Hostre i Maksymiljaniwka oraz w rejonie Sełydowego i Hirnyka. Niekorzystny dla Ukraińców obrót przybierała sytuacja na północ i południe od Sełydowego. Od kilku tygodni celem Rosjan było oskrzydlenie miasta za pomocą ataków małych grup piechoty, przesuwających się powoli poza obszarem zabudowanym. Na południe od niego Rosjanie zajęli Cukuryne i zostali zatrzymani na linii kolejowej. Punkt oporu w Sełydowem był wówczas najpoważniejszą przeszkodą dla Rosjan w kierunku zachodnim i kluczowym elementem systemu obrony ukraińskiej między Pokrowskiem a Kurachowem. Trwały walki miejskie w Torećku i okolicach Nju-Jorka. Pomimo dużej aktywności rosyjskich grup szturmowych Ukraińcom udaje się w tym rejonie utrzymywać sytuację pod kontrolą. W stabilizacji tego odcinka frontu pomogło m.in. przeniesienie przed kilkoma tygodniami 12 Brygady Gwardii Narodowej „Azow”.
Minister obrony Sébastien Lecornu powiedział, że Francja dostarczy Ukrainie myśliwce Mirage 2000, które przed transferem zostaną wyposażone w nowy sprzęt; „Celem jest wyposażenie ich w zdolności do walki powietrze-ziemia. Oraz wzmocnienie ich systemu walki elektronicznej. Jednak najważniejsze jest szkolenie pilotów i mechaników, które trwa w Nancy”. Zmodernizowany samolot będzie gotowy do dostawy w pierwszej połowie 2025 roku.
Węgry zdecydowały się odłożyć ostateczną decyzję w sprawie przyznania Ukrainie pożyczki w wysokości 50 miliardów dolarów do zakończenia wyborów prezydenckich w Stanach Zjednoczonych. Ponadto odłożono decyzję o przedłużeniu unijnych sankcji wobec Rosji.
Sekretarz generalny NATO Mark Rutte powiedział, że nadchodzącej zimy Rosja przeprowadzi zakrojone na szeroką skalę ataki na ukraińskie obiekty energetyczne, a Ukraina być może będzie musiała stawić czoła najtrudniejszej zimie. Minister obrony Korei Południowej Kim Yong-hyun powiedział, że skoro „Rosja i Korea Północna podpisały wspólny traktat na wzór sojuszu wojskowego”, Korea Północna najprawdopodobniej wyśle na Ukrainę regularne wojska, aby pomóc Rosji.
Rosyjski regulator internetu i mediów Roskomnadzor zablokował korzystanie z serwerów Discord w Rosji za „naruszenie prawa”. Zarówno ukraińska, jak i rosyjska armia używały serwerów Discord do komunikacji, oglądania filmów z dronów i zarządzania grupami podczas działań bojowych. Wpływ zakazu na rosyjskich użytkowników wojskowych nie był jasny.
Premier Denys Szmyhal powiedział, że tylko przez port w Mariupolu w obwodzie donieckim Rosja ukradła ponad 180 tys. ton ukraińskiego zboża. Według niego Rosja w dalszym ciągu wykorzystyała żywność „jako element agresji”. Ukraina straciła duże połacie pól uprawnych na południu i wschodzie Ukrainy w wyniku rosyjskiej okupacji i szkód wojennych jednakże ukraiński eksport od stycznia do września 2024 roku wyniósł prawie 100 milionów ton. „Innymi słowy, w ciągu dziewięciu miesięcy wyeksportowaliśmy tyle samo, co przez cały ubiegły rok”.

### 9 października
Według ISW rosyjskie dowództwo wojskowe prawdopodobnie nakazało siłom rosyjskim przeprowadzenie stosunkowo szybkiego tempa ataków zmechanizowanych na Ukrainie w celu osiągnięcia znaczących postępów taktycznych, zanim błotniste warunki gruntowe jesienią 2024 roku ograniczą manewry zmechanizowane. Złe warunki pogodowe jesienią 2024 roku i wczesną zimą 2024–2025 roku prawdopodobnie skomplikują i ograniczą manewry zmechanizowane i piechoty, ale wojska rosyjskie mogą starać się utrzymać stałą presję ofensywną we wschodniej Ukrainie pomimo tych trudności. Tymczasem siły rosyjskie zrobiły postępy w pobliżu Kreminnej, Siewierska, Torećka, Pokrowska i Robotyne.
Siły Powietrzne Ukrainy oświadczyły, że w nocy Rosjanie zaatakowali obwód połtawski trzema rakietami Iskander-M/KN-23 (wystrzelonymi z obwodu kurskiego i 22 dronami Shahed 136/131 (z Primorsko-Achtarska i Krymu). Ukraińska obrona przeciwlotnicza zniszczyły 21 dronów obwodach odeskim, winnickim i kijowskim, kolejny dron poleciał w kierunku Rosji. W obwodzie połtawskim doszło do eksplozji. Gubernator Ołeh Kiper podał, że wieczorem cywilny kontenerowiec „Shui Spirit” pływający pod banderą Panamy został uszkodzony w rosyjskim ataku rakietowym na infrastrukturę portową w Odessie, w wyniku którego zginęło osiem osób, a dziewięć zostało rannych.
Szef Centrum Przeciwdziałania Dezinformacji przy RBNiO Ukrainy Andrij Kowalenko poinformował, że w godzinach nocnych ukraińskie drony zaatakowały rosyjski skład amunicji (67. arsenał Głównego Zarządu Rakietowego i Artylerii (GRAU) MON Rosji) w pobliżu Karaczewa w obwodzie briańskim (114 km od granicy z Ukrainą), po czym doszło do pożaru i eksplozji. Ukraina stwierdziła, że zniszczono północnokoreańską amunicję artyleryjską, bomby szybujące i rakiety. W regionie ogłoszono stan wyjątkowy, a gubernator Aleksandr Bogomaz oświadczył, że obrona przeciwlotnicza przechwyciła i zestrzeliła 24 drony. Siły Zbrojne Ukrainy wraz SBU pomyślnie uderzyła w rosyjską bazę magazynową dronów Shahed w pobliżu miejscowości Oktiabrskij w Kraju Krasnodarskim za pomocą pocisku manewrującego Neptun. Według SG Ukrainy w bazie przechowywano ok. 400 dronów, z których wszystkie zostały zniszczone. Na terenie obiektu zaobserwowano wtórną detonację.
Niemiecki generał major Christian Freuding powiedział, że Ukraina otrzymała w zeszłym tygodniu dwa systemy przeciwlotnicze IRIS-T. Unia Europejska zgodziła się, aby w 2025 roku 27 państw członkowskich udzieliło Ukrainie pożyczek o wartości 35 miliardów euro.
Prezydent Wołodymyr Zełenski i premier Chorwacji Andrej Plenković podpisali dwustronne porozumienie o wsparciu i współpracy, mające na celu współpracę przemysłów obronnych obu krajów i pomoc Chorwacji w rozminowywaniu, a także zdecydowane potępienie wojny rosyjskiej, nazywając ją „niesprowokowaną, nieuzasadnioną i nielegalną”. Chorwacja zaoferowała także wsparcie i wiedzę specjalistyczną w zakresie opieki nad weteranami i ścigania zbrodni wojennych.
Rada Najwyższa Ukrainy 331 głosami zatwierdziła w całości projekt ustawy nr. 11379-d, który przewidywał zwolnienie z mobilizacji Ukraińców w wieku poniżej 25 lat.
Wiele mediów cytowało anonimowych urzędników Departamentu Obrony USA wyższego szczebla, którzy donosili, że straty Rosji w wojnie z Ukrainą przekroczyły 600 tys. osób. Straty przewyższały straty w jakimkolwiek konflikcie rosyjskim od czasu II wojny światowej, przy czym szczególnie wysoka liczba ofiar miała miejsce we wrześniu 2024 roku. Walki toczące się w ciągu ostatnich kilku tygodni przyniosły jedynie niewielkie zmiany na linii frontu i niewiele wskazywało na to, żeby Rosja wprowadzała jakiekolwiek zmiany. 
Agencja prasowa Bloomberg, powołując na wysokich rangą urzędników amerykańskich, podała, że według ocen Stanów Zjednoczonych siły ukraińskie będą w stanie utrzymać zajęte terytorium w obwodzie kurskim Rosji przez kilka miesięcy lub dłużej. Kluczowymi czynnikami były niezawodny przepływ dostaw do regionu i skupienie się Rosji na postępach we wschodniej Ukrainie. Ponadto po miesiącach znoszenia poważnych niedoborów amunicji, ukraińscy żołnierze otrzymywali stałe dostawy pocisków.

### 10 października
Według źródeł rosyjskich i ukraińskich armia rosyjska rozpoczęła atak w kilku obszarach rejonów korieniewskiego i sudżańskiego w obwodzie kurskim. Materiały geolokalizowane wskazywały, że Rosjanie przedarli się przez ukraińską linię obrony, nacierając na odległość ok. 5 km. Kanał na Telegramie rosyjskiej Grupy Sił „Północ” poinformował o wyzwoleniu pięciu miejscowości, o przecięciu dwóch ważnych linii zaopatrzenia i ewakuacji oraz otoczeniu dwóch batalionów ukraińskich. Według ukraińskiego projektu DeepState siły rosyjskie wyzwoliły ok. 38 km² oraz odnotowano słabą koordynację między poszczególnymi jednostkami armii ukraińskiej. Naczelny dowódca armii ukraińskiej generał Ołeksandr Syrski powiedział, że Rosja przerzuciła ok. 50 tys. żołnierzy z innych sektorów frontu do obwodu kurskiego. Według niego przegrupowanie osłabiło pozycje rosyjskie w rejonach zaporoskim, chersońskim i kramatorski, dodając, że „to oczywiście ułatwiło nam prowadzenie działań obronnych”. Ukraiński projekt DeepState podał, że dziewięciu ukraińskich „operatorów dronów i wykonawców” zostało zastrzelonych po poddaniu się siłom rosyjskim w obwodzie kurskim.
W opinii ISW siły ukraińskie posunęły się naprzód w pobliżu Torećka. Wojska rosyjskie zrobiły postępy w obwodzie kurskim oraz w pobliżu Czasiw Jaru, na południowy wschód od Pokrowska i na południowy zachód od Doniecka.
Gubernator Ołeh Siniehubow poinformował, że miał miejsce rosyjski atak na wieś Czerkaska Łozowa, na północ od Charkowa, w wyniku którego pięć osób zostało rannych. Gubernator Iwan Fedorow podał, że rankiem wojska rosyjskie zaatakowały Zaporoże, w wyniku czego cztery osoby zostały ranne oraz zniszczono lub uszkodzono 29 domów, a osiem gospodarstw domowych zostało odłączonych od dostaw gazu. W nocy armia rosyjska zaatakowała Krzywy Róg dronami i moździerzami. Trafienia odnotowano w trzech lokalizacjach na terenie miasta: w pierwszej uszkodzony został 5-piętrowy budynek, w drugiej obiekt infrastruktury komunalnej i budynek mieszkalny, a w trzeciej została uszkodzona linia gazowa. Nie odnotowano ofiar ani rannych.

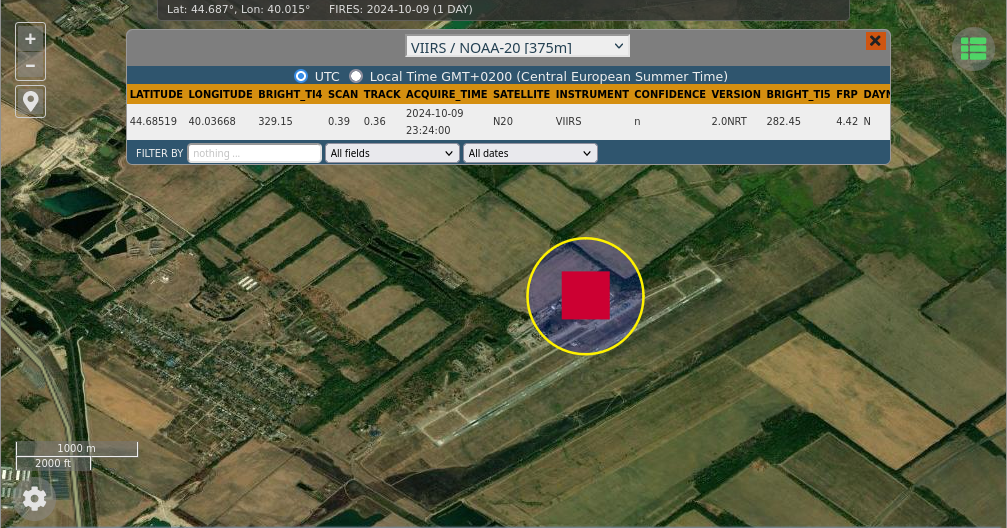
Zdjęcia NASA FIRMS pokazujące pożar 9 października 2024 roku od 23:24 (UTC) w bazie lotniczej Chanskaja w Republice Adygei.

Rosyjski kanał na Telegramie „Astra” podał, że wczesnym rankiem drony zaatakowały lotnisko wojskowe Chanskaja (siedziba rosyjskiego 272 Pułku Lotnictwa Szkolnego) w pobliżu Majkopu w Republice Adygei. Według programu monitorowania pożarów NASA, po ataku odnotowano pożar. Później Sztab Ukrainy potwierdził, że wojska ukraińskie przeprowadziły atak na rosyjskie lotnisko Chanskaja, dodając, że: „W czasie ataku na lotnisku stacjonowało 57 samolotów bojowych, samolotów szkolno-szkoleniowych i helikopterów. Były wśród nich myśliwce Su-34 i Su-35 oraz helikoptery Mi-8”, a także prawdopodobnie samoloty Su-27. Według doniesień SG Ukrainy atak przeprowadziło SBU wraz z wywiadem ukraińskim i Siłami Specjalnymi. Ministerstwo Obrony Rosji poinformowało, że w nocy obrona przeciwlotnicza zniszczyła 92 ukraińskie drony nad Krajem Krasnodarskim (47), Morzem Azowskim (15), obwodem kurskim (12), a pozostałe (18) nad regionami graniczącymi z Ukrainą lub w jej pobliżu.
Minister obrony Bjørn Arild Gram powiedział, że Norwegia przeznaczy ok. 87,5 miliona dolarów na wzmocnienie swojego przemysłu obronnego, ze szczególnym uwzględnieniem wsparcia Ukrainy w obliczu inwazji Rosji. Środki zostaną przeznaczone na cztery projekty mające na celu zwiększenie produkcji kluczowych komponentów, w tym silników rakietowych i materiałów wybuchowych, niezbędnych do produkcji pocisków przeciwlotniczych i amunicji.
Rada Najwyższa Ukrainy przyjęła większością 247 głosów pierwszą poważną ustawę o podwyżce podatków w czasie wojny w celu wsparcia sytuacji finansowej państwa. Ustawa obejmowała podwyższenie podatku wojennego nakładanego na mieszkańców z 1,5% do 5%, podniesienie podatków dla indywidualnych przedsiębiorców i małych firm oraz nałożenie 50% podatku od zysków banków i 25% podatku od zysków spółek finansowych. Ponadto rząd zwiększył zadłużenie na rynku krajowym i zrestrukturyzował dług zagraniczny Ukrainy, oszczędzając w ciągu najbliższych trzech lat 11,4 miliarda dolarów. Parlament przyjął także poprawkę do ustawy, która umożliwiłaby zagranicznym ochotnikom walczącym w Międzynarodowym Legionie Ukrainy pełnienie funkcji oficerów. Do tej pory ochotnicy mogli walczyć tylko jako szeregowcy lub sierżanci.

### 11 października
Szef Administracji Wojskowej Wasyl Czynczyk powiedział, że Ukraina kontrolowała ok. 40–50% Torećka, a reszta została zajęta przez Rosjan, dodając, że w zrujnowanym mieście pozostało ok. 1150 cywilów; „Dokładamy wszelkich starań, aby ewakuować ludność cywilną... Sytuacja bezpieczeństwa pozwala na wejście do miasta i ewakuację ludności jedynie w określonych okresach, gdy panuje cisza lub sprzyjają warunki pogodowe”. Z mapy opublikowanej przez DeepState wynikało, że Ukraina nadal posiadała większość miasta, co zaprzeczało słowom Czynczyka. Dowództwo Operacyjne Południe poinformowało, że od początku tygodnia siły ukraińskie odparły 29 rosyjskich ataków w obwodach chersońskim i zaporoskim, a w ciągu ostatniej doby odnotowano pięć ataków na kierunku chersońskim i dwa ataki na kierunku zaporoskim. W tym czasie Rosja użyła 318 dronów FPV, w tym trzech dronów typu Łancet oraz zrzuciła 428 bomb, jednak nie osiągnęła żadnych korzyści.
W opinii ISW siły rosyjskie zintensyfikowały wysiłki w celu wyparcia Ukraińców z obwodu kurskiego i posunęły się dalej w kierunku głównego ukraińskiego obszaru w obwodzie kurskim, jednocześnie podobno eliminując niemal cały mniejszy ukraiński obszar w rejonie głuszkowskim. Rosyjskie kontrataki prawdopodobnie mają na celu wypchnięcie sił ukraińskich z obwodu kurskiego, zanim złe warunki pogodowe jesienią 2024 roku i wczesną zimą 2024–2025 roku zaczną ograniczać manewry na polu bitwy. Rosyjskie dowództwo prawdopodobnie zamierza szybko wypchnąć wojska ukraińskie z obwodu kurskiego, aby uwolnić siły bojowe dla priorytetowych ofensyw w obwodzie donieckim i złagodzić presję operacyjną na całej linii frontu, którą wywołała ukraińska inwazja. Tymczasem siły rosyjskie zbliżyły się do Pokrowska i Kurachowego.
Brytyjskie MON podało, że sektor Awdijiwka–Pokrowsk prawdopodobnie pozostawał głównym celem rosyjskich działań i w ciągu ostatniego tygodnia odnotował wysoki poziom rosyjskich operacji. Jest wysoce prawdopodobne, że Rosja nadal ustalała warunki ataku na Pokrowsk. Siły rosyjskie częściowo otoczyły Sełydowe i prawdopodobnie podejmą próbę zajęcia miasta w nadchodzących tygodniach. W tym samym sektorze Rosja poczyniła postępy w centrum Torećka, jednakże były one powolne, a pozycje rosyjskie w mieście były podatne na ukraińskie kontrataki. Po zajęciu Wuhłedaru na początku października br. siły rosyjskie poczyniły niewielkie postępy poza miastem. Na Zaporożu pojawiły się pewne oznaki ożywienia rosyjskich działań ofensywnych we wschodniej części sektora, gdzie Rosjanie zajmowali wieś Kamianske, przy głównej drodze Zaporoże–Melitopol.
Według Sił Powietrznych w nocy Rosja zaatakowała terytorium Ukrainy przy użyciu rakiety balistycznej Iskander-M (wystrzelonej z Krymu), rakiety przeciwradarowej Ch-31P (znad Morzem Czarnym) oraz 66 dronów Shahed 136/131 (z obwodu kurskiego). Ukraińska obrona przeciwlotnicza zestrzeliła 29 dronów w obwodach kijowskim, czerkaskim, winnickim, sumskim, połtawskim, dniepropetrowskim, charkowskim, czernihowskim i żytomierskim, dwa drony poleciały w kierunku Rosji, a kolejne 31 dronów zaginęło w różnych regionach Ukrainy. Gubernator Ołeh Kiper podał, że wieczorem wojska rosyjskie zaatakowały obwód odeski rakietami balistycznymi, w wyniku czego zniszczony został 2-piętrowy budynek. Cztery osoby zginęły, w tym 16-letni chłopiec, a kolejnych 10 zostało rannych, w tym cztery ciężko. Rosjanie przeprowadzili nalot na Konstantynówkę, uszkadzając jednostkę ratowniczo-gaśniczą. Fala uderzeniowa wybiła okna i drzwi, uszkodziła dach i bramę garażową, jednak personel nie odniósł obrażeń.
Sztab Generalny Ukrainy stwierdził, że armia ukraińska zniszczyła rosyjski śmigłowiec Mi-8 w obwodzie charkowskim. Hakerzy wywiadu ukraińskiego przeprowadzili cyberatak na infrastrukturę Północnokaukaskiego Uniwersytetu Federalnego.
Niemcy przekazały Ukrainie pakiet pomocy wojskowej o wartości 600 mln euro, który obejmował system obrony powietrznej IRIS-T SLM, czołgi, haubice i drony. Ponadto Niemcy wraz z Belgią, Danią i Norwegią przygotowywały duży pakiet pomocy wojskowej dla Ukrainy o wartości 1,4 mld euro, który ma obejmować system przeciwlotniczy IRIS-T, artylerię przeciwlotniczą Skynex, Gepardy, haubice, działa samobieżne, pojazdy opancerzone, drony, radary i amunicję. Armia litewska otrzymała pierwszą partię dronów bojowych, które zostały wyprodukowane przez firmy litewskie w ramach kontraktu z Ministerstwem Obrony, a duża ich część została zamówiona dla Ukrainy. Minister spraw zagranicznych Juraj Blanár powiedział, że Słowacja nie będzie już dostarczać Ukrainie nowego sprzętu, ale będzie w dalszym ciągu pomagać w utrzymaniu ukraińskiego sprzętu wojskowego w bazie wojskowej w Michalovcach. Słowacja w ramach pomocy dla Ukrainy rozbuduje obiekt, dodając, że inwestycję sfinansują Niemcy.
Minister obrony Rustem Umierow powiedział, że dla Agencji Zamówień Obronnych (DPA) i Agencji Logistyki Obronnej Nieśmiercionośnej (DOT) powołano rady nadzorcze, których zadaniem było ustanowienie skutecznego i przejrzystego zarządzania zamówieniami oraz stanie się ważnym krokiem w stronę spełnienia międzynarodowych standardów, zminimalizowania ryzyka korupcji i zwiększenia zaufania partnerów krajowych i międzynarodowych do systemu. Ponadto Umierow powiedział, że rząd zatwierdził dymisję wiceministra obrony ds. integracji europejskiej Ołeksandra Bałanutsy i powołanie na jego miejsce Siergieja Bojewa oraz Serhija Melnykasa na wiceministra obrony.

### 12 października
Ministerstwo Obrony Rosji ogłosiły, że Rosjanie zajęli wieś Mychajliwka, na południe od Pokrowska.
W opinii ISW wojska rosyjskie zrobiły postępy w pobliżu Kupiańska, Doniecka i Robotyne. Według doniesień Rosjanie odnotowują trudności z prowadzeniem skutecznego ognia kontrbateryjnego.
Sztab Generalny Ukrainy poinformował, że Rosja atakowała w kierunkach Charkowa, Kupiańska, Łymanu, Siewierska, Kramatorska, Torećka, Pokrowska, Kurachowego, Wremiwki, Zaporoża i Chersonia, gdzie doszło do 186 starć. Operacja w obwodzie kurskim trwała. Ukraińskie lotnictwo i artyleria przeprowadziły ataki na system przeciwlotniczy, sześć miejsc koncentracji i magazyn polowy amunicji.
Siły Powietrzne Ukrainy poinformowały, że w nocy Rosja zaatakowała Ukrainę przy użyciu rakiet nieznanego typu (wystrzelonymi z obwodu biełgorodzkiego i 28 dronów Shahed 136/131 (z Kurska i Primorsko-Achtarska). Ukraińska obrona przeciwlotnicza zniszczyła 24 drony w obwodach sumskim, połtawskim, dniepropetrowskim, mikołajowskim i chersońskim, kolejne dwa zaginęły na Ukrainie. W nocy armia rosyjska trzykrotnie zaatakowała Zaporoże. Rosjanie użyli kierowanych bomb lotniczych, w wyniku czego trzy osoby zostały ranne, w tym 11-letnia dziewczynka. Zniszczeniu uległo wiele budynków mieszkalnych, zniszczeniu uległy także budynki prywatnych przedsiębiorstw. W ciągu doby Rosja przeprowadziła 425 ataków na 11 miejscowości w obwodzie zaporoskim. Administracja Wojskowa podała, że wojska rosyjskie zaatakowały Berysław w obwodzie chersońskim za pomocą drona, w wyniku czego dwie osoby w wieku 64 i 61 lat zostały ranne. 
W godzinach nocnych ukraińskie drony zaatakowały i podpaliły skład paliw i smarów w pobliżu miasta Roweńki w okupowanym obwodzie ługańskim. SG Ukrainy potwierdził ziszczenie składu oraz dodał, że „baza przechowywała ropę i produkty naftowe, które były dostarczane m.in. na potrzeby armii rosyjskiej”. Źródła rosyjskie i ukraińskie donosiły, że ukraiński samolot F-16 zestrzelił rosyjskiego Su-34, jednakże lokalizacja i data nie zostały określone. Su-34 najwyraźniej wykonywał misję zrzutu bomby szybującej 50 km za linią frontu. Załoga samolotu zginęła.
Prezydent Wołodymyr Zełenski powiedział, że podczas swojej wizyty we Francji omówił z prezydentem Emmanuelem Macronem utworzenie nowych wspólnych zakładów produkcyjnych oraz formułowano już odpowiednie umowy produkcyjne. Stwierdził, że odpowiedni model pomoże przyciągnąć więcej krajów do inwestycji.
Dziennik The Washington Post poinformował, że siły rosyjskie masowo wykorzystywały terminale internetowe Starlink z czarnego rynku na linii frontu na Ukrainie, przyczyniając się do zdobyczy terytorialnych. Podczas gdy SpaceX nie sprzedawał jednostek bezpośrednio Rosji, Rosjanie na Ukrainie nadal pozyskiwali Starlinki za pośrednictwem podejrzanych łańcuchów dostaw i pośredników. Proliferacja terminali Starlink wśród rosyjskich żołnierzy na linii frontu przyczyniła się do ostatnich zdobyczy rosyjskich na polu bitwy, w tym zajęcia Wuhłedaru. Oficer z 72 Brygady Zmechanizowanej powiedział, że „po prostu nas przytłoczyli”, stwierdzając, że dostęp Rosji do Starlinków był kluczowym czynnikiem w utracie miasta, obok niedoborów broni i personelu. Dowódca plutonu dronów z 93 Brygady Zmechanizowanej powiedział, że chociaż terminale Starlink na Ukrainie dawały im przewagę technologiczną nad siłami rosyjskimi, teraz ta przewaga zniknęła; „Wcześniej Rosjanie nie mogli kontrolować niektórych swoich ruchów, manewrów, artylerii i piechoty”. 

### 13 października
Według SG Ukrainy wojska ukraińskie odparły poważny atak sił rosyjskich w pobliżu Kurachowego w obwodzie donieckim. Rosyjska kolumna złożona z ok. 25 bojowych wozów piechoty i pięciu czołgów została odkryta w trakcie zwiadu lotniczego, a następnie zaatakowana przy użyciu artylerii i dronów kamikadze. W wyniku tego siedem rosyjskich transporterów opancerzonych i dwa czołgi zostały zniszczone.
Według szefa Centrum Zwalczania Dezinformacji RBNiO Ukrainy Andrija Kowalenki „w obwodzie kurskim trwały aktywne walki. Po częściowym wycofaniu się przez Sił Obronnych z pozycji, na które wkroczyli Rosjanie, zaczęto ponownie wysyłać kolumny do ataku”, dodając, że: „Jest duża dynamika, dlatego ważne jest, aby nie skupiać się na żadnych wnioskach jako ostatecznych. Ciężkie bitwy trwają, sytuacja ciągle się zmienia, a nawiasem mówiąc, rosyjscy dowódcy wojskowi generalnie starają się «wysuszyć» temat, bo nie wszystko układa się tak, jakby chcieli”.
W opinii ISW siły rosyjskie wznowiły taktyczne ataki na obszarze granicznym obwodu donieckiego i zaporoskiego oraz odniosły taktyczne sukcesy w lokalnych atakach, ale ta aktywność jak dotąd nie wydawała się być częścią większego wysiłku ofensywnego mającego na celu wsparcie szerszej rosyjskiej operacji ofensywnej w zachodnim obwodzie donieckim. Wojska ukraińskie odzyskały utracone pozycje w pobliżu Sełydowego, a siły rosyjskie poczyniły postępy w pobliżu Torećka, Doniecka i Wełykiej Nowosiłki.
Sztab Generalny Ukrainy poinformował, że Rosja atakowała w kierunkach Charkowa, Kupiańska, Łymanu, Siewierska, Kramatorska, Torećka, Pokrowska, Kurachowego, Wremiwki, Zaporoża i Chersonia, gdzie doszło do 161 starć. W ciągu doby wojska rosyjskie przeprowadziły 53 naloty i 90 ostrzałów na pozycje ukraińskie i obszary zaludnione. W obwodzie kurskim w ciągu ostatniej doby Rosjanie przeprowadzili 21 nalotów, zrzucając 31 bomb lotniczych. Ukraińskie lotnictwo i artyleria przeprowadziły ataki na 11 miejsc koncentracji i punkt kontrolny. Prezydent Zełenski powiedział, że w ciągu ostatniego tygodnia Rosja wystrzeliła przeciwko Ukrainie ok. 900 kierowanych bomb lotniczych, ponad 40 rakiet KAB i 400 dronów bojowych różnego typu.
Według Sił Powietrznych Ukrainy wojska rosyjskie zaatakowały obwody połtawski i odeski za pomocą dwóch rakiet balistycznych Iskander-M (wystrzelonych z obwodu kurskiego i Krymu) oraz obwody czernihowski i sumski dwoma rakietami manewrującymi Ch-59 (z obwodu kurskiego). Ponadto zaatakowali Ukrainę 68 dronami Shahed 136/131. Ukraińska obrona przeciwlotnicza zniszczyła 31 droów w obwodach kijowskim, połtawskim, czernihowskim, sumskim i czerkaskim, kolejne 36 dronów zaginęło w różnych rejonach Ukrainy. W przestrzeni powietrznej pozostawał jeden dron. Administracja Wojskowa obwodu sumskiego podała, że łącznie ewakuowano prawie 37 tys. mieszkańców, w tym ponad 6400 dzieci i podjęto wysiłki mające na celu ewakuację większej liczby mieszkańców w ramach rozszerzonego nakazu obowiązkowej ewakuacji. Dodano, że wszyscy mieszkańcy 10-kilometrowej strefy graniczącej z Rosją zostali już całkowicie ewakuowani.
Ministerstwo Obrony Rosji ogłosiło, że obrona przeciwlotnicza zestrzeliła 13 dronów nad obwodami biełgorodzkim, kurskim i briańskim.
Minister obrony Rustem Umierow stwierdził, że spotkanie z zachodnimi partnerami (Wielką Brytanią, Francją, Włochami i Niemcami) w dziedzinie obronności przyniosło Ukrainie „konkretne rezultaty”. Według niego „wszystkie cztery kraje potwierdziły, że inwestycje w ukraiński kompleks przemysłowo-obronny wzrosną”. Wielka Brytania zobowiązała się do dostarczenia dodatkowej broni dalekiego zasięgu, systemów artyleryjskich i systemów robotycznych, a prezydent Francji omawiał możliwość otwarcia centrum szkoleniowego dla operatorów dronów we Francji. Umierow dodał, że zamrożone rosyjskie aktywa zostaną wykorzystane do finansowania potrzeb obronnych Ukrainy.
Minister obrony Hanno Pevkur oświadczył, że Estonia była zainteresowana zakupem od Ukrainy produktów obronnych, w szczególności rakiet dalekiego zasięgu. Według Pevkura taka współpraca mogłaby pomóc Ukrainie zwiększyć produkcję. Ze względu na stan wojenny na Ukrainie obowiązuje zakaz eksportu, ale estoński minister stwierdził, że nie będzie to przeszkodą, jeśli oba kraje osiągną wzajemne porozumienie.
Dowódca ukraińskiej 80 Brygady Desantowo-Szturmowej Pawło Rozlacz w wywiadzie dla programu TSN powiedział, że żołnierze ukraińscy wkroczyli do obwodu kurskiego dwa dni przed rozpoczęciem przez Ukrainę operacji w tym regionie, wspomagając późniejszą ofensywę. Jedna ukraińska kompania wkradła się do obwodu kurskiego w grupach po sześciu żołnierzy i ukryła się w lesie, a Siły Specjalne pomogły im przekroczyć granicę. Według Rozlacza kiedy operacja się rozpoczęła, kompania zaatakowała rosyjską twierdzę w pobliżu granicy. Udana operacja utorowała drogę do wjazdu ukraińskich pojazdów. Dodał, że Ukraina zakłóciła również rosyjski system łączności, co zdezorientowało rosyjskie siły. Później dwa bataliony podobno przebiły się przez pola minowe dzięki inżynierom i kontynuowały natarcie w obwodzie kurskim.

### 14 października
Ministerstwo Obrony Rosji stwierdziło, że wojska rosyjskie zajęły wieś Łewadne w obwodzie zaporoskim. Rzeczniczka Operacyjnej Grupy Taktycznej „Ługańsk” Anastazja Bobownikowa powiedziała, że w Torećku w obwodzie donieckim nie pozostały nienaruszone budynki ani schrony, które uniemożliwiłoby Rosji zajęcie nowych obszarów, stwierdzając, że: „Teraz miasto bardziej przypomina pustynną planetę: nie ma tu schronów dla ludności cywilnej ani żołnierzy, co niestety pozwala wrogowi zająć nowe tereny, ale na spalonej ziemi”. Dodała także, że rosyjscy żołnierze zmieniali mundury wojskowe na ubrania cywilne, aby udać się w stronę ukraińskich pozycji. Taktykę tę stosowali także w innych objętych walkami miejscowościach.
Według ISW źródła rosyjskie twierdziły, że siły rosyjskie odzyskały pozycje w obwodzie kurskim. Wojska ukraińskie odzyskały pozycje w centralnym Torećku, natomiast siły rosyjskie przeprowadziły ograniczony zmechanizowany atak wielkości batalionu w kierunku Kurachowego i poczyniły potwierdzone postępy na północny wschód od Wuhłedaru.
Sztab Generalny Ukrainy poinformował, że Rosja atakowała w kierunkach Charkowa, Kupiańska, Łymanu, Siewierska, Kramatorska, Torećka, Pokrowska, Kurachowego, Wremiwki, Zaporoża i Chersonia, gdzie doszło do 198 starć. W ciągu 24h wojska rosyjskie przeprowadziły jeden atak rakietowy, 44 naloty i 123 ostrzały na pozycje ukraińskie i obszary zaludnione. W obwodzie kurskim w ciągu ostatniej doby Rosjanie przeprowadzili 12 nalotów, zrzucając 16 bomb lotniczych. Ukraińskie lotnictwo i artyleria przeprowadziły ataki na cztery miejsca koncentracji, trzy punkty kontrolne i obiekt inżynieryjny. Szef wydziału łączności Dowództwa Sił Powietrznych Jurij Ihnat poinformował, że po raz pierwszy od 48 dni siły rosyjskie nie zaatakowali Ukrainy dronami szturmowymi Shahed 136/131; „Dzisiaj w nocy wojska rosyjskie nie przeprowadziły żadnego ataku na ukraińskie miasta przy pomocy dronów typu Shahed. Bezczynne pozostawało także lotnictwo strategiczne Rosji”.
Gubernator Ołeh Kiper podał, że jedna osoba zginęła, a osiem zostało rannych (w tym dwie były w stanie ciężkim) w rosyjskim ataku rakietowym na infrastrukturę portową Odessy. Atak uszkodził cywilny statek do przewozu ładunków suchych „Optima” pływający pod banderą Palau (wcześniej uszkodzony w ataku rakietowym 7 października) oraz pływający pod banderą Belize statek „NS Moon”. W wyniku ataku uszkodzono magazyn zbożowy, dźwigi towarowe i maszyny. MSW Ukrainy poinformowało, że w południe rosyjski atak na cywilny samochód w pobliżu Hawryliwki (rejon berysławski) w obwodzie chersońskim przy pomocy drona FPV zabił dwie kobiety i ranił kolejne dwie osoby. Rosjanie zrzucili także materiały wybuchowe z drona we wsi Stanisław w obwodzie chersońskim, raniąc mężczyznę. Gubernator Serhij Łysak podał, że Rosjanie zaatakowali dronami Nikopol w obwodzie dniepropietrowskim, w wyniku czego zniszczono sanatorium, 5-piętrowy budynek, trzy domy prywatne, samochód i linia energetyczna. Nie odnotowano ofiar.
Wywiad ukraiński poinformował o zniszczeniu (podpaleniu) rosyjskiego wojskowego samolotu transportowego Tu-134 w nocy z 12 na 13 października na lotnisku wojskowym Orenburg-2 w pobliżu Orenburga w obwodzie orenburskim (ok. 1 tys. km od granicy z Ukrainą). Samolot należał do 117 Wojskowego Pułku Lotnictwa Transportowego (jednostka 45097), 18 Gwardyjskiej Dywizji Wojskowego Lotnictwa Transportowego.
Prezydent Wołodymyr Zełenski, powołując się na dane wywiadu, oznajmił Rosja planuje bezpośrednio zaangażować Koreę Północną w wojnę na Ukrainie tej jesieni i zimy. Wspomniał również o „stosunkach Rosji z niektórymi innymi krajami, które niestety inwestowały w przedłużenie wojny”. Prezydent Władimir Putin złożył w Dumie Państwowej projekt ustawy, mający na celu ratyfikację traktatu o strategicznym partnerstwie z Koreą Północną. Jednym z założeń traktatu jest postanowienie, że w przypadku ataku oba kraje muszą udzielić pomocy wojskowej drugiemu.
Podczas przemówienia przed komisją niemieckiego Bundestagu ds. kontroli działalności służb specjalnych szef niemieckiej Federalnej Służby Wywiadowczej (BND) Bruno Kahl wskazał na możliwe zagrożenie militarne ze strony Rosji, stwierdzając, że: „Najpóźniej pod koniec bieżącej dekady rosyjskie siły zbrojne będą mogły przeprowadzić atak na NATO”.

### 15 października
W ocenie ISW Rosja prawdopodobnie wykorzystywała zawarte w czerwcu 2024 roku kompleksowe porozumienie o strategicznym partnerstwie między Rosją a Koreą Północną, częściowo w celu zrównoważenia rosyjskich wymogów dotyczących generowania sił i bezpieczeństwa granic, co jeszcze bardziej umacniało zaangażowanie prezydenta Putina w unikanie mobilizacji tak długo, jak to możliwe. Tymczasem siły rosyjskie posunęły się naprzód w obwodzie kurskim oraz w pobliżu Kupiańska, Torećka i Pokrowska. Południowe Siły Obronne Ukrainy odkryły i zaatakowały rosyjski poligon w obwodzie zaporoskim, na którym „w momencie ataku znajdowało się ok. 20 żołnierzy”. W internecie opublikowano nagranie z drona przedstawiające atak na poligon, prawdopodobnie przy pomocy amunicji kasetowej.
Według Sił Powietrznych Ukrainy wojsko rosyjskie zaatakowały obwód mikołajowski siedmioma rakietami przeciwlotniczymi S-300/400 (wystrzelonymi z Krymu) oraz obwody czernihowski i sumski dwoma rakietami manewrującymi Ch-59 (z obwodu kurskiego), a także 17 dronami Shahed 136/131 (z Kurska i Primorsko-Achtarska). Ukraińska obrona przeciwlotnicza zniszczyła 12 dronów w obwodach mikołajowskim, kijowskim, odeskim, połtawskim, czernihowskim, kirowohradzkim i czerkaskim, kolejne cztery zaginęły na Ukrainie. Jeden dron pozostawał w przestrzeni powietrznej. Gubernator Witalij Kim poinformował, że ok. 2:30 dwie osoby zginęły, a 23 zostały ranne w rosyjskim ataku rakietowym (za pomocą rakiet przeciwlotniczych S-300) na Mikołajów. W wyniku ataku zostały uszkodzone zakład przemysłowy, kompleks restauracyjny, sklepy, budynki mieszkalne i samochody. Ok. 18:30 w wyniku rosyjskiego ataku na hromadę Marganiec w rejonie nikopolskim zostały ranne kobieta w ciąży i 4-letni chłopiec. Obie ofiary trafiły do szpitala w stanie umiarkowanym.
Gubernator obwodu charkowskiego Ołeh Syniehubow zarządził obowiązkową ewakuację mieszkańców rejonu kupiańskiego, w tym miasta Kupiańsk oraz Borowa i okolicznych miejscowości z powodu nasilenia się rosyjskich ataków; „Najtrudniejsza sytuacja była w sektorze kupiańskim. Na wschodnim brzegu rzeki Oskoł, która dzieli miasto, nie możemy już zagwarantować przywrócenia dostaw prądu, ciepła i wody z powodu ciągłego ostrzału”. Sekretarz RBNiO Ukrainy Ołeksandr Łytwynenko oznajmił, że Ukraina przygotowywała się do masowych rosyjskich ataków na infrastrukturę energetyczną w miesiącach jesienno-zimowych; „Wraz z początkiem «sezonu grzewczego» możemy spodziewać się masowych ataków Rosji na sektor energetyczny”.
Według OSW wojska rosyjskie kontynuowały działania na froncie w obwodzie donieckim. Nacierały w kierunku Bohojawłenki oraz ppanowały Zołotą Nywę, ostatnią miejscowość na południowy wschód od Wełykiej Nowosiłki. Wyprowadziły też atak na południowy zachód od miasta, gdzie ponownie zajęły odzyskane przez Ukraińców 2023 roku Łewadne. W Torećku doszło do połączenia wojsk rosyjskich atakujących miasto od wschodu i od południa. Z centrum Ukraińcy spychani byli do północno-zachodniej części, niemniej postęp najeźdźców był powolny, a walki trwały o poszczególne kwartały. Siły rosyjskie pogłębiły oskrzydlenie Sełydowego od południa, gdzie dążyli do odcięcia jego ostatniego połączenia z Pokrowskiem. Według części źródeł Ukraińcom udało się przywrócić nadzór nad jego północno-wschodnimi obrzeżami. Po zajęciu wsi Ostriwśke Rosjanie wyszli na wschodnie obrzeża Kurachowego. Nieznaczne postępy poczynili na pozostałych kierunkach z wyjątkiem rejonu na północ od Charkowa. W obwodzie kurskim wojska rosyjskie nadal likwidowały zachodnią część wyłomu ustanowionego przez przeciwnika w sierpniu 2024 roku. Rosjanie przejęli kontrolę nad północnym odcinkiem drogi Korieniewo–Sudża. Wyparli również siły ukraińskie z rejonu głuszkowskiego, gdzie we wrześniu próbowały wyjść na tyły kontratakujących Rosjan. Głównym elementem ukraińskiej obrony była Sudża, której utrzymanie stało się decydujące dla zachowania ukraińskiej obecności w obwodzie kurskim. W okolicach miasta Rosjanom nie udało się dotąd poczynić większych postępów.
Rzeczniczka Pentagonu Sabrina Singh powiedziała, że ze względu na różne zdolności obronne Ukrainy i Izraela Stany Zjednoczone nie rozmieszczą systemu antyrakietowego THAAD w celu ochrony Ukrainy. „Różne zdolności, różne wojny, różne regiony. Zobowiązania wobec Izraela i Ukrainy także są inne”, dodając, że administracja Joe Bidena w dalszym ciągu wspierała Ukrainę i Izrael w zaspokajaniu ich różnych potrzeb.
Doradca prezydenta Ukrainy Serhij Leszczenko powiedział, że członkowie obu partii w Kongresie USA wywierali presję na prezydenta Zełenskiego, aby jeszcze bardziej obniżył obowiązkowy wiek poboru z obecnych 25 do 18 lat. Powiedział także, że amerykańscy prawodawcy powoływali się na doświadczenia USA z wojny wietnamskiej, kiedy do walki powoływano mężczyzn w wieku od 18 do 26 lat, a w ramach służby selektywnej zwerbowano na wojnę ok. 2,2 miliona żołnierzy amerykańskich. Prezydent Zełenski jak dotąd nie zgodził się na zmianę wieku poboru, a zamiast tego w dalszym ciągu domagał się większej pomocy wojskowej od Stanów Zjednoczonych. 
Według doniesień Suspilne 18 północnokoreańskich żołnierzy uciekło z rosyjskich pozycji, znajdujących 7 km od granicy z Ukrainą. Nie ustalono jeszcze motywów ucieczki żołnierzy z KRLD, a rosyjskie wojsko rozpoczęło poszukiwania. Ukraiński Kyiv Independent, powołując się na źródła zachodniego wywiadu, podał, że Korea Północna wysłała do Rosji 10 tys. żołnierzy, aby „wzmocnić [rosyjskie] wysiłki wojenne przeciwko Ukrainie”. Uważano, że żołnierze tworzyli Batalion Buriacki, część rosyjskiej 11. Gwardyjskiej Brygady Samodzielnej Brygady Desantowo-Szturmowej.
Minister spraw zagranicznych Finlandii Elina Valtonen powiedziała, że niektórzy zachodni sojusznicy byli zmęczeni wspieraniem Ukrainy i mieli nadzieję na szybsze rozwiązanie problemu. Stwierdziła także, że konflikt na Bliskim Wschodzie działał jako odwracanie uwagi i zasobów od Ukrainy oraz wezwała do bardziej zdecydowanego wsparcia strony ukraińskiej.
Hiszpańska policja poinformowała, że przejęto 13 ton chemikaliów przeznaczonych dla Rosji, w tym składniki, które można wykorzystać do produkcji broni chemicznej. W związku z tym aresztowano czterech podejrzanych członków grupy przestępczej, która próbowała ominąć zachodnie sankcje, nielegalnie dostarczając produkty chemiczne do Rosji za pośrednictwem firmy-przykrywki. Substancje chemiczne znaleziono w kontenerze w porcie w Barcelonie, a czterech podejrzanych aresztowano w pobliskich wioskach Sant Feliu de Guíxols, Cerdanyola del Vallès i Santa Perpètua de Mogoda.

### 16 października
Rosyjskie Ministerstwo Obrony podało, że siły rosyjskie zajęły wsie Krasnyj Jar, 10 km na południowy wschód od Pokrowska oraz Newśke w obwodzie ługańskim. Wywiad ukraiński poinformował, że siły ukraińskie odzyskały 400 ha terytorium (lasu) na północ od Łypci w obwodzie charkowskim, zabijając wielu rosyjskich żołnierzy. Według wywiadu ukraińscy żołnierze zdobyli rosyjski obszar obrony batalionu, zniszczyli trzy bataliony strzelców zmotoryzowanych, pluton szturmowy i kompanię rozpoznawczą 7 Samodzielnego Pułku Strzelców Zmotoryzowanych. BBC podało, że wojska rosyjskie posunęły się na południowy wschód od Kupiańska. Materiał geolokalizowany potwierdził okupację części wsi Kolesnikowo, a rosyjscy blogerzy wojenni twierdzili, że Rosjanom udało się przeciąć autostradę Kupiańsk–Borowa w rejonie Kruhljakiwki. Wobec tego armii rosyjskiej udało się przeciąć ukraiński przyczółek na wschodnim brzegu rzeki Oskoł. Wówczas zaopatrzenie jednostek SZ Ukrainy odbywało się powiązane z jedynym na wpół zepsutym mostem na autostradzie Czuhujew–Swatowe.
Według ISW wojska rosyjskie zrobiły postępy w północnym obwodzie charkowskim oraz w pobliżu Kreminnej, Siewierska i Torećka.
Sztab Generalny Ukrainy podał, że Rosja atakowała w kierunkach Charkowa, Kupiańska, Łymanu, Kramatorska, Torećka, Pokrowska, Kurachowego, Wremiwki, Zaporoża i Chersonia, gdzie doszło do 163 starć. W ciągu doby wojska rosyjskie przeprowadziły dwa ataki rakietowe, 64 naloty i 137 ostrzałów na pozycje ukraińskie i obszary zaludnione. Operacja w obwodzie kurskim trwała. W obwodzie kurskim w ciągu ostatniej doby Rosjanie przeprowadzili 21 nalotów, zrzucając 32 bomby lotnicze. Ukraińskie lotnictwo i artyleria przeprowadziły ataki na 14 miejsc koncentracji i naziemną stację kontroli dronów.
Siły Powietrzne Ukrainy ogłosiły, że w nocy (od 19:00 do 7:00) Rosja zaatakowała obwód doniecki pociskiem przeciwlotniczym S-300/400 (wystrzelonym z okupowanego obwodu donieckiego) oraz obwód czernihowski rakietą manewrującą Ch-59 (z obwodu kurskiego), a także 136 dronami Shahed 136/131 (z Kurska, Orła i Primorsko-Achtarska). Ukraińska obrona przeciwlotnicza zniszczyła 51 dronów w obwodach sumskim, czerkaskim, kirowohradskim, tarnopolskim, chersońskim, charkowskim, żytomierskim, donieckim, dniepropetrowskim, mikołajowskim, kijowskim, połtawskim, czernihowskim i czerkaskim. Kolejne dwa poleciały w kierunku Rosji, a 60 zaginęło w różnych regionach Ukrainy. W ukraińskiej przestrzeni powietrznej pozostawało ponad 20 dronów. Ukraińskie przedsiębiorstwo energetyczne Ukrenergo poinformowało, że z nieokreślonych przyczyn technicznych w południowych obwodach chersońskim i mikołajowskim doszło do przerw w dostawie prądu.
Stany Zjednoczone zapowiedziały kolejny pakiet pomocy wojskowej dla Ukrainy o wartości do 425 mln dolarów, który obejmował m.in. amunicję do systemów NASAMS i M142 HIMARS, rakiety RIM-7 Sea Sparrow i wsparcie obrony powietrznej, systemy FIM-92 Stinger, amunicję powietrze-ziemia, pociski artyleryjskie 155 mm i 105 mm, broń przeciwpancerną Javelin i AT-4 oraz pojazdy o wysokiej mobilności (HMMWV). Rząd Australii ogłosił kolejny pakiet pomocy wojskowej dla Ukrainy o wartości 245 milionów dolarów australijskich, który obejmował 49 czołgów M1A1 (AIM) Abrams, które wkrótce zostaną wycofane z eksploatacji. Przekazanie przez Australię swoich starzejących się Abramsów „krajowi trzeciemu” wymagało zgody Stanów Zjednoczonych na mocy przepisów o międzynarodowym obrocie bronią (ITAR). Niewielka liczba czołgów będzie wymagała prac naprawczych lub zostaną szybko wysłane na Ukrainę i wykorzystane jako części zamienne albo do innych celów. Minister obrony Sébastien Lecornu powiedział, że Francja pomyślnie przetestowała swoje pierwsze drony kamikadze i dostarczy je Ukrainie „w nadchodzących tygodniach”.
Ministerstwo Obrony Ukrainy poinformowało, że stworzony i produkowany w kraju dron „Chaklun” został zatwierdzony do użytku przez armię ukraińską. Dron może pomagać w regulacji ognia artyleryjskiego i jest odporny na rosyjskie środki walki elektronicznej dzięki „materiałom high-tech”. Stacja LRT, powołując się na Ministerstwo Gospodarki Litwy, poinformowała, że ukraińska firma planuje budowę na Litwie fabryki do produkcji materiałów wybuchowych RDX (heksogen). Budowa rozpocznie się w 2025 roku. 
Prezydent Wołodymyr Zełenski przedstawił Radzie Najwyższej Ukrainy swoją strategię zakończenia wojny, zwaną „Planem Zwycięstwa”. W poprzednich tygodniach przedstawił go rządom w Waszyngtonie, Londynie, Paryżu, Rzymie i Berlinie. Po pierwsze Ukraina chce przeprowadzać dalsze walki na terytorium Rosji, aby społeczeństwo w Rosji zrozumiało, że wojna agresywna przeciwko Ukrainie jest niekorzystna także dla niej i że wówczas znajdzie się ona w opozycji do rosyjskiego rządu. Po drugie Zachód powinien znieść ograniczenia zasięgu broni dostarczanej Ukrainie lub pozwolić Ukrainie na użycie broni otrzymanej od Zachodu przeciwko celom wojskowym w głębi Rosji. Po trzecie państwa zachodnie powinny odpierać rosyjskie ataki powietrzne na Ukrainę. Po czwarte jest przyjęcie Ukrainy do NATO. W zamian Zełenski zaoferował swoim sojusznikom surowce i zasoby mineralne. Zdaniem Zełenskiego, jeśli plan nie zostanie zrealizowany, surowce mogą stać się własnością Rosji. Ostatni punkt dotyczy okresu powojennego; zakłada on, że pojedyncze oddziały amerykańskie stacjonujące w Europie zostaną zastąpione jednostkami ukraińskimi. Oprócz wspomnianych pięciu punktów plan zawiera trzy tajne dodatki, o których według Zełenskiego wiedzą jedynie wspomniane rządy zachodnie. Sekretarz Generalny NATO Mark Rutte stwierdził, że: „Nie mogę dziś tutaj powiedzieć, że popieram cały «plan zwycięstwa» Ukrainy. To byłoby trochę trudne, ponieważ jest wiele punktów, które musimy lepiej zrozumieć”.
Straż Graniczna Mołdawii poinformowała, że w pobliżu wioski Lencăuți (4 km od granicy z Ukrainą) znaleziono fragmenty pocisku.

### 17 października
Ministerstwo Obrony Rosji poinformowało, że siły rosyjskie przejęły kontrolę nad wsią Maksymiljaniwką, ok. 10 km od Kurachowego we wschodnim obwodzie donieckim.
W ocenie ISW siły ukraińskie zrobiły postępy w pobliżu Torećka i Pokrowska, z kolei wojska rosyjskie poczyniły postępy w obwodu kurskim oraz w pobliżu Czasiw Jaru, Pokrovsk i Kurachowego.
Według Sił Powietrznych Ukrainy w nocy (od 19:30 do 05.00) Rosjanie zaatakowali Ukrainę przy użyciu rakiety manewrującej Ch-59 (wystrzelonej z obwodu kurskiego) oraz 56 dronami Shahed 136/131 i innymi nieznanego typu (z Kurska, Orła i Primorsko-Achtarska). Ukraińska obrona przeciwlotnicza zestrzeliła 22 drony w obwodach sumskim, kijowskim, połtawskim, czernihowskim, żytomierskim, mikołajowskim, czerkaskim, odeskim i tarnopolskim, dwa poleciały w kierunku Białorusi, a kolejne 27 zaginęło na Ukrainie. Według doniesień drony przeprowadziły pięć ataków na infrastrukturę w obszarze linii frontu. Gubernator Serhij Łysak poinformował, że wojska rosyjskie ostrzelały Marganiec w obwodzie dniepropetrowskim za pomocą artylerii, w wyniku czego doszło do zniszczeń, a trzech lokalnych mieszkańców w wieku 47, 56 i 68 lat zostało rannych. Podczas ataku zostały uszkodzone domy prywatne, budynki gospodarcze, samochody i komunikacja.
Prezydent Wołodymyr Zełenski spotkał się z premierem Grecji Kiriakosem Mitsotakisem, z którym podpisał dwustronne porozumienie o bezpieczeństwie. Grecja zapewni dodatkowe środki w celu przyspieszenia szkolenia ukraińskich pilotów i techników w zakresie obsługi myśliwców F-16. Niemcy i Holandia przedstawiły nowe pakiety pomocy wojskowej, które zostały już dostarczone lub wkrótce zostaną dostarczone na Ukrainę. Holandia podała, że zamówiła dla Ukrainy sześć samobieżnych haubic DITA z Czech oraz nieujawnioną liczbę pocisków artyleryjskich 152 mm. Z kolei Niemcy przekazały nowy pakiet sprzętu wojskowego, który obejmował osiem czołgów Leopard 1A5, 20 bojowych wozów piechoty Marder 1, cztery pojazdy MRAP, systemy obrony powietrznej IRIS-T SLM i SLS, sześć samobieżnych haubic Panzerhaubitze 2000, a także drony rozpoznawcze, sprzęt do rozminowywania i dziesiątki tys. szt. pocisków artyleryjskich i innej amunicji. Premier Dick Schoof zapowiedział, że Holandia przeznaczy dodatkowo 271 mln euro na pociski artyleryjskie dla Ukrainy.
Minister spraw zagranicznych Espen Barth Eide powiedział, że Norwegia przeznaczy 250 milionów euro na odbudowę infrastruktury energetycznej Ukrainy. Premier Denys Szmyhal po spotkaniu z premierem Ignazio Cassisem powiedział, że Szwajcaria ogłosiła plany przeznaczenia do 2036 roku 5,8 miliarda dolarów na odbudowę Ukrainy.
Prezydent Zełenski powiedział, że Rosja planuje „faktycznie zaangażować” Koreę Północną w wojnę w nadchodzących miesiącach, w związku z tym planuje nie tylko szkolenie północnokoreańskiej piechoty, ale także przeszkolenie oficerów i innego personelu wojskowego. Według niego Korea Północna przygotowywała się do wysłania ok. 10 tys. żołnierzy, aby wesprzeć Rosję w wojnie z Ukrainą, dodając, że według wywiadu część północnokoreańskich oficerów przebywało już na okupowanych terytoriach Ukrainy i dołączyła do armii rosyjskiej, jednak ich liczba nie była znana.
Na szczycie Unii Europejskiej prezydent Zełenski powiedział szefom rządów UE, nawiązując do przedstawionego dzień wcześniej „Planu Zwycięstwa”, że jeśli Ukraina nie będzie mogła stać się częścią NATO, uzbroi się w broń nuklearną. Zełenski oświadczył także, że Ukraina wolałaby raczej przystąpić do NATO, niż ponownie zdobywać broń nuklearną. Prawo międzynarodowe pozwala jej na to trzy miesiące po publicznie ogłoszonym i uzasadnionym wycofaniu się z Układu o nierozprzestrzenianiu broni jądrowej. Później podczas wspólnej konferencji prasowej z Sekretarzem Generalnym NATO Markiem Rutte Zełenski zrewidował swoje twierdzenia i dał jasno do zrozumienia, że Ukraina nie poszukuje broni nuklearnej. Z kolei prezydent Władimir Putin zagroził, że jego kraj podejmie „właściwą reakcję”, jeśli rząd ukraiński podejmie „kroki” w kierunku zbrojenia nuklearnego.
Niezależna Komisja Antykorupcyjna Ukrainy (NAKO) podała w swoim raporcie, że północnokoreański pocisk KN-23/24, wystrzelony przez Rosję na Ukrainę we wrześniu 2024 roku i znaleziony w pobliżu wiosek Myrne i Bilyky w obwodzie połtawskim, zawierał komponenty wyprodukowane przez co najmniej dziewięciu zachodnich producentów, w tym firmy ze Stanów Zjednoczonych, Szwajcarii, Wielkiej Brytanii i Holandii. 

### 18 października
Potwierdzono, że siły rosyjskie zajęły Nelipiwkę, na południowy zachód od Torećka. Wywiad ukraiński poinformował, że siły ukraińskie wyzwoliły i „oczyściły” wieś Kruhliakiwka w obwodzie charkowskim z rosyjskich żołnierzy. Operacja była prowadzona od 7 do 14 października br. przez siły specjalne jednostki Bratstvo przy wsparciu 77 Samodzielnej Brygady Lotnictwa Mobilnego. Według wywiadu Rosja straciła ponad pluton piechoty (ok. 15–45 żołnierzy), a siły ukraińskie schwytały rosyjskich jeńców, otrzymując „ważne dane wywiadowcze”. Wojska rosyjskie wkroczyły do południowo-zachodniej Kruhlakiwki, przeprowadzając atak zmechanizowany. Rzecznik ukraińskiej 24 Samodzielnej Brygady Zmechanizowanej Andrij Połuchin oświadczył, że sytuacja w Czasiw Jarze nadal była „trudna” i miała tendencję do pogarszania się, jednocześnie nie potwierdzając ataku wojsk rosyjskich, gdyż mogły mieć one charakter tymczasowy. Stwierdził, że: „Siły ukraińskie kontrolowały szlaki logistyczne, niszczyły sprzęt armii rosyjskiej i uderzały we wszystko, co zbliżało się do pozycji”. Dodał także, że zdarzały się przypadki, gdy wojska rosyjskie próbowały przekroczyć kanał Doniec-Donbas; „Wróg może przeskoczyć kanał, na jedną, dwie, trzy pozycje i na tym się skończy. Pomoc nie nadchodzi, ponieważ nasi ludzie zaczynają pracować nad wszystkim, co zbliża się do naszych pozycji”.
W ocenie ISW siły rosyjskie wydawały się dalej nasilać aktywność zmechanizowaną w zachodnim obwodzie donieckim pośród pierwszych doniesień o rozpoczęciu jesiennych błotnistych warunków gruntowych. Wojska rosyjskie posunęły się naprzód w obwodzie kurskim oraz w pobliżu Kupiańska, Kreminnej, Kurachowego i Wełykiej Nowosiłki. Brytyjskie MON podało, że Rosjanie nie zaprzestali presji na obwodzie charkowskim, gdzie znajdowali się ok. 20 km na południe od Kupiańska i prawdopodobnie znaleźli się w odległości kilkuset metrów od rzeki Oskoł. Trwające rosyjskie ataki komplikowały ukraińskie operacje na wschodnim brzegu rzeki i Rosja prawdopodobnie poczyni tam dalsze zdobycze terytorialne w najbliższych tygodniach.
Siły Powietrzne Ukrainy podały, że w nocy Rosja zaatakowała Ukrainę przy użyciu 135 dronów Shahed 136/131 i dronów nieznanego typu, wystrzelonych z Kurska, Orła i Primorsko-Achtarska. Ukraińska obrona przeciwlotnicza zniszczyła 80 dronów w obwodach odeskim, sumskim, czerkaskim, kijowskim, żytomierskim, kirowohradzkim, czernihowskim, połtawskim, chmielnickim, rówieńskim, charkowskim, chersońskim, wołyńskim i winnickim, dwa poleciały w kierunku Białorusi, a kolejne 44 zaginęły na Ukrainie. 10 dronów pozostawało przestrzeni powietrznej centralnej Ukrainy. W związku z atakiem dronów Białoruś i Rumunia zostały zmuszone do poderwania myśliwców, chociaż nie zgłoszono zestrzelenia żadnego drona ani uszkodzeń w tych krajach. Podobnie Ukraina nie zgłosiła żadnych ofiar ani uszkodzeń.
Wywiad ukraiński poinformował, że ok. 11:40 rosyjski „zbrodniarz wojenny” major Dmitrij Pierwucha (z 273 Centrum Wywiadu SZ Rosji) zginął w centrum okupowanego Ługańska po tym, jak jego „samochód UAZ Patriot eksplodował”. Rzekomo był zamieszany w zbrodnie wojenne przeciwko Ukrainie. Na okupowanym terytorium Ukrainy zajmował stanowisko tzw. „szefa sztabu ds. służby wojskowej i bezpieczeństwa służby wojskowej”.
Ministerstwo Obrony Danii zapowiedziało 21. pakiet pomocy wojskowej dla Ukrainy o wartości ponad 320 mln euro, który „obejmował m.in. zakup nowego sprzętu dla Ukrainy, dodatkowe środki dla puli przemysłowej i przekazanie sprzętu z rezerw Ministerstwa Obrony”. Rząd Szwajcarii i władze niemieckiego miasta Hamburg przekazały Ukrainie cztery kompleksy rozminowujące GCS-200 oraz 30 wykrywaczy min. Minister obrony Rustem Umierow poinformował, że Szwecja dołączyła do tzw. koalicji IT i wzmacniała wsparcie dla Ukrainy. Deklarację w tej sprawie podpisał minister obrony Pål Jonson. Kanada zapowiedziała pomocy wojskowej o wartości 47 mln dolarów, który będzie obejmował broń strzelecką, amunicję i sprzęt ochronny.
Naczelny dowódca armii ukraińskiej generał Ołeksandr Syrski powiedział, że spotkał się z wyższymi urzędnikami SZ Ukrainy, aby omówić badania nad nową bronią. Podkreślił, że Ukraina była liderem w rozwoju bezzałogowych dronów przechwytujących. Wówczas pracowała nad dronami przechwytującymi inne drony, które w przyszłości zastąpią rakiety przeciwlotnicze w odpowiedzi na rosyjskie ataki dronów.
Szef wywiadu ukraińskiego generał Kyryło Budanow potwierdził, że na wschodzie Rosji szkoliło się wówczas ok. 11 tys. północnokoreańskich żołnierzy piechoty, którzy będą gotowi do walki na Ukrainie 1 listopada 2024 roku, przy użyciu rosyjskiego sprzętu i amunicji. Pierwsza jednostka licząca 2600 żołnierzy została wysłana do obwodu kurskiego. Centrum Łączności Strategicznej i Bezpieczeństwa Informacji opublikowało nagranie przedstawiające wyposażanie północnokoreańskich żołnierzy w rosyjski sprzęt na poligonie w Siergiejewce w Kraju Nadmorskim na Dalekim Wschodzie Rosji. Kancelaria Prezydenta Korei Południowej oświadczyła, że wojska Korei Północnej zostały wysłane do Rosji, co stanowiło poważne zagrożenie dla bezpieczeństwa społeczności międzynarodowej. Wcześniej Narodowa Służba Wywiadu (NIS) podała, Korea Północna rozmieści w Rosji dwie brygady liczące łącznie 12 tys. żołnierzy, w tym także siły specjalne.
Prezydent Wołodymyr Zełenski ogłosił, że Ukraina i Rosja przeprowadziły 58. wymianę jeńców przy pośrednictwie Zjednoczonych Emiratów Arabskich, w wyniku której uwolniono 190 jeńców wojennych (każda ze stron uwolniła 95 jeńców). Wśród uwolnionych znaleźli się m.in. obrońcy Mariupola i Azowstalu oraz ukraiński działacz na rzecz praw człowieka, dziennikarz i żołnierz Maksym Butkiewicz, skazany w Rosji na 13 lat więzienia. Według Komisarza Praw Człowieka Rady Najwyższej Dmytro Lubinetsa od początku inwazji Rosjanie zamordowali co najmniej 102 ukraińskich żołnierzy, którzy poddali się jako jeńcy.

### 19 października
W ocenie ISW wojska rosyjskie wkroczyły w główny ukraiński obszar w obwodzie kurskim oraz zrobili postępy w pobliżu Torećka, Pokrowska i Doniecka. Potwierdzono, że siły rosyjskie przejęły Żełanne Druhe w obwodzie donieckim.
Według Sił Powietrznych Ukrainy wojska rosyjskie zaatakowały terytorium Ukrainy za pomocą sześciu rakiet manewrujących Ch-59/Ch-69 (wystrzelonych z Morza Czarnego) oraz ok. 98 dronów Shahed 136/131 i dronów nieznanego typu (z Kurska, Jejska i Primorsko-Achtarska). Ukraińska obrona przeciwlotnicza zniszczyła cztery rakiety Ch-59/Ch-69 i 42 drony w obwodach odeskim, sumskim, czerkaskim, kijowskim, kirowohradzkim, czernihowskim, połtawskim, mikołajowskim i chersońskim, kolejne 46 zaginęło na Ukrainie. W przestrzeni powietrznej znajdowało kilka dronów. W wyniku rosyjskiego nalotu w Szostce w obwodzie sumskim zginął mężczyzna, a 11 kolejnych osób zostało rannych. Według doniesień rosyjski samolot uderzył w jednostkę ratowniczo-gaśniczą w mieście, częściowo niszcząc budynek. W wyniku nalotu pięciu ratowników zostało rannych. Zniszczona została także część infrastruktury energetycznej, która była wielokrotnie atakowana przez Rosję. Gubernator Ihor Taburets powiedział, że w wyniku ataku rosyjskich dronów zginęła kobieta w rejonie umańskim w obwodzie czerkaskim. W regionie zaatakowano obiekt infrastruktury krytycznej oraz magazyn prywatnego przedsiębiorstwa. Jedna osoba została ranna. Guernator Iwan Fedorow powiedział, że wieczorem siły rosyjskie przeprowadziły trzy naloty na Zaporoże przy użyciu bomb odłamkowo-burzących, w wyniku czego co najmniej 10 osób zostało rannych, w tym dwie dziewczynki w wieku 9 i 13 lat. Podczas ataku doszło do częściowego zniszczenia budynku mieszkalnego oraz zniszczenia pobliskich sklepów, myjni samochodowej, magazynu w centrum handlowym i kilku pojazdów. W Krzywym Rogu w obwodzie dniepropetrowskim doszło do eksplozji, w wyniku której uszkodzony został hotel, sklep, budynek administracyjny, placówka oświatowa i siedem budynków mieszkalnych. Ruch partyzancki „Atesz” ogłosił, że wojska rosyjskie wysadziły most na rzece Konka w okupowanych Oleszkach w obwodzie chersońskim.
Ok. 7:00 rano rosyjskie media poinformowały o eksplozjach podczas ataku dronów na dzielnice wyborską i nadmorską w Petersburgu, gdzie odcięto prąd. Rosyjskie media stwierdziły, że dron został zestrzelony i „nie było żadnego zagrożenia dla ludności”. Rosyjskie i ukraińskie media podały, że zakłady mikroelektroniczne „Kremnij El” (produkujące komponenty m.in. dla systemów Pancyr i Kalibr) w Briańsku stanęły w płomieniach po ataku ukraińskiego drona. Gubernator Aleksandr Bogomaz stwierdził, że doszło do pożaru „budynku niemieszkalnego”, który został on ugaszony przez służby ratunkowe. Nie odnotowano ofiar. Ministerstwo Obrony oświadczyło, że w nocy obrona przeciwlotnicza zestrzeliła 13 dronów nad obwodem briańskim, ok. siedmiu nad obwodem biełgorodzkim i dwa nad obwodem rostowskim. Rano ministerstwo poinformowało o zestrzeleniu kolejnych czterech dronów nad obwodem briańskim.
Minister spraw zagranicznych Jean-Noël Barrot powiedział, że Francja w pełni popiera „Plan Zwycięstwa” Ukrainy. Według niego jego kraj jest gotowy nadal pomagać Ukrainie w walce z rosyjską agresją. Jean-Noël Barro oświadczył także, że Francja przekaże wielozadaniowe myśliwce Mirage 2000 już w 2025 roku oraz przeszkoli pilotów. Ministerstwo Obrony Holandii współpracowało z firmą DeltaQuad w zakresie dostaw dla Ukrainy dronów rozpoznawczych. Ministerstwo Obrony zakupiło od firmy drony o wartości 42,6 mln euro. Ukraina i Niemcy podpisały porozumienie w sprawie natychmiastowych działań wzmacniających ukraiński system przeciwlotniczy. Według ministra Umierowa państwa sygnatariusze wniosą wkład do wspólnych projektów lub sfinansują własne projekty mające na celu wzmocnienie zdolności ukraińskiej obrony powietrznej. Międzynarodowy Fundusz Walutowy zatwierdził piątą rewizję 4-letniego Programu Wzmocnionego Finansowania Ukrainy (EFR), dzięki czemu Ukraina otrzyma nową transzę w wysokości 1,1 miliarda dolarów.
Prezydent Zełenski powiedział, że Ukraina nie chce broni nuklearnej, ale pozostawiła taką opcję otwartą. Ważne jest dla niego, aby został właściwie zrozumiany. Powiedział na szczycie UE: „Albo Ukraina ma broń nuklearną, która służy jako ochrona, albo musi być członkiem sojuszu”. Nigdy też nie mówił o tym, że Ukraina przygotowuje się do budowy broni nuklearnej. Zdaniem Zełenskiego nie ma jednolitego stanowiska w USA, Wielkiej Brytanii, Francji, Włoszech i Niemczech w kwestii użycia broni dalekiego zasięgu przeciwko celom w głębi terytorium Rosji. W dalszym ciągu sprzeciwia się temu głównie niemiecki rząd federalny, który musiałby ostatecznie zatwierdzić dostawę niemieckiej broni średniego i dalekiego zasięgu (Taurus).

### 20 października
Według ISW siły ukraińskie zrobiły postępy się na północ od Sudży, a wojska rosyjskie poczyniły nieznaczne postępy się w pobliżu Torećka i Sełydowego.
Sztab Generalny Ukrainy podał, że Rosja atakowała w kierunkach Charkowa, Kupiańska, Łymanu, Siewierska, Kramatorska, Torećka, Pokrowska, Kurachowego, Wremiwki, Zaporoża i Chersonia, gdzie doszło do 197 starć. W ciągu doby wojska rosyjskie przeprowadziły sześć ataków rakietowych, 78 nalotów, 136 ostrzałów i 1424 ataki dronów na pozycje ukraińskie i obszary zaludnione. Operacja w obwodzie kurskim trwała. W obwodzie kurskim w ciągu ostatniej doby Rosjanie przeprowadzili 41 nalotów, zrzucając 72 bomby lotnicze. Ukraińskie lotnictwo i artyleria przeprowadziły ataki na cztery miejsca koncentracji i systemy przeciwlotnicze, dwa punkty dowodzenia dronów, jeden system przeciwlotniczy i jednostkę artylerii. Prezydent Wołodymyr Zełenski w swoim wieczornym przemówieniu powiedział, że od początku 2024 roku Rosja wystrzeliła łącznie 6130 irańskich dronów Shahed. W ostatnich tygodniach Rosja nasiliła ataki dronów; od początku września codziennie ich celem były miasta na całej Ukrainie. Zełenski stwierdził także, że ostatnio Rosja zmieniła taktykę, aby w swoich atakach używać większej liczby dronów, np. 18 października wykorzystano 129 dronów Shahed.
Siły Powietrzne Ukrainy podały, że w nocy Rosjanie zaatakowali Ukrainę przy użyciu dwóch rakiet balistycznych Iskander-M (wystrzelonych z Krymu) oraz 49 dronów Shahed 136/131 i dronów nieznanego typu (z Jejska i Primorsko-Achtarska). Ukraińska obrona przeciwlotnicza zniszczyła 31 dronów w obwodach winnickim, chmielnickim, żytomierskim, lwowskim, odeskim, sumskim, połtawskim, czerkaskim, kijowskim, mikołajowskim, dniepropetrowskim i donieckim, kolejne 13 zaginęło na Ukrainie. Projekt OSINT Biełaruski Hajun ogłosił, że trzy drony Shahed przeleciały przez terytorium Białorusi. Jeden z nich został zestrzelony przez białoruską obronę przeciwlotniczą na rejonem jelskim w obwodem homelskim.
Policja Narodowa Ukrainy podała, że ok. 22:00 dzielnice mieszkalne i infrastruktura cywilna Charkowa zostały trafione rosyjskim bombami lotniczymi KAB-250. Eksplozje zraniły co najmniej 13 cywilów oraz uszkodziły linie energetyczne, budynki mieszkalne, garaże, stacje benzynowe, domy prywatne i samochody. Mer Ihor Terechow poinformował, że o 23:50 Rosjanie uderzyli Charków za pomocą amunicji hybrydowej „Grim-E1” (hybryda szybującej bomby lotniczej i rakiety), uszkadzając kilka domów prywatnych i samochodów w rejonie nowobawarskim. Nie odnotowano ofiar ani rannych. Gubernator Ołeksandr Wilkul oświadczył, że nocny rosyjski atak rakietowy na Krzywy Róg zranił 17 osób. Podczas ataku uszkodzono 15 budynków, trzy instytucje edukacyjne, trzy budynki administracyjne, siedem firm, hotel, trzy wozy strażackie i 20 samochodów. Sumioblenergo podało, że nad ranem wojska rosyjskie uderzyły w obiekt energetyczny w obwodzie sumskim, w wyniku czego bez prądu pozostały 104 miejscowości, czyli ponad 37 tys. odbiorców. Państwowa Służba Ratunkowa podała, że w obwodzie charkowskim trwała wzmożona ewakuacja mieszkańców hromad Kupiańska, Kindrasziwski, Kuryliwska i Pietropawłowska.
SG Ukrainy poinformował, że w nocy ponad 100 ukraińskich dronów (SBU, wywiadu i Sił Specjalnych) zaatakowało kilka regionów Rosji, w tym Moskwę. Ministerstwo Obrony Rosji stwierdziło, że zestrzelono 110 dronów, w tym jeden w obwodzie moskiewskim, 43 and obwodem kurskim i 27 na obwodem lipieckim. Według doniesień czterech strażaków zostało rannych w Dzierżyńsku w obwodzie niżnonowogrodzkim, gdzie uderzono w „największą rosyjską fabrykę materiałów wybuchowych” J.M. Swierdłowa (ok. 900 od granicy z Ukrainą). Uderzono również w infrastrukturę magazynową na lotnisku Lipieck-2 w obwodzie lipieckim; atak miał na celu składy amunicji, magazyny paliwa i znajdujące się tam samoloty.
Rosyjski pilot bombowca i szef sztabu bazy lotniczej Szajkowka, Dmitrij Golenkow, oskarżony o przeprowadzenie ataków rakietowych na infrastrukturę cywilną na Ukrainie, w tym m.in. na centrum handlowe w Krzemieńczuku w 2022 roku czy na budynek mieszkalny w Dnieprze w 2023 roku, został znaleziony martwy w sadzie jabłkowym w obwodzie briańskim po domniemanym zamachu. Zdjęcia ciała Golenkowa zostały opublikowane przez wywiad ukraiński, jednakże nikt nie wziął odpowiedzialności za zamach. Został zabity młotem, który ukraiński wywiad nazwał „młotem sprawiedliwości”.

### 21 października
Ukraińska Gwardia Narodowa poinformowała, że siły rosyjskie próbowały atakować w rejonie Sełydowego w obwodzie donieckim, okresowo przeprowadzając ataki zmechanizowane w pobliżu miasta, z udziałem od trzech do pięciu pojazdów opancerzonych. Wojska ukraińskie odparły w ciągu ostatniej doby 17 rosyjskich prób szturmu w rejonie Pokrowska.
W opinii ISW wojska ukraińskie posunęły się naprzód w zachodniej części ukraińskiego obszaru w obwodzie kurskim. Siły rosyjskie zrobiły postępy na zachód od Kreminnej, na południowy wschód od Pokrowska i na południowy wschód od Kurachowego; potwierdzono, że Rosjanie zajęli Hrodiwkę, na południowy wschód od Pokrowska. Ponadto siły rosyjskie przeprowadziły kilka zmechanizowanych ataków w kierunku Kurachowego.
Według Sił Powietrznych Ukrainy w nocy Rosja zaatakowała Ukrainę za pomocą pocisku balistycznego Iskander-M, rakiety przeciwradarowej Ch-31P, rakiety przeciwokrętowej Ch-35 oraz 116 dronów Shahed 136/131, wystrzelonych z Rosji. Ukraińska obrona przeciwlotnicza zestrzeliła 59 dronów w obwodach odeskim, mikołajowskim, chersońskim, winnickim, chmielnickim, żytomierskim, kijowskim, sumskim, kirowohradzkim, czerkaskim, czernihowskim i połtawskim, kolejne 45 zaginęło na Ukrainie. W przestrzeni powietrznej nadal znajdowało się do 10 dronów.
Według źródeł ukraińskich co najmniej 17 osób zostało rannych w rosyjskich atakach na Kijów, Charków, Krzywy Róg i obwód lwowski, a w innych miastach uszkodzona została infrastruktura. Rosjanie kilkunastokrotnie ostrzeliwali także rejon nikopolski w obwodzie dniepropetrowskim. W obwodzie kijowskim w wyniku nocnego ataku uszkodzone zostały dwa budynki mieszkalne i jeden dom prywatny, garaż, trzy samochody oraz lokalny targ. Jedna osoba została ranna w Kijowie. W kilku obszarach miasta spadły szczątki zestrzelonych rosyjskich dronów. Rosjanie zaatakowali także obwód odeski rakietami i dronami. „W wyniku wieczornego ataku rakietowego na infrastrukturę portową wybuchł pożar”. W obwodzie sumskim przeprowadzono nalot na infrastrukturę krytyczną w rejonie romeńskim, w wyniku czego kilka miejscowości zostało odciętych od prądu. Nie było informacji o ofiarach. Gubernator Iwan Fedorow powiedział, że nad ranem trzy osoby zginęły, a 16 zostało rannych (w tym siedem w stanie krytycznym) w rosyjskim ataku rakietowym na dzielnicę mieszkalną w Zaporożu. Ponad 30 domów zostało uszkodzonych. P.o. gubernatora Jurij Tretiak podał, że Rosja zaatakowała Kurachowe i Myrnohrad w obwodzie donieckim, zabijając trzy osoby i raniąc dwie osoby. W Myrnohradzie zostały uszkodzone 33 domy i budynki gospodarcze, z kolei w Kurachowem uszkodzony został 5-piętrowy budynek i budynek administracyjny.
Sztab Generalny Ukrainy stwierdził, że w nocy Siły Systemów Bezzałogowych zniszczyły rosyjski system obrony powietrznej Buk-M3 w nieokreślonym miejscu ok. 60 km od linii frontu.
Sekretarz obrony Stanów Zjednoczonych Lloyd Austin odwiedził Kijów oraz ogłosił pakiet pomocy wojskowej dla Ukrainy o wartości 400 milionów dolarów, który obejmował m.in. amunicję do systemów M142 HIMARS, pociski artyleryjskie 155 mm i 105 mm, systemy moździerzowe i pociski 60 mm, 81 mm i 120 mm, broń przeciwpancerną Javelin i AT-4 oraz transportery opancerzone M113 i sprzęt do komunikacji satelitarnej. Ponadto prezydent Wołodymyr Zełenski ogłosił, że USA przeznaczą 800 mln dolarów na finansowanie produkcji dronów na Ukrainie. 
Sekretarz generalny NATO Mark Rutte powiedział po rozmowach z prezydentem Korei Południowej Yoonem Suk-yeolem, że udział wojsk północnokoreańskich w wojnie rosyjsko-ukraińskiej będzie oznaczać „poważną eskalację”. MSZ Korei Południowej wezwała ambasadora Rosji Georgija Zinowjewa, aby formalnie zaprotestować przeciwko rozmieszczeniu północnokoreańskich żołnierzy w Rosji oraz żądając natychmiastowego ich wycofania i zakończenia wszelkiej powiązanej współpracy z KRLD. Podkreślono, że ścisła współpraca wojskowa między Rosją a Koreą Północną wykracza poza transport zaopatrzenia wojskowego do poziomu faktycznych posiłków, stwarzając poważne zagrożenie dla bezpieczeństwa Korei Południowej i społeczności międzynarodowej, a także naruszając liczne rezolucje Rady Bezpieczeństwa ONZ oraz Kartę Narodów Zjednoczonych. Rząd Korei Południowej zdecydowanie potępił nielegalną współpracę rosyjsko-koreańską i podkreślił, że będzie współpracował ze społecznością międzynarodową i podejmie wszelkie możliwe środki, aby zaradzić wszelkim zachowaniom zagrażającym podstawowym interesom bezpieczeństwa Korei Południowej. Ambasador Rosji stwierdził, że współpraca między Rosją a Koreą Północną jest zgodna z prawem i nie jest skierowana przeciwko Korei Południowej. Rzecznik Kremla Dmytrij Pieskow nie zaprzeczył, że do Rosji przerzucono wojska z Korei Północnej w celu dalszej wojny na Ukrainie, lecz nazwał je „sprzecznymi”. 
Południowokoreańska Narodowa Służba Wywiadu podała, że żołnierze północnokoreańscy wysłani do Rosji nie będą walczyć z Ukrainą pod flagą Korei Północnej, lecz otrzymają rosyjskie mundury i fałszywą tożsamość, aby ukryć swoje prawdziwe pochodzenie. Według doniesień MON Ukrainy 15 października br. 18 północnokoreańskich żołnierzy zostało pozostawionych na kilka dni bez jedzenia i instrukcji na swoich pozycjach w lesie niedaleko Kurska przez swoich rosyjskich instruktorów. Opuścili oni pozycje bez pozwolenia w celu poszukiwań rosyjskich stanowisk dowodzenia, a następnie zostali aresztowani przez siły rosyjskie po przejściu ok. 60 km.
Według Organizacji Narodów Zjednoczonych aż 23% obszaru Ukrainy były zaminowane lub skażone niewybuchami. To sprawiało, że był to najbardziej zaminowany kraj na świecie.

### 22 października
Rzecznik 24 Brygady Zmechanizowanej Andrij Połuchin oświadczył, że wojska rosyjskie nie były w stanie zdobyć przyczółka na ukraińskich liniach obronnych w Czasiw Jarze w obwodzie donieckim, stwierdzając, że rosyjskie małe grupy piechoty wkraczały na ukraińską linię obrony, ale nie mogą wyjść, ponieważ były blokowane przez ukraińskie drony. Kilka godzin wcześniej przedstawiciel służby prasowej Iwan Petryczak powiedział, że rosyjskiej armii udało się przełamać obronę, ale nie było żadnych oznak potencjalnej utraty miasta. Opisał sytuację na tym odcinku linii frontu jako „trudną, ale kontrolowaną”. 
Według ISW wojska rosyjskie posunęły się naprzód w obwodzie kurskim oraz w pobliżu Kurachowego i Wuhłedaru.
Siły Powietrzne Ukrainy podały, że armia rosyjska zaatakowała Ukrainę przy wykorzystaniu 60 dronów Shahed 136/131 i dronów nieznanego typu, wystrzelonych z Kurska, Jejska i Primorsko-Achtarska. Ukraińska obrona przeciwlotnicza zniszczyła 42 drony w obwodach sumskim, dniepropetrowskim, czerkaskim, donieckim, zaporoskim, kijowskim, chersońskim i charkowskim, jeden poleciał na Białoruś, trzy kolejne w kierunku Rosji, a kolejne 10 zaginęło na Ukrainie. Jeden dron pozostawał przestrzeni powietrznej Ukrainy. Władze regionalne ogłosiły, że trzy osoby zginęły, w tym jedno dziecko, w rosyjskich atakach dronów na budynki mieszkalne w obwodzie sumskim. Gubernator Wadym Fiłaszkin podał, że rano armia rosyjska zrzuciła bombę lotniczą KAB-250 na 5-piętrowy budynek w Myrnohradzie w obwodzie donieckim, w wyniku czego jedna osoba zginęła, a dwie zostały ranne. Siedem budynków zostało uszkodzonych w różnym stopniu.
Władze rosyjskie stwierdziły, że cztery zakłady przemysłowe, w tym trzy destylarnie alkoholu, zostały zaatakowane przez drony w obwodach tulskim, tambowskim i woroneskim. Nie odnotowano ofiar. Rosyjskie Ministerstwo Obrony oświadczyło, że podczas nocnego ataku zestrzelono 18 dronów nad obwodami briańskim (11), biełgorodzkim (3), kurskim (2), tulskim (1) i orłowskim (1).
Według OSW Rosjanie kontynuowali działania zaczepne w kierunku Kurachowego, zajmując kolejne miejscowości na północ i wschód od niego oraz poszerzając podstawę wyjściową do ataku. Poczynili też postępy na południe od miasta. Po przecięciu przez Rosjan linii kolejowej do Pokrowska główną trasą zaopatrzenia Kurachowego pozostawała droga wiodąca z zachodu. Pogłębiało się oskrzydlenie Sełydowego, które w wyniku dalszych rosyjskich ataków na północ i zachód od niego utraciło swobodę komunikacji z zapleczem. Według doniesień pozycje najeźdźców znajdowały się 1–3 km od dróg łączących je z Pokrowskiem. Rosjanie mieli także ponownie wkroczyć do Sełydowego z północnego wschodu. Siły rosyjskie przełamały obronę przeciwnika na zachód od kanału Doniec–Donbas i wyszły na południowe obrzeża Czasiw Jaru. Nieznaczne postępy poczyniły również w samym mieście i na północ od niego. Rosjanie przerwali także połączenie drogowe i kolejowe wzdłuż rzeki Oskoł na południe od Kupiańska, zajmując część miejscowości Kruhlakiwka. Ukraińcy wciąż bronili dostępu do rzeki i rejonu przeprawy, której opanowanie pozwoliłoby Rosji wyprowadzić uderzenie oskrzydlające Kupiańsk. Ponowne wprowadzenie do obwodu kurskiego elitarnych oddziałów ukraińskiej 47 Brygady Zmechanizowanej powstrzymało atak Rosjan w okolicach Małej Łokni, w rezultacie czego uchroniło siły znajdujące się na północ od niej od okrążenia. Wojska rosyjskie miały jednak odzyskać kontrolę nad następnymi terenami na zachód od drogi Sudża–Korieniewo i na południe od pierwszego z miast.
Rząd brytyjski przekazał Ukrainie 2,26 miliarda funtów, wykorzystując zyski z zamrożonych rosyjskich aktywów przechowywanych w Europie. Wielka Brytania przekaże dodatkowe 120 milionów funtów w ramach Koalicji na rzecz Możliwości Morskich w celu wsparcia Marynarki Wojennej Ukrainy. Parlament Europejski zatwierdził propozycję Komisji Europejskiej dotyczącą udzielenia Ukrainie pożyczki do 35 mld euro w ramach wkładu w inicjatywę G7 i spłaty jej z zysków z zamrożonych rosyjskich aktywów. 
Rząd Korei Południowej ostrzegł Rosję, że może dostarczyć Ukrainie „broń zarówno defensywną, jak i ofensywną”, jeśli północnokoreańscy żołnierze zostaną tam wysłani do walki. Agencja informacyjna Yonhap, powołując się na anonimowe źródła rządowe, podała, że Korea Południowa rozważała wysłanie na Ukrainę personelu wojskowego w celu monitorowania taktyki i zdolności bojowych północnokoreańskich Sił Specjalnych rozmieszczonych w celu wsparcia Rosji. Według doniesień Korea Północna wysłała pilotów do Rosji, aby nauczyli się latać rosyjskimi samolotami bojowymi. Wcześniej południowokoreański urzędnik powiedział, że we wrześniu KRLD wysłała pilotów do Władywostoku, a następnie na początku października wysłała swoje wojska lądowe. 
Prezydent Zełenski podkreślił, że Ukraina oczekuje twardej, merytorycznej reakcji świata, i to nie tylko słownej w związku z informacjami o szkoleniu dwóch jednostek wojskowych z Korei Północnej, z których mogą powstać nawet dwie brygady po 6 tys. ludzi. Szef wywiadu ukraińskiego generał Kyryło Budanow powiedział, że północnokoreański personel wojskowy wysłany do Rosji składał się z trzech generałów i 500 oficerów, a do obwodu kurskiego przybyła grupa zadaniowa licząca 2600 żołnierzy, aby pomóc Rosjanom odeprzeć lokalną armię ukraińską, z kolei pozostali żołnierze przechodzili szkolenie w Kraju Chabarowskim na Dalekim Wschodzie Rosji. KRLD dostarczyło także Rosji 2,8 mln pocisków artyleryjskich i nieznaną liczbę rakiet balistycznych w zamian za pomoc Rosji w unikaniu sankcji oraz rosyjskie wsparcie dla potencjału nuklearnego, w tym małej taktycznej broni nuklearnej i systemów rakietowych wystrzeliwanych z łodzi podwodnych. 
Prezydent Władimir Putin przedłużył termin odbicia przez siły rosyjskie części obwodu kurskiego pod kontrolą Ukrainy z 15 października 2024 roku do 1 lutego 2025 roku. Według doniesień Rosja zgromadziła ponad 40 tys. żołnierzy na operację odzyskania kontroli nad regionem. Sytuacja była bardzo dynamiczna, a miejscowości zmieniały właścicieli w ciągu jednego dnia.
Prezydent Zełenski przewodniczył posiedzeniu RBNiO Ukrainy, podczas którego omówiono kwestię prokuratorów, którzy nielegalnie uzyskali status osoby niepełnosprawnej w celu uniknięcia służby wojskowej i ujawnili wiele „haniebnych” nadużyć. Po spotkaniu ukraiński prokurator generalny Andrij Kostin złożył rezygnację, dziękując prezydentowi i ukraińskiemu parlamentowi za zaufanie oraz wspierając stanowisko prezydenta Zełenskiego, że wszyscy przestępcy ponoszą odpowiedzialność za swoje osobiste czyny, a wszelkie nielegalne decyzje dotyczące rent, emerytur i innych świadczeń należy uchylić. Dyrektor Służby Bezpieczeństwa Narodowego Ukrainy Maliuk powiedział, że Służba Bezpieczeństwa zdemaskowała korupcyjny schemat Komisji Badań Lekarskich, w wyniku którego unieważniono 4106 fałszywych zaświadczeń o niepełnosprawności, a 64 funkcjonariuszom Komisji Badań Lekarskich postawiono zarzuty przestępstwa, a dziewięciu podejrzanych zostało skazanych. Ponadto Zełenski podpisał dekret, mający na celu rozwiązanie do 31 grudnia 2024 roku Komisji Badań Lekarskich, których zadaniem było ustalenie stopnia niepełnosprawności uprawniającego do zwolnienia ze służby wojskowej.
Dyrektor regionalna Funduszu Ludnościowego ONZ dla Europy Wschodniej i Azji Środkowej Florence Bauer powiedziała, że ogółem populacja Ukrainy zmniejszyła się od 2014 roku o ok. 10 milionów (ok. ¼), czego powodem był wyjazd uchodźców (do 6,7 mln osób), spadek liczby urodzeń i umieralność w wyniku działań wojennych.

### 23 października
Ministerstwo Obrony Rosji poinformowało, że wojska rosyjskie zdobyły wieś Izmailiwka, położoną na południowy wschód od Pokrowska. Ponadto Rosja  twierdziła, że zajęto wieś Serebrianka w obwodzie donieckim. Rzecznik Rusłan Muzyczuk powiedział, że w ciągu ostatniej doby żołnierze Gwardii Narodowej Ukrainy odparli 13 rosyjskich ataków w pobliżu Sełydowego w obwodzie donieckim, zabijając lub raniąc w sumie 307 rosyjskich żołnierzy. „To w rzeczywistości trzy kompanie”. Według Gwardii Narodowej Rosja używała znacznej liczby piechoty w pobliżu miasta. Siły ukraińskie zniszczyły również ponad 10 szt. rosyjskiego sprzętu, w tym czołg i pojazdy opancerzone. Rzeczniczka Grupy Operacyjno-Taktycznej „Ługańsk” Anastasija Bobownikova powiedziała, że Ukrainie udało się ustabilizować sytuację w Torećku w obwodzie donieckim, ale armia rosyjska nadal koncentrowała swoje siły we wschodniej części miasta. Stwierdziła, że: „Sytuacja w Torećku jest stosunkowo ustabilizowana. My utrzymujemy teraz niezmienioną linię demarkacyjną. Wróg nadal jest okopany we wschodniej części miasta”, dodając, że „jednak powstrzymujemy ich dalszy postęp i będziemy bronić miasta tak długo, jak to możliwe. I teraz dobrze nam to wychodzi”. Liczba ataków na ten odcinek linii frontu nieznacznie zmalała, co może wskazywać, że wojska rosyjskie zrobiły taktyczną przerwę w działaniach.
W ocenie ISW w ostatnich dniach siły rosyjskie poczyniły znaczące postępy taktyczne w kierunku i wokół Sełydowego, ale widoczne skupienie się rosyjskiego dowództwa na zajęciu miasta odbyło się kosztem zdolności sił rosyjskich do utrzymania znaczącej ofensywy bezpośrednio na Pokrowsku. Wojska ukraińskie i rosyjskie posunęły się naprzód w obwodzie kurskim. Siły rosyjskie zrobiły postępy w pobliżu Kupiańska, Pokrowska i Wuhłedaru.
Według ukraińskich Sił Powietrznych w nocy Rosja zaatakowała Ukrainę przy użyciu 81 dronów Shahed 136/131, wystrzelonych z Primorsko-Achtarska i Kurska oraz Odessę za pomocą rakiety przeciwradarowej Ch-31P (znad Morza Czarnego). Ukraińska obrona przeciwlotnicza zniszczyła 57 dronów w obwodach odeskim, mikołajowskim, winnickim, sumskim, czerkaskim, chmielnickim, tarnopolskim, kirowogradzkim, kijowskim, połtawskim, czernihowskim i charkowskim, kolejne 15 zaginęło na Ukrainie. W przestrzeni powietrznej Ukrainy pozostawało do 9 dronów. Gubernator Ołeksandr Prokudin poinformował, że Rosjanie uderzyli w przystanek transportu publicznego w Chersoniu, a także zaatakowali dronami kilka miejscowości w regionie, raniąc trzy kobiety. Służba prasowa Czerwonego Krzyża oświadczyła, że „w wyniku rosyjskiego ostrzału Kurachowego w obwodzie donieckim zniszczeniu uległ budynek kultury, w którym mieściła się siedziba okręgowej organizacji Ukraińskiego Czerwonego Krzyża. Zniszczono majątek techniczny i materialny organizacji”. W wyniku ataku pracownicy i wolontariusze nie odnieśli obrażeń. Członkowie Sztabu Koordynującego ds. Obowiązkowej Ewakuacji Ludności w stanie wojennym na posiedzeniu zatwierdzili projekt zarządzenia gubernatora obwodu charkowskiego i ogłosili decyzję o przymusowej ewakuacji dzieci i ich rodzin ze wsi Borowa w rejonie iziumskim.
Minister obrony Sébastien Lecornu, ogłosił, że Francja wyśle na Ukrainę pierwszą partię trzech samolotów Mirage 2000-5 w pierwszym kwartale 2025 roku. Czas dostawy uwzględnia czas potrzebny na przeszkolenie ukraińskich pilotów i mechaników oraz przygotowanie myśliwców. Samoloty będą zdolne do przenoszenia pocisków manewrujących powietrze-ziemia SCALP EG i AASM Hammer oraz będą miały wzmocnione systemy walki elektronicznej. Królewskie Siły Powietrzne poinformowały, że kolejna grupa ukraińskich wojskowych ukończyła podstawowe szkolenie lotnicze dla myśliwców F-16 w Wielkiej Brytanii. Wedługpodsekretarza stanu ds. sił zbrojnych Luke'a Pollarda brytyjscy instruktorzy przeszkolili dotychczas łącznie 200 ukraińskich pilotów.
Rząd Stanów Zjednoczonych sfinalizował swój wkład w wysokości 20 miliardów dolarów do pożyczki grupy G7 w wysokości 50 miliardów dolarów dla Ukrainy, która ma zostać spłacona przy wykorzystaniu zysków z zamrożonych aktywów rosyjskich. Premier Denys Szmyhal powiedział, że po pomyślnym zakończeniu piątej rewizji programu Ukraina otrzymała z Międzynarodowego Funduszu Walutowego prawie 1,1 miliarda dolarów środków, które zostaną przeznaczone na pokrycie ważnych pozamilitarnych wydatków budżetowych.
Sekretarz obrony USA Lloyd Austin powiedział, że istnieją dowody na to, że wojska północnokoreańskie przebywają w Rosji.
Zastępca ministra obrony generał porucznik Iwan Hawryluk stwierdził, że stosunek rosyjskiego i ukraińskiego ostrzału artyleryjskiego spadł wówczas „ok. 1:2 na korzyść sił rosyjskich”, co było znaczącą redukcją z 1:7 lub 1:8 na początku 2024 roku i z 1:3 na początku lata 2024 roku.
Ukraińska prawda, powołując się na Ministerstwo Obrony Ukrainy, podało, że Roman Hladki został odwołany ze stanowiska szefa sztabu Sił Systemów Bezzałogowych po tym, jak dochodzenie SBU wykazało, że jego „dalsza kadencja na stanowisku (...) jest nie do utrzymania”.

### 24 października
Według doniesień armia rosyjska zajęła wieś Nowosadowe, położoną na północny zachód od Kreminnej w obwodzie ługańskim.
Armia ukraińska podała, że siły rosyjskie poczyniły znaczące postępy w strategicznym mieście Sełydowe. Przewidywano, że może ono zostać zdobyte w ciągu kilku dni. Rzecznik Gwardii Narodowej Ukrainy Rusłan Muzyczuk powiedział, że wojska rosyjskie próbują utworzyć przeprawy w pobliżu rzeki Oskoł, aby posuwać się w kierunku Kupiańska w obwodzie charkowskim; „Wróg koncentruje teraz swoje główne wysiłki również na dotarciu do... rzeki Oskoł. W pobliżu rzeki wróg próbuje ustawić przeprawy”. W rejonie kupiańskim wojska rosyjskie zwiększyły ostatnio użycie pojazdów opancerzonych. Donoszono o aktywnych działaniach wojennych w okolicach Tabajiwki, Piszczane i Kolisnykiwki.
W ocenie ISW wojska ukraińskie posunęły się naprzód w obwodzie kurskim oraz w pobliżu Torećka i Pokrowska, z kolei siły rosyjskie poczyniły postępy w pobliżu Kreminnej i Siewierska. Brytyjskie MON podało, że wojska rosyjskie niemal na pewno weszły do Sełydowego, niedaleko Pokrowska, który jest ważnym ukraińskim węzłem logistycznym, choć w centrum miasta nadal toczyły się walki. Sełydowe jest ostatnim znaczącym obszarem zabudowanym na południowej flance Pokrowska i ostatnią miejscowością na drodze E50, która prowadzi do tego miasta. Od początku października tempo postępu rosyjskich wojsk na drodze do Pokrowska znacząco zwolniło i pozostawały one w odległości ok. 7 km od miasta. W ostatnim czasie wojska rosyjskie skierowały swoje siły na południową część tej osi, chcąc zająć Sełydowe i częściowo okrążyć Pokrowsk.
Według Sił Powietrznych Ukrainy w nocy Rosjanie zaatakowali Ukrainę za pomocą dwóch rakiet manewrujących Ch-22 (wystrzelonych z samolotów Tu-22M3 nad Morzem Czarnym), dwóch rakiet manewrujących Ch-59 (z obwodu briańskiego) oraz 50 dronów Shahed 136/131 i dronów nieznanego typu (z Orła, Kurska i Krymu). Ukraińska obrona przeciwlotnicza zestrzeliła 40 dronów w obwodach odeskim, mikołajowskim, dniepropetrowskim, winnickim, żytomierskim, chmielnickim, czerkaskim, kirowogradzkim, kijowskim, połtawskim i czernihowskim, dwa poleciały w kierunku Rosji i Białorusi, a kolejne siedem zaginęło na Ukrainie. Jeden dron pozostawał w przestrzeni powietrznej Ukrainy. Z kolei rosyjskie rakiety nie osiągnęły celów. W wyniku spadających szczątków zestrzelonych rosyjskich dronów w obwodzie kijowskim uszkodzony został transformator i okna w budynkach dwóch przedsiębiorstw. Rumuńskie Siły Powietrzne wysłały F-16, aby przechwycić dwa cele, opisane jako „najpewniej oddzielne drony”, które wleciały w rumuńską przestrzeń powietrzną w pobliżu Konstancy i Tulczy, w pobliżu granicy z Ukrainą. Rumuński radar stracił kontakt z obiektami, zanim mogły zostać przechwycone.
Gubernator Ołeh Siniehubow powiedział, że jedna osoba zginęła, a co najmniej 11 zostało rannych w rosyjskim ataku lotniczym na Kupiańsk w obwodzie charkowskim. Atak miał miejsce w pobliżu sklepu i lokalnego targu, częściowo niszcząc 2-piętrowy budynek handlowy i uszkadzając 12 straganów. Gubernator Wadym Fiłaszkin podał, że wojska rosyjskie uderzyły we wsie Zełene i Daszenśke  w obwodzie donieckim, w wyniku czego trzy osoby zginęły, a cztery domy zostały uszkodzone. Gubernator Ołeksandr Prokudin poinformował, że Rosjanie ostrzeliwali wieś Wieletenśke w obwodzie chersońskim, w wyniku czego 62-letni mężczyzna został ranny.
Według kanału na Telegramie „Crimean Wind” w nocy ukraińskie drony zaatakowały mobilną stację radarową rosyjskiej 31 Dywizji Obrony Powietrznej, zlokalizowaną w pobliżu wsi Ołeniwka na okupowanym Krymie. Jeden z dronów eksplodował, uszkadzając stację radarową.
Według ukraińskiego wywiadu do Rosji skierowano pierwsze oddziały żołnierzy z Korei Północnej, którzy według Narodowej Służby Wywiadu (NIS) otrzymali fałszywe rosyjskie paszporty lub dokumenty tożsamości oraz mundury. Od 23 października br. przebywali w obwodzie kurskim. Według NIS do Rosji przybyło dotychczas 3 tys. północnokoreańskich żołnierzy. Prezydent Korei Południowej Yoon Suk-yeol powiedział, że „jeśli Korea Północna wyśle do Rosji siły specjalne w celu wzięcia udziału w wojnie na Ukrainie, zapewnimy Ukrainie krok po kroku wsparcie i rozważymy podjęcie niezbędnych działań dla bezpieczeństwa Półwyspu Koreańskiego”, dodając, że „przestrzegaliśmy zasady, aby nie dostarczać bezpośrednio śmiercionośnej broni, ale możemy to zweryfikować w bardziej elastyczny sposób, w zależności od działań wojskowych Korei Północnej”.
Po spotkaniu w Berlinie z kanclerzem Olafem Scholzem prezydent Słowacji Peter Pellegrini powiedział, że natychmiastowe przystąpienie Ukrainy do NATO jest „nierealistyczne”, dodając, że: „Uzgodniliśmy z kanclerzem, że dzisiaj kwestia akcesji Ukrainy nie jest i nie może być omawiana”. Później tego samego dnia w wywiadzie dla niemieckiego ZDF Scholz odrzucił ukraińskie apele o natychmiastowe zaproszenie do NATO, stwierdzając, że „kraj będący w stanie wojny absolutnie nie może zostać członkiem NATO”.

### 25 października
Serwis Meduza poinformował, że rezerwy SZ Ukrainy, w tym 47 Oddzielna Brygada Zmechanizowana, przez kilka dni atakowały wsie Zielonyj Szlach i  Nowoiwanowkę w kierunku Korieniewa i Olgowki. W atakach wykorzystano czołgi M1 Abrams i bojowe wozy piechoty M2 Bradley. W wyniku starć obie miejscowości pozostały pod kontrolą sił rosyjskich. Naczelny dowódca armii ukraińskiej generał Ołeksandr Syrski oświadczył od pierwszych dni najazdu na obwód kurski siły ukraińskie zabiły 6662 żołnierzy rosyjskich, 10 446 zostało rannych, a 711 wzięto do niewoli. Syrski odrzucił także twierdzenia prezydenta Putina przedstawione podczas szczytu BRICS w Kazaniu, jakoby w obwodzie kurskim odcięto ok. 2 tys. żołnierzy ukraińskich, stwierdzając, że: „To jawna dezinformacja, która nie odzwierciedla rzeczywistej sytuacji”. „Oddziały ukraińskie kontynuowały aktywne działania w kierunku Kurska, niszcząc potencjał bojowy wroga trzeci miesiąc z rzędu”.
Według ISW wojska ukraińskie posunęły się naprzód w pobliżu wsi Borki w obwodzie kurskim i odzyskały utracone terytorium w pobliżu Czasiw Jaru i Torećka. Siły rosyjskie zrobiły postępy w pobliżu Siewierska, Pokrowska i odzyskały terytorium w pobliżu Obuchowki w obwodzie kurskim.
Mer Kijowa Witalij Kłyczko powiedział, że w nocy rosyjski dron kamikadze uderzył w 25-piętrowy budynek mieszkalny w rejonie sołomiańskim, zabijając 15-letnią dziewczynę i raniąc pięć osób. Według DSNS atak uszkodził kilka mieszkań na 17., 18. i 19. piętrze, a 100 osób zostało ewakuowanych z budynku. W wyniku ataku na wyższych piętrach budynku wybuchł pożar.
Sztab Generalny Ukrainy poinformował, że w nocy Siły Systemów Bezzałogowych zaatakowały system rakiet przeciwlotniczych Buk-M3 i zniszczyły stację radarową 9S36 Buk-M2 w okupowanym obwodzie ługańskim, kilkadziesiąt kilometrów od linii frontu.
Niemiecki producent broni Rheinmetall oświadczył, że do końca III kwartału 2024 roku dostarczy Ukrainie 20 bojowych wozów piechoty Marder 1A3, które zostały zamówione przez rząd niemiecki i sfinansowane w wysokości „dwucyfrowej kwoty miliona euro”.
Prezydent Wołodymyr Zełenski, powołując się na raporty wywiadu, poinformował, że Rosja planuje wysłać pierwszych żołnierzy z Korei Północnej do strefy walk w dniach 27–28 października 2024 roku, nazywając to „oczywistym krokiem w kierunku eskalacji”, kontrastującym z „dezinformacją, jaką usłyszeliśmy w ostatnich dniach z Kremla”. Wywiad ukraiński, powołując się na przechwyconą rozmowę pomiędzy członkami rosyjskiej brygady w obwodzie kurskim, podał, że Rosja planuje przydzielić jednego tłumacza na każdych 30 żołnierzy północnokoreańskich, aby zapewnić lepszą koordynację z oddziałami rosyjskimi na polu bitwy. Według HUR w przechwyconych rozmowach armia rosyjska nazywała północnokoreańskich żołnierzy „batalionem K”. Oprócz tłumacza do każdej grupy zostanie przydzielonych trzech żołnierzy rosyjskich. 
Minister obrony Ruben Brekelmans powiedział, że holenderski wywiad potwierdził, że Rosja wysłała co najmniej 1500 żołnierzy z Korei Północnej, aby przyłączyli się do wojny przeciwko Ukrainie, dodając, że: „Oczekujemy, że wojska zostaną rozmieszczone głównie w Kursku i będą się składać głównie z jednostek specjalnych armii północnokoreańskiej”. Brekelmans nazwał to posunięcie „wyraźną eskalacją” i stwierdził, że Zachód musi przedstawić „odpowiednią reakcję”. Szef MSZ KRLD Kim Jong-gyu stwierdził, że jakakolwiek decyzja o wysłaniu wojsk w celu wsparcia wojny Rosji z Ukrainą będzie zgodna z prawem międzynarodowym, jednak nie potwierdził rozmieszczenia wojsk północnokoreańskich. Prezydent Władimir Putin powiedział, że jakiekolwiek ewentualne rozmieszczenie wojsk północnokoreańskich w celu pomocy Rosji w wojnie z Ukrainą będzie „suwerenną decyzją” Rosji i KRLD.
Zastępca dowódcy Centrum Wywiadu Estońskich Sił Obronnych podpułkownik Janek Kesselman, powiedział, że liczba rosyjskich ofiar w październiku 2024 roku może osiągnąć ok. 40 tys. Październik był jednym z miesięcy, w których Rosja poniosła największe straty. Armia rosyjska w dalszym ciągu postępowała naprzód na linii frontu, a ataki były wówczas skoncentrowane wokół Zełenego i Kurachowego w rejonie pokrowskim w obwodzie donieckim.
Prezydent Zełenski podpisał ustawę zezwalającą zagranicznym ochotnikom walczącym w Międzynarodowym Legionie Ukrainy na służbę jako oficerowie.

### 26 października
W opinii ISW siły rosyjskie posunęły się naprzód w rejonie głuszkowskim w obwodzie kurskim oraz w pobliżu Pokrowska i Wuhłedaru. Źródła rosyjskie twierdziły, że miejscowości Oleksandropil i Hirnyk w obwodzie donieckim zostały zajęte przez Rosję. Ponadto rosyjskie dowództwo podobno nadal wysyłało specjalistów wojskowych do operacji szturmowych i ponosiło niepotrzebne straty, prawdopodobnie w celu scentralizowania kontroli nad siłami rosyjskimi i utrzymania tempa rosyjskich ofensyw na całej linii frontu.
Siły Powietrzne Ukrainy oświadczyły, że Rosjanie zaatakowali terytorium Ukrainy za pomocą trzech rakiet balistycznych Iskander-M/KN-23 (wystrzelonych z Krymu), dwóch rakiet manewrujących Ch-59 (z obwodu briańskiego), dwóch rakiet nieznanego typu (z obwodu biełgorodzkiego) i 91 dronów Shahed 136/131 (z Kurska i Orła). Ukraińska obrona przeciwlotnicza zniszczyła 44 drony w obwodach kirowohradzkim, sumskim, czernihowskim, kijowskim, czerkaskim, winnickim, żytomierskim, chmielnickim i kurskim, jeden poleciał w kierunku Białorusi, a 44 kolejne zaginęły na Ukrainie. Jeden dron pozostawał w przestrzeni powietrznej Ukrainy.
Gubernator Serhij Łysak poinformował, że późnym wieczorem pięć osób zginęło, a 21 zostało rannych, w tym dzieci, w rosyjskim ataku rakietowym na Dniepr. Podczas ataku został zniszczony 2-piętrowy budynek mieszkalny i garaż oraz zostało uszkodzonych 13 budynków mieszkalnych, dwa domy prywatne, a także 30 samochodów i budynki szpitala Miecznikowa, który jest kluczowym szpitalem do leczenia żołnierzy. W wyniku ataku rosyjskich dronów wybuchły pożary w obwodzie kijowskim. Państwowa Służba Ratunkowa podała, że jedno dziecko zostało ranne. W rejonie boryspolskim został uszkodzony prywatny budynek mieszkalny, garaż oraz zostały wybite okna w 2-piętrowym akademiku; dziecko urodzone w 2011 roku zostało ranne. Na dachu domu w rejonie obuchowskim wybuchł pożar. Gubernator Ołeh Siniehubow oświadczył, że ok. 11:40 65-letni mężczyzna zginął w wyniku rosyjskiego ostrzału wsi Radkowe w rejonie czuhujewskim. Rosjanie zaatakowali także rejony charkowski, iziumski i kupiański, uszkadzając zabudowę mieszkaniową.
Według doniesień Rosja straciła dwa helikoptery w wyniku wypadków. Śmigłowiec Mi-2 „twardo wylądował” w lesie w pobliżu wsi Belejenki w obwodzie kirowskim, w rezultacie czego zginęły cztery osoby, w tym pilot, lekarz i dwóch ratowników medycznych. Do kolejnego wypadku doszło w Cieśninie Kerczeńskiej. Rosyjski bloger wojenny „Fighterbomber” początkowo napisał, że rzekomo rozbił się wojskowy helikopter Ka-27, potem zmienił to na Ka-52, a następnie podał, że: „Typ helikoptera nadal jest niejasny”.
Dyrektor generalny Armin Papperger powiedział, że Rheinmetall zbuduje na Ukrainie łącznie cztery zakłady produkujące broń, z których jeden już działa, a drugi jest w budowie, natomiast później powstaną fabryki prochu i fabryki amunicji; „Pierwsza fabryka już działa. Naszym partnerem jest ukraiński przemysł obronny. Teraz mamy zakład produkcyjny i zakład usługowy. Do końca roku będziemy już mieli na Ukrainie pierwszy ultranowoczesny bojowy wóz piechoty Lynx. W tej chwili serwisujemy bojowe wozy piechoty, ale także czołgi podstawowe”.
Podczas wieczornego przemówienia prezydent Wołodymyr Zełenski ostrzegł, że w nadchodzących dniach na linii frontu mogą pojawić się wojska północnokoreańskie, walczące u boku sił rosyjskich; „[Rosja] coraz bardziej angażuje Koreę Północną jako sojusznika i lada dzień jej żołnierze mogą pojawić się na polu bitwy walcząc z Ukrainą. Ukraina będzie zmuszona faktycznie walczyć z Koreą Północną w Europie”.

### 27 października
Rzecznik Południowych Sił Obronnych Władysław Wołoszyn powiedział, że siły ukraińskie nadal utrzymywały wszystkie dominujące wzniesienia w pobliżu Łewadnego w obwodzie zaporoskim i próbowały odzyskać swoje pozycje. Dodał, że wojska rosyjskie skoncentrowały duże siły w tym sektorze, osiągając „częściowy sukces” i wbijając klin w obronę Ukrainy.
W ocenie ISW gospodarka i wysiłki wojenne Rosji znajdowały się pod coraz większym obciążeniem, co będzie stanowić coraz poważniejsze wyzwanie dla prezydenta Putina do kontynuowania wojny w dłuższej perspektywie czasu. Według materiałów geolokalizowanych siły ukraińskie posunęły się naprzód w obwodzie kurskim na wschód od Korieniewa i na wschód od Sudży, a wojska rosyjskie posunęły się na północny wschód od Sudży. Oficjalne źródła rosyjskie donosiły, że armia ukraińska zrobiła postępy na południowy wschód od Korieniewa w rejonie miejscowości Zielonyj Szlach, Nowoiwanowka, Darjino, Niżnij Klin, Pogrebok i Nikołajewo-Darjino oraz na południowy wschód od Sudży w poblżu Plechowa. Wojska rosyjskie poczyniły postępy w pobliżu Sełydowego i na północny zachód od Wuhłedaru. Potwierdzono, że Rosjanie zajęli centrum Sełydowego. Niektóre źródła rosyjskie twierdziły, że wojska rosyjskie wkroczyły do Wysznewe, jednak ISW nie potwierdziło tych doniesień.
Brytyjskie Ministerstwo Obrony poinformowało, że Rosjanie poczynili postępy w Czasiw Jarze, prawdopodobnie przekraczając kanał w jego południowej części i podchodząc do granic miejscowości. Wojska rosyjskie prawdopodobnie poczyniły ograniczone postępy w środkowej części dzielnicy znajdującej się po wschodniej stronie kanału, przechodząc na jego zachodnią stronę, ale północna i środkowa część tej dzielnicy nadal były terenem zaciętych walk i siły rosyjskie nie były w stanie umocnić się na pozycjach na tym obszarze.
Według Sił Powietrznych Ukrainy w nocy Rosja zaatakowała Ukrainę przy użyciu 80 dronów Shahed 136/131. Ukraińska obrona przeciwlotnicza zniszczyła 41 dronów w obwodach odeskim, mikołajowskim, chersońskim, kijowskim, sumskim, kirowohradzkim, czerkaskim, żytomierskim, chmielnickim i czernihowskim, z czego większość dronów zestrzelono w obwodach odeskim i kijowskim, jeden poleciał w kierunku Białorusi, a kolejne 32 zaginęły na Ukrainie. Administracja wojskowa podała, że wojska rosyjskie przeprowadziły atak przy pomocy drona Shahed na obiekty energetyczne w rejonie romeńskim w obwodzie sumskim. 
Gubernator Ołeksandr Prokudin poinformował, że co najmniej pięciu cywilów zginęło, a czterech zostało rannych w rosyjskich atakach w południowym obwodzie chersońskim. Starszy mężczyzna zginął, gdy dron zrzucił na niego ładunki wybuchowe, a inni zginęli od ognia artyleryjskiego. Prokuratura regionalna poinformowała, że siły rosyjskie w Sełydowem w obwodzie donieckim prawdopodobnie otworzyli ogień do cywilów, zabijając co najmniej dwie kobiety i raniąc kolejną osobę. Państwowa Służba Ratunkowa podała, że w nocy siły rosyjskie zaatakowały dom w rejonie chołodnohirskim w Charkowie. Do uderzenia doszło pomiędzy 8. a 9. piętrem, wyniku czego siedem osób zostało rannych. Później Rosjanie uderzyli w rejony szewczenkowski i Sałtiwski w Charkowie oraz w Czuhujew w obwodzie charkowskim, gdzie kolejne 14 osób zostało rannych.
Gubernator Maksym Jegorow stwierdził, że ok. 0:40 czasu lokalnego wyniku ataku drona doszło do pożaru obiektów naftowych w rejonie miczuryńskim w obwodzie tambowskim. Kanał na Telegraie „Astra” podał, że pożar wybuchł w stacji kontrolnej Transnieft Drużba w wiosce Nowonikolskoje. Ministerstwo Obrony Rosji poinformowało, że w nocy obrona przeciwlotnicza zestrzeliła ok. 50 ukraińskich dronów w obwodach tambowskim (18), biełgorodzkim (16), briańskim (4), lipieckim (4), orłowskim (4), woroneskim (3), kurskim (1) oraz Morzem Azowskim (3).
Prezydent Wołodymyr Zełenski ponownie zwrócił się do zachodnich sojuszników o pomoc dotyczącą obrony powietrznej po kolejnym tygodniu rosyjskich nalotów Ukrainę. Według niego w zeszłym tygodniu doszło do ponad 1100 ataków z użyciem bomb szybujących i ponad 560 ataków z użyciem dronów. Rosjanie wystrzelili także w kierunku Ukrainy ok. 20 rakiet i pocisków manewrujących.

### 28 października
Ukraiński projekt DeepState początkowo twierdził, że siły rosyjskie kontrolowały znaczną częścią Sełydowego, jednak rankiem całe miasto nie zostało zajęte. DeepState opublikowało nagranie przedstawiające rosyjski personel wojskowy w budynku administracji miejskiej. Serwis „Agentstvo” na podstawie analizy danych z DeepState podał, że w ciągu ostatniego tygodnia armia rosyjska zajęła prawie 200 km², w tym 63,27 km² w rejonie Pokrowska, 94,61 km² w rejonie Wuhłedaru i 38,25 km² w rejonie Swatowego, co oznaczało najszybsze tempo natarcia wojsk rosyjskich od początku 2024 roku.
W opinii ISW siły rosyjskie zrobiły nieznaczne postępy w pobliżu Kupiańska, na południowy wschód od Pokrowska i na południowy zachód od Doniecka. Według materiałów geolokalizowanych wojska rosyjskie posunęły się na północ od Sełydowego, a także w kierunku centrum wsi Wisznewe.
Siły Powietrzne Ukrainy podały, że wojska rosyjskie zaatakowały Ukrainę przy użyciu 100 dronów Shahed 136/131 i dronów nieznanego typu, wystrzelonych z Kurska, Orła i Primorsko-Achtarska. Ukraińska obrona przeciwlotnicza zestrzeliła 66 dronów w obwodach sumskim, charkowskim, mikołajowskim, kirowohradzkim, chmielnickim, żytomierskim, czernihowskim, połtawskim, kijowskim, rówieńskim, tarnopolskim, dniepropietrowskim i czerkaskim, z czego większość w obwodach kijowskim, czerkaskim i chmielnickim. Cztery drony poleciały w kierunku Rosji i Białorusi, a kolejne 24 zaginęły na Ukrainie. Doszło do kilku trafień w infrastrukturę cywilną. W nocy Rosjanie przeprowadzili atak dronami Shahed na obiekty energetyczne w rejonie Konotopu w obwodzie sumskim.
Gubernator Serhij Łysak poinformował, że jedna osoba zginęła, a 14 zostało rannych w rosyjskim ataku rakietowym na Krzywy Róg. Atak uszkodził 11 budynków mieszkalnych, klinikę, szkołę, budynek administracyjny i 12 garaży oraz wywołał pożar o powierzchni 500 m², który objął budynek mieszkalny i kilka budynków gospodarczych. Prokuratura Okręgowa podała, że Rosjanie masowo zaatakowali centralną dzielnicę Chersonia, w wyniku czego zginęły dwie kobiety w wieku 50 i 71 lat, a cztery osoby zostały ranne, w tym 13-letni chłopiec. Uszkodzone zostały cztery wieżowce i prywatne budynki mieszkalne. Gubernator Ołeh Siniehubow podał, że 21:02 czasu lokalnego siły rosyjskie zaatakowały centrum Charkowa, raniąc dziewięć osób oraz trafiając i uszkadzając budynek Derżpromu, konstrukcję objętą tymczasową wzmocnioną ochroną UNESCO od 2022 roku. Atak uszkodził również oddział rehabilitacji regionalnego szpitala klinicznego, dwa budynki mieszkalne, budynek apelacyjnego sądu gospodarczego, dwie placówki edukacyjne, siedzibę banku, zakłady spożywcze i siedem samochodów.
Źródła rosyjskie podały, że ukraińskie drony zaatakowały i uszkodziły dwie fabryki etanolu w obwodzie woroneskim. Gubernator Aleksandr Gusiew powiedział, że jeden atak miał miejsce w rejonie annińskim, gdzie dwóch pracowników zostało rannych w pożarze destylarni. Drugi atak miał miejsce w rejonie nowochopirskim (ok. 200 km do granicy z Ukrainą), gdzie także wybuchł pożar, jednakże nie odnotowano ofiar. Według niego w regionie zestrzelono 10 dronów, z kolei MON Rosji podało, że jeden ukraiński dron został zniszczony nad obwodem woroneskim w nocy, a drugi poprzedniego wieczoru. Gubernator Aleksiej Smirnow stwierdził, że „ukraiński dron-śmigłowiec” zaatakował pojazd cywilny w rejonie lgowskim w obwodzie kurskim, zabijając dwie osoby. Ponadto wywiad ukraiński stwierdził, że ukraiński ruch oporu wysadził most kolejowy w okupowanym Berdiańsku, uniemożliwiając armii rosyjskiej zaopatrywanie żołnierzy w broń i amunicję w okupowanym mieście za pośrednictwem kolei.
Sekretarz generalny NATO Mark Rutte potwierdził, że wojska północnokoreańskie zostały rozmieszczone i brały udział w walkach w obwodzie kurskim; „Dzisiaj mogę potwierdzić, że północnokoreański personel wojskowy został wysłany do Rosji, a jednostki północnokoreańskie zostały rozmieszczone w obwodzie kurskim... Jest to znacząca eskalacja ciągłego zaangażowania KRLD w nielegalną wojnę prowadzoną przez Rosję. To kolejne naruszenie Rezolucji Rady Bezpieczeństwa ONZ. Po trzecie, jest to niebezpieczne rozszerzenie rosyjskiej wojny”, dodając, że: „NATO wzywa Rosję i KRLD do natychmiastowego zaprzestania tych działań. Pogłębienie współpracy wojskowej między Rosją a Koreą Północną stanowi zagrożenie zarówno dla bezpieczeństwa Pacyfiku, jak i bezpieczeństwa euroatlantyckiego”. Rząd Korei Południowej wysłał delegację na Ukrainę w celu omówienia współpracy i wymiany informacji na temat żołnierzy północnokoreańskich. Rzeczniczka Departamentu Obrony Sabrina Singh powiedziała, że żołnierze Korei Północnej zbliżyli się do Ukrainy, dodając, że USA było coraz bardziej zaniepokojone faktem, że Rosja zamierza wykorzystać tych żołnierzy do walki lub wsparcia działań bojowych przeciwko armii ukraińskiej w obwodzie kurskim. Jeśli wojska koreańskie wezmą udział w walkach, Stany Zjednoczone nie nałożą żadnych nowych ograniczeń na użycie przez Ukrainę amerykańskiej broni. Rzecznik ukraińskiego Zgrupowania „Siewiersk” Wadym Mysnyk powiedział, że dane wywiadowcze potwierdzały, że rosyjskie dowództwo przerzucało wojska północnokoreańskie bliżej frontu w obwodzie kurskim, jednak armia ukraińska jeszcze nie walczyła ani nie pojmała ich w tym regionie.
Ministerstwo Obrony Chorwacji oświadczyło, że minister obrony Ivan Anušić podpisał memorandum z ministrem obrony Niemiec Borisem Pistoriusem, na mocy którego strona chorwacka otrzyma środki finansowe na zakup do 50 czołgów Leopard 2A8 w zamian za dostarczenie Ukrainie 30 czołgów podstawowych M-84 i 30 bojowych wozów piechoty M-80, a także części zamiennych i amunicji. Premier Jonas Gahr Støre ogłosił, że Norwegia zapewni Ukrainie nowy pakiet o wartości 500 milionów euro, przeznaczając ponad połowę na pomoc wojskową. Szwecja przeznaczy ok. 68 milionów dolarów na pomoc wojskową dla Ukrainy, w tym ok. 46,5 miliona dolarów na inicjatywy wspierające armię ukraińską (myśliwce, bezpieczeństwo morskie, rozminowywanie i IT), a kolejne 21,6 miliona dolarów zostanie przeznaczone na rozwój ukraińskiego przemysłu obronnego w ramach „duńskiego modelu”.
Prezydent Viola Amherd powiedziała, że jest za zniesieniem ograniczeń na reeksport broni wyprodukowanej w Szwajcarii do krajów trzecich, w szczególności na Ukrainę, co jej zdaniem szkodzi szwajcarskiemu przemysłowi zbrojeniowemu.
Niemiecka Fundacja na rzecz Wolności im. Friedricha Naumanna podała, że według badań Korea Północna dostarczyła Rosji broń o wartości ponad 5,5 miliarda dolarów.

### 29 października
Ministerstwo Obrony Rosji podało, że wojska rosyjskie całkowicie zajęły miasto Sełydowe, na południowy wschód od Pokrowska. Potwierdzono to dzień później. Rosja stwierdziła także, że zdobyto wioski Kateryniwka i Jasna Poljana.
W ocenie ISW tempo rosyjskich postępów na Ukrainie wzrosło w ostatnich tygodniach, ale pozostawało powolne i zgodne z wojną pozycyjną, a nie z szybkim manewrem zmechanizowanym. Wojska ukraińskie zrobiły postępy w Torećku, a siły rosyjskie posunęły się naprzód w pobliżu Kupiańska, Pokrowska, Kurachowego i na południowy zachód od Doniecka.
Według Sił Powietrznych Ukrainy w nocy Rosjanie zaatakowali Krzywy Róg przy użyciu rakiety balistycznej Iskander-M (wystrzelonej z Krymu) oraz terytorium Ukrainy przy pomocy 48 dronów Shahed 136/131 i dronów nieznanego typu (z Orła i Kurska). Ukraińska obrona przeciwlotnicza zniszczyła 26 dronów w obwodach kijowskim, czerkaskim, winnickim, żytomierskim, chmielnickim, sumskim, czernihowskim i połtawskim, kolejne 20 zaginęło na Ukrainie. W Kijowie szczątki dronów spadły w rejonach sołomiańskim i swiatoszyńskim, co spowodowało szereg zniszczeń i pożarów, a jedna osoba trafiła do szpitala. Władze lokalne poinformowały, że ok. 2:50 w nocy Rosja zaatakowała charkowski rejon osnowiański pociskiem hybrydowym Grom-E1, zabijając co najmniej cztery osoby, w tym dwie kobiety i dwóch mężczyzn. Atak zniszczył jeden dom prywatny i uszkodził 19 kolejnych budynków oraz kilka samochodów. Gubernator Ołeksandr Prokudin oświadczył, że w nocy wojska rosyjskie zaatakowały budynek mieszkalny we wsi Stanisław w obwodzie chersońskim, w wyniku czego dwie osoby dorosłe i dwoje dzieci wieku 8 i 14 lat zostało rannych.
Gubernator Aleksiej Smirnow powiedział, że ukraińskie drony uderzyły w Żeleznogorsk w obwodzie kurskim, podpalając „budynek rządowy”. Według strony rosyjskiej w nocy zestrzelono 23 drony nad obwodami kurskim, briańskim, rostowskim, smoleńskim, biełgorodzkim i orłowskim. Według Ramazana Kadyrowa i doniesień medialnych w Czeczenii po raz pierwszy odnotowano atak dronów, który spowodował pożar na Uniwersytecie Sił Specjalnych Rosji im. Władimira Putina w Gudermes. Nagrania udostępnione w mediach społecznościowych pokazywały znaczne zniszczenia i duży pożar w głównym budynku uniwersytetu. Kadyrow stwierdził, że atak miał miejsce o 6:30 czasu lokalnego, a dron uderzył w dach pustego budynku uniwersytetu, wywołując pożar, ale nie powodując ofiar. Gubernator Artem Łysohor powiedział, że w okupowanym Ługańsku odnotowano eksplozje po ataku rakietowym „na rosyjskie składy amunicji”.
Według OSW siły rosyjskie poczyniły znaczące postępy na północ i południe od Kurachowego, w rezultacie czego całemu ukraińskiemu zgrupowaniu w rejonie miasta groziło oskrzydlenie. Rosjanie zajęli Sełydowe i Hirnyk, będące głównymi punktami oporu ukraińskiego na północ od Kurachowego. Obrona Sełydowego upadła w ciągu kilku dni, a żołnierze zostali zmuszeni do wycofania się z niego pod groźbą okrążenia. Na południe od Kurachowego doszło do załamania linii obrony ukraińskiej. Siły rosyjskie posunęły się tam na głębokość 4–8 km na froncie o szerokości ponad 20 km. Organizacja nowej linii obrony będzie dla Ukraińców trudna. Stanowiąca naturalną barierę rzeka Suchi Jały przecinała jedyną drogę zaopatrzenia miasta, co wymuszało stawianie oporu w otwartym terenie na południowy zachód od niej. Kontratak na południu Torećka doprowadził do odzyskania przez Ukraińców części pozycji w jego południowo-zachodniej części, jednak Rosjanie poczynili kolejne postępy w jego centrum i pogłębili oskrzydlenie miasta od zachodu. Poszerzyli także podstawę wyjściową do potencjalnej próby przekroczenia rzeki Oskoł, wypierając Ukraińców z ostatnich pozycji w Kruhlakiwce oraz wkraczając do miejscowości na północ i południe od niej. Pod kontrolę Rosjan przeszły też kolejne miejscowości nad rzeką Żerebeć na granicy obwodów ługańskiego i charkowskiego oraz w obwodzie kurskim. Starcia na pozostałych odcinkach frontu nie przyniosły większych zmian.
Rada Najwyższa Ukrainy opowiedziała się za przedłużeniem stanu wojennego i powszechną mobilizacją na Ukrainie o kolejne 90 dni. Sekretarz RBNiO Ukrainy Ołeksandr Łytwynenko oświadczył, że Ukraina zmobilizuje kolejnych 160 tys. żołnierzy, co zwiększy liczebność jednostek do 85%. Od początku rosyjskiej inwazji do wojska powołano 1 000 050 obywateli.
Amerykański dziennik The New York Times, cytując anonimowych urzędników amerykańskich, podał, że nienuklearny plan odstraszania zawarty w „Planie Zwycięstwa” Ukrainy obejmował wymaganie od Stanów Zjednoczonych dostarczenia rakiet manewrujących Tomahawk. Według urzędników Ukrainie nie udało się przekonać zachodnich dyplomatów w tej kwestii, ponieważ liczba celów Ukrainy w Rosji rzekomo znacznie przekraczała zapasy, jakie USA mogłyby przekazać.

### 30 października
Ministerstwo Obrony Rosji stwierdziło, że wojska rosyjskie odbiły wieś Kruhliakiwka w obwodzie charkowskim. Według ukraińskiego projektu DeepState Rosjanie „zajęli Sełydowe, Wysznewe, Zoriane, a także zbliżyli się do Nowoukrainki, Nowodmytriwki i Kurachiwki” w obwodzie donieckim.
Według ISW siły ukraińskie odzyskały pozycje w pobliżu Pokrowska, z kolei wojska rosyjskie posunęły się naprzód w obwodzie kurskim oraz w okolicy Kreminnej, Czasiw Jaru, Pokrowska i Kurachowego.
Siły Powietrzne Ukrainy podały, że w nocy Rosja zaatakowała sektor prywatny w obwodzie sumskim rakietą nieznanego typu (wystrzeloną z obwodu biełgorodzkiego) oraz zaatakowała terytorium Ukrainy za pomocą 62 dronów Shahed 136/131 i dronów nieznanego typu (z Orła i Primorsko-Achtarska). Obrona przeciwlotnicza zniszczyła 33 drony w obwodach kijowskim, czerkaskim, chmielnickim, charkowskim, zaporoskim, donieckim, dniepropetrowskim, sumskim, czernihowskim i połtawskim, kolejne 25 zaginęło na Ukrainie. W wyniku ataku drona na 2. i 3. piętrze 9-piętrowego budynku w rejonie sołomiańskim w Kijowie wybuchł pożar, w którym rannych zostało dziewięć osób. Gubernator Ołeh Siniehubow powiedział, że późnym wieczorem Rosjanie zaatakowali dzielnicę mieszkaniową w rejonie saltiwskim w Charkowie, zabijając mężczyznę i dwóch chłopców w wieku 12 i 15 lat oraz raniąc co najmniej 35 kolejnych osób. Według wstępnych danych atak przeprowadzono przy użyciu bomby FAB-500, która uderzyła w 9-piętrowy budynek. Administracja Wojskowa poinformowała, że w nocy i nad ranem Rosjanie przeprowadzili 16 ostrzałów pogranicznych miejscowości w obwodzie sumskim, gdzie zarejestrowano 31 eksplozji. W wyniku ataku rakietowego dwie osoby zostały ranne.
Ministrowie obrony Stanów Zjednoczonych i Korei Południowej wezwali Koreę Północną do wycofania wojsk z Rosji. Sekretarz obrony Lloyd Austin powiedział, że USA będą „nadal współpracować z sojusznikami i partnerami, aby powstrzymać Rosję od użycia tych żołnierzy w walce”. Istniało jednak „duże prawdopodobieństwo”, że Rosja i tak to zrobi. Rząd ukraiński poinformował Radę Bezpieczeństwa ONZ, że wśród północnokoreańskich żołnierzy było ok. 500 oficerów (w tym co najmniej trzech generałów). Rada Bezpieczeństwa ONZ została również poinformowana przez Ukrainę, że co najmniej pięć północnokoreańskich brygad (ok. 2–3 tys. żołnierzy każda) zostanie podporządkowanych rosyjskim siłom zbrojnym lub włączonych do nich. Sekretarz Stanu USA Antony Blinken powiedział, że w Rosji przebywało 10 tys. żołnierzy z Korei Północnej, w tym do 8 tys. w przygranicznym obwodzie kurskim. Stacja CNN, powołując się na „zachodnich funkcjonariuszy wywiadu”, poinformowała, że na Ukrainę wysłano niewielkie grupy północnokoreańskich żołnierzy, ale ta liczba wzrośnie, gdy Koreańczycy ukończą szkolenie we wschodniej Rosji. Z kolei Financial Times, cytując wyższych urzędników ukraińskiego wywiadu, podał, że ok. 3 tys. żołnierzy z Korei Północnej zostało sprowadzonych do obwodu kurskiego, którzy stacjonowali ok. 50 km od granicy z Ukrainą.
Minister finansów Rachel Reeves ogłosiła, że Wielka Brytania przeznaczy trzy miliardy funtów rocznie na wsparcie wojskowe dla Ukrainy, zgodnie z projektem budżetu złożonym w parlamencie.
Republikanin Joe Wilson, współprzewodniczący Komisji Bezpieczeństwa i Współpracy Europejskiej Kongresu USA, oraz republikanin Steve Cohen, członek tej komisji, wysłali list do prezydenta USA Joe Bidena, prosząc o zezwolenie Polsce na przechwytywanie i zestrzeliwanie rosyjskich rakiet nad Ukrainą, zwłaszcza tych zagrażających polskiej przestrzeni powietrznej.

### 31 października
Według ISW siły rosyjskie posunęły się naprzód w kierunku Kupiańska, Swatowego, Pokrowska, Kurachowego i Wuhłedaru, a wojska ukraińskie odzyskały utracone pozycje w pobliżu Kurachowego.
Sztab Generalny Ukrainy oświadczył, że Rosja atakowała w kierunkach Charkowa, Kupiańska, Łymanu, Kramatorska, Torećka, Pokrowska, Kurachowego, Wremiwki, Zaporoża i Chersonia, gdzie doszło do 170 starć. W ciągu doby wojska rosyjskie przeprowadziły trzy ataki rakietowe, 57 nalotów, 1366 ataków dronów i 160 ostrzałów na pozycje ukraińskie i obszary zaludnione. Operacja w obwodzie kurskim trwała. W obwodzie kurskim w ciągu ostatniej doby Rosjanie przeprowadzili 21 nalotów, zrzucając 33 bomby lotnicze. Ukraińskie lotnictwo i artyleria przeprowadziły ataki na ośrodek sił rakietowych i artylerii oraz dziewięć miejsc koncentracji.
Według ukraińskich Sił Powietrznych wojska rosyjskie zaatakowały Ukrainę przy wykorzystaniu czterech rakiet balistycznych Iskander-M/KN-23 (wystrzelonych z Krymu i obwodu rostowskiego), ośmiu rakiet manewrujących Ch-59/Ch-69 (znad Morza Czarnego) oraz 43 dronów Shahed 136/131 i dronów nieznanego typu (z Kurska i Orła). Ukraińska obrona przeciwlotnicza zniszczyła dwa pociski Ch-59/Ch-69 w obwodzie odeskim i 17 dronów w obwodach odeskim, kijowskim, czerkaskim, kirowohradzkim, charkowskim, zaporoskim, dniepropetrowskim, donieckim i połtawskim. Trzy drony poleciały w kierunku Rosji, a kolejne 23 drony zaginęły na Ukrainie.
Według rosyjskich doniesień nad ranem ukraińskie drony uderzyły w port w Berdiańsku w obwodzie zaporoskim. Miejscowi donosili o eksplozjach i ostrzale rosyjskiej obrony przeciwlotniczej. Według rosyjskich mediów port został rzekomo zaatakowany przez sześć dronów morskich, jednak lokalni mieszkańcy twierdzili, że dronów było więcej. Później podano, że trzy osoby zostały ranne. Szef republiki Baszkortostanu Radij Chabirow powiedział, że ukraiński dron zaatakował i uszkodził rafinerię ropy naftowej w Ufie (ok. 1500 km od granicy z Ukrainą). Według niego trzy ukraińskie drony spadły na teren rafinerii, a jeden na samą rafinerię. Dron spowodował minimalne szkody, nie odnotowano żadnych ofiar.